# Vereinigtes Königreich
Das Vereinigte Königreich Großbritannien und Nordirland (englisch United Kingdom of Great Britain and Northern Irelandⓘ), kurz Vereinigtes Königreich (englisch United Kingdomⓘ [juːˌnaɪ̯.tʰɪd ˈkʰɪŋ.dəm],  Abkürzung: UK), ist ein auf den Britischen Inseln vor der Nordwestküste Kontinentaleuropas gelegener Staat, der den größten Inselstaat Europas bildet.
Das Vereinigte Königreich ist eine Union aus vier Landesteilen, die auf Englisch meist als countries (Länder) oder nations (Nationen) bezeichnet werden: England, Wales, Schottland und Nordirland. Hauptstadt und bevölkerungsreichste Stadt des Vereinigten Königreichs sowie eines der größten Kultur-, Handels- und Finanzzentren der Welt ist London. Weitere bedeutende Städte sind Birmingham, Manchester, Glasgow, Liverpool und Belfast.
Das vom 17. bis 20. Jahrhundert unter der Herrschaft des Vereinigten Königreichs bestehende Britische Weltreich gilt als größtes Kolonialreich der Geschichte. In der Industrialisierung im 18. Jahrhundert entwickelte sich das Vereinigte Königreich zum ersten Industriestaat und war ab dem Machtverlust Frankreichs nach den Napoleonischen Kriegen im frühen 19. Jahrhundert bis zum Aufstieg der Vereinigten Staaten im späten 19. Jahrhundert die führende Weltmacht (Pax Britannica).
Heute steht das Vereinigte Königreich mit seinen knapp über 68 Millionen Einwohnern unter den bevölkerungsreichsten Staaten Europas an vierter Stelle, nach Russland, Deutschland und Frankreich. Der bevölkerungsreichste Landesteil ist England mit etwa 56 Millionen Einwohnern, während Schottland rund 5,5 Millionen, Wales 3,1 Millionen und Nordirland 1,9 Millionen Einwohner zählen. Es ist gemessen am nominalen Bruttoinlandsprodukt nach Indien und vor Frankreich die sechstgrößte Volkswirtschaft der Welt. Darüber hinaus genießt das Land einen hohen Lebens- und Bildungsstandard sowie eine hohe Lebenserwartung.
Das Vereinigte Königreich ist Gründungsmitglied der NATO sowie der Vereinten Nationen. Es ist Atommacht, ständiges Mitglied des UN-Sicherheitsrates und einer der G7-Staaten. Von 1973 bis zu seinem Austritt im Jahr 2020 war es Mitglied der EWG bzw. später der Europäischen Union.

## Landesname
Der Staatsname lautet seit dem 12. April 1927 United Kingdom of Great Britain and Northern Ireland. Zuvor war der Staatsname United Kingdom of Great Britain and Ireland, da ganz Irland Bestandteil des Vereinigten Königreichs war.
Die amtliche Langform des Staatsnamens lautet in Deutschland und Österreich Vereinigtes Königreich Großbritannien und Nordirland, in der Schweiz und in Liechtenstein wird die Variante Vereinigtes Königreich von Grossbritannien und Nordirland (ohne ß und mit „von“) gebraucht.
Im nicht-offiziellen Sprachgebrauch findet sich die Bezeichnung Großbritannien als alternative Abkürzung der Langform – auch bei Politikern, Medien, Bildungseinrichtungen und den britischen Botschaften selbst. Die Briten selbst bezeichnen ihr Land in der Alltagssprache als UK oder kurz Britain, als Great Britain dagegen seltener. Die lateinische Bezeichnung Britannia stammt von dem keltischen Wort brith und bedeutet buntfarbig oder gefleckt.
Großbritannien ist jedoch eigentlich nur der Name für die größte der Britischen Inseln – oder für das frühere Königreich Großbritannien (bis 1801), das die Königreiche Schottland und England einschließlich Wales umfasste. Auf der zweitgrößten Insel – Irland – befinden sich Nordirland und die Republik Irland.
Als Adjektiv zum Staatsnamen steht trotz allem nur die Form „britisch“ zur Verfügung.
Die synekdochische und sachlich falsche Bezeichnung England für das gesamte Vereinigte Königreich findet sich vor allem auf dem europäischen Festland. Sie ist auf die historische Dominanz Englands sowie die im gesamten Vereinigten Königreich gegebene Amtssprache Englisch zurückzuführen.

## Mit dem Vereinigten Königreich verbundene Gebiete
Eine Reihe von Territorien stehen in enger Verbindung zum Vereinigten Königreich, sind aber völkerrechtlich von ihm abzugrenzen. Dies betrifft zum einen die Isle of Man und die Kanalinseln, die als Kronbesitztümer kein Bestandteil des Vereinigten Königreich sind. Zum anderen bestehen 14 Überseegebiete, die unter britischer Souveränität stehen, aber ebenfalls kein Teil des Vereinigten Königreichs sind.
Durch die Britische Monarchie steht das Vereinigte Königreich ferner in einer indirekten Beziehung zu 15 Commonwealth Realms, deren Staatsoberhaupt der britische Monarch jeweils auch ist; diese sind jedoch nicht nur selbstständige Staaten, sondern bilden auch jeweils eigenständige Monarchien.

## Geographie
Das Vereinigte Königreich besteht aus der Hauptinsel Großbritannien und etwa einem Sechstel der Insel Irland. Um die Hauptinsel liegen ungefähr 800 kleinere Inseln; die wichtigsten Inselgruppen sind Shetland und Orkney in der Nordsee nördlich von Schottland, die Äußeren Hebriden und die Inneren Hebriden im Atlantischen Ozean westlich von Schottland, Anglesey in der Irischen See nördlich von Wales, die Scilly-Inseln in der Keltischen See südwestlich von England sowie die Isle of Wight im Ärmelkanal vor der englischen Südküste. Die einzige Landgrenze besteht auf der Insel Irland zur Republik Irland; diese ist 360 Kilometer lang.

### Landesteile
| Landesteil                      | Flagge                 | Fläche (km²) | Anteil an Gesamtfläche | Einwohner (2017) | Anteil an Gesamt- einwohnerzahl | Hauptstadt |
| ------------------------------- | ---------------------- | ------------ | ---------------------- | ---------------- | ------------------------------- | ---------- |
| England                         | England                | 130.395      | 53,5 %                 | 55.619.400       | 84,2 %                          | London     |
| Schottland                      | Schottland             | 078.772      | 32,3 %                 | 05.424.200       | 08,2 %                          | Edinburgh  |
| Wales                           | Wales                  | 020.779      | 08,5 %                 | 03.125.200       | 04,7 %                          | Cardiff    |
| Nordirland                      | *                      | 013.843      | 05,7 %                 | 01.870.800       | 02,8 %                          | Belfast    |
| Vereinigtes Königreich (Gesamt) | Vereinigtes Konigreich | 243.789      | 100,0 %0               | 66.040.220       | 100,0 %0                        | London     |

#### England

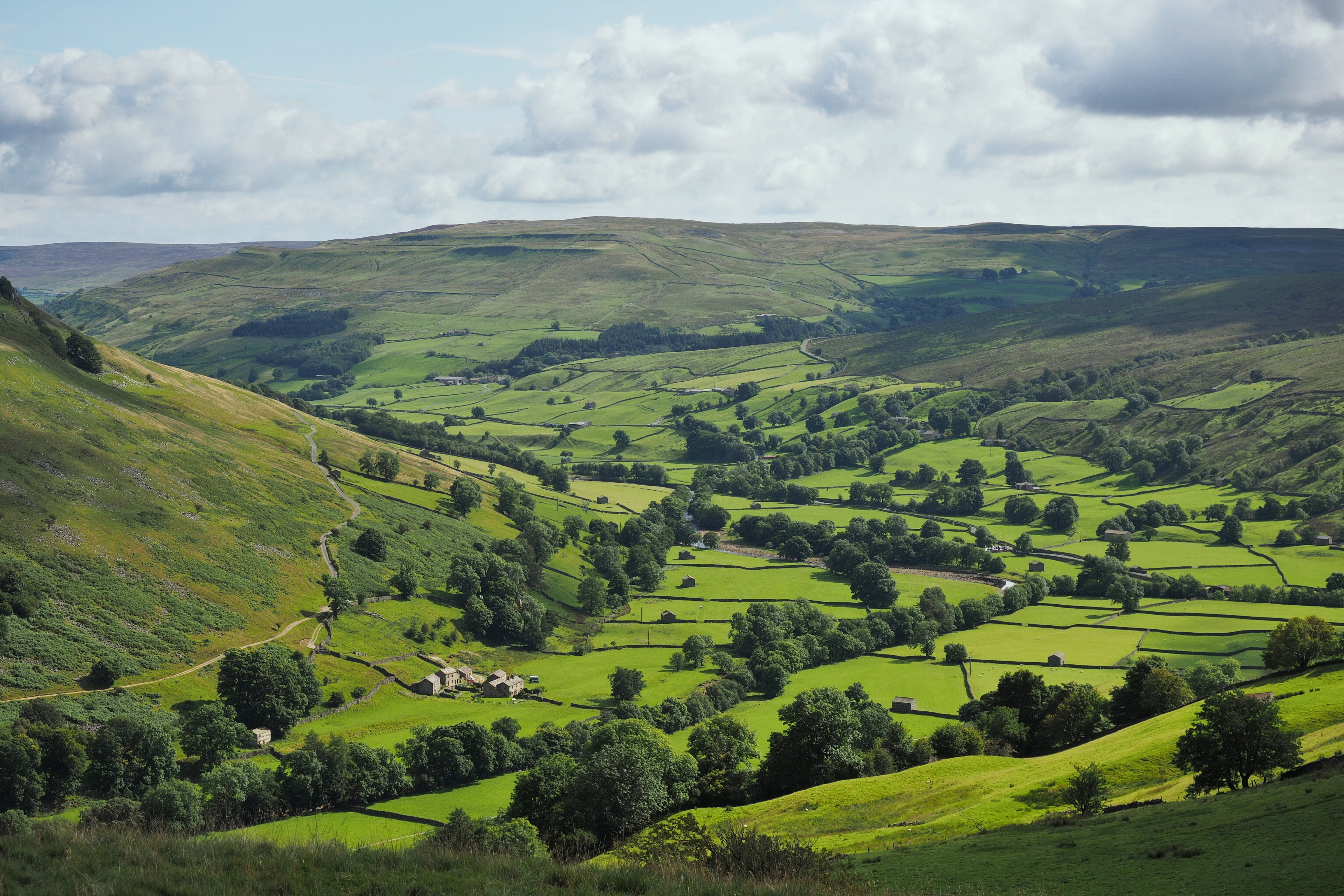
Sicht auf das Swaledale bei Muker in North Yorkshire

Größter Landesteil ist England mit einer Fläche von 130.395 Quadratkilometern und rund 54,3 Millionen Einwohnern. England bedeckt rund 59 Prozent der Insel Großbritannien und besteht zum größten Teil aus Tiefebenen, die von Hügelketten durchzogen sind. Die Tees-Exe Line, eine zwischen den Flüssen Tees in Yorkshire und Exe in Devon gezogene imaginäre Linie, unterteilt England in zwei unterschiedliche Regionen.
Der Nordwesten und der Norden sind geprägt von Mittelgebirgen aus metamorphen und magmatischen Gesteinen. Dazu gehören die Cumbrian Mountains und die Pennines. Aus älteren Sedimentgesteinen besteht der südlich an die Pennines anschließende Peak District in Mittelengland. Weitere Mittelgebirge sind Dartmoor und Exmoor im äußersten Südwesten.
Im Süden und entlang der Ostküste liegen bedeutend flachere Hügelzüge aus jüngeren Sedimentgesteinen. Dazu gehören einerseits die Kalksteinhügel der Yorkshire Wolds, der Lincolnshire Wolds, der Cotswolds und der Isle of Purbeck, andererseits die Südenglische Kreideformation, bestehend aus Salisbury Plain, Chiltern Hills, North Downs und South Downs. Der höchste Berg Englands ist mit 978 Metern der Scafell Pike in den Cumbrian Mountains.
Die wichtigsten Flüsse sind Themse, Severn, Trent, Great Ouse und Humber. Die größten Städte sind London, Birmingham, Manchester, Sheffield, Liverpool, Leeds, Bristol und Newcastle upon Tyne.

#### Wales

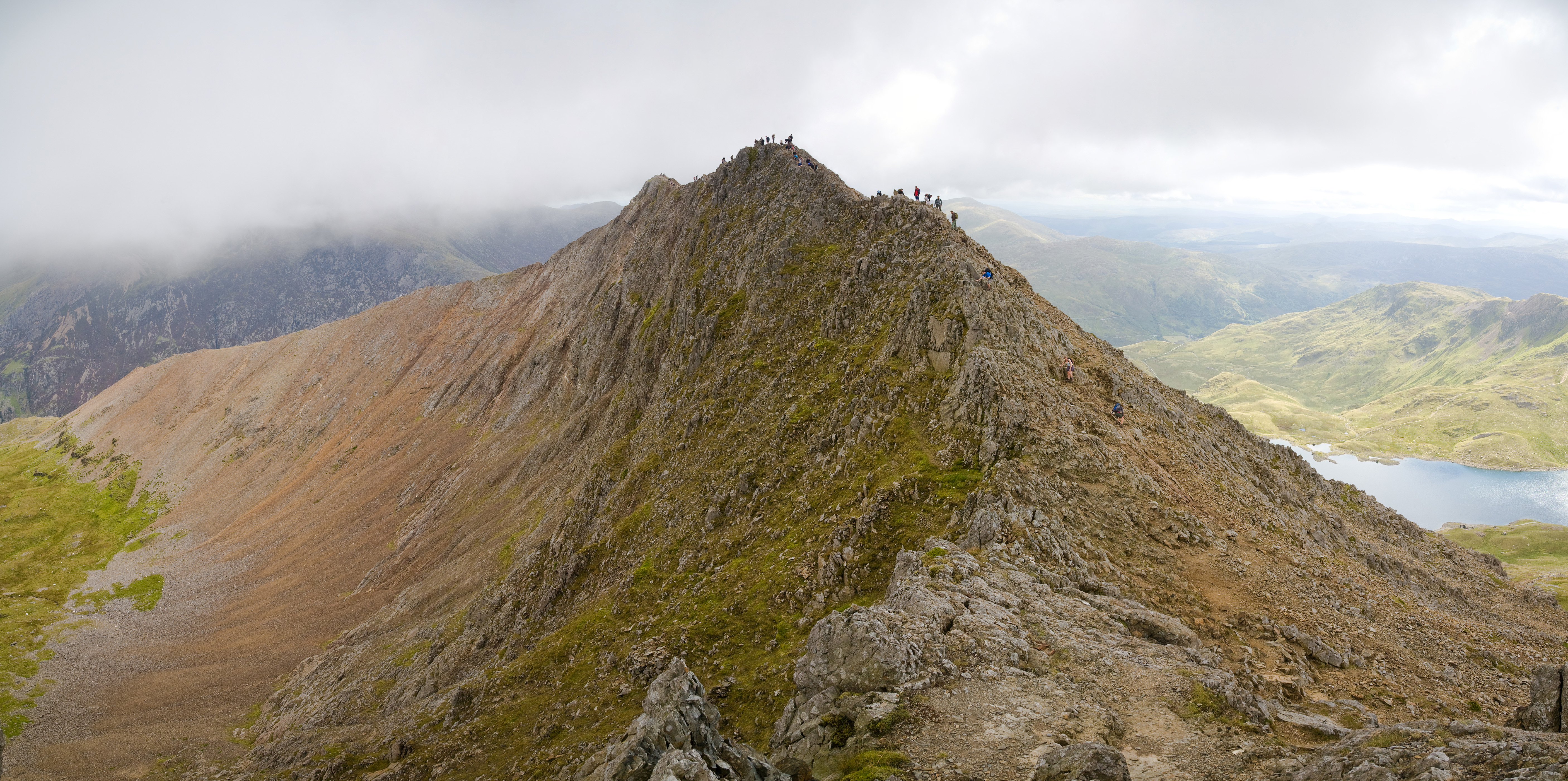
Der Gipfel des Crib Goch in Snowdonia in Gwynedd

Westlich an England grenzt Wales (walisisch Cymru), das 20.779 Quadratkilometer groß ist und mehr als drei Millionen Einwohner zählt. Das Land besteht fast gänzlich aus metamorphen Mittelgebirgen, wobei die Erhebungen von Norden nach Süden generell niedriger werden. Höchster Berg ist der Snowdon (Yr Wyddfa) mit 1085 Metern. Nach diesem ist Snowdonia benannt, das nördlichste der drei walisischen Gebirge. Im zentralen Landesteil liegen die Cambrian Mountains, daran anschließend in Südwales die Brecon Beacons.
Der längste Fluss des Vereinigten Königreichs, der Severn, entspringt in Zentralwales in den Cambrian Mountains. Der größte Teil der Bevölkerung konzentriert sich auf einen schmalen Küstenstreifen entlang des Bristolkanals im Süden mit den Städten Cardiff, Newport und Swansea sowie auf die vom Küstenstreifen abzweigenden südwalisischen Täler.

#### Schottland

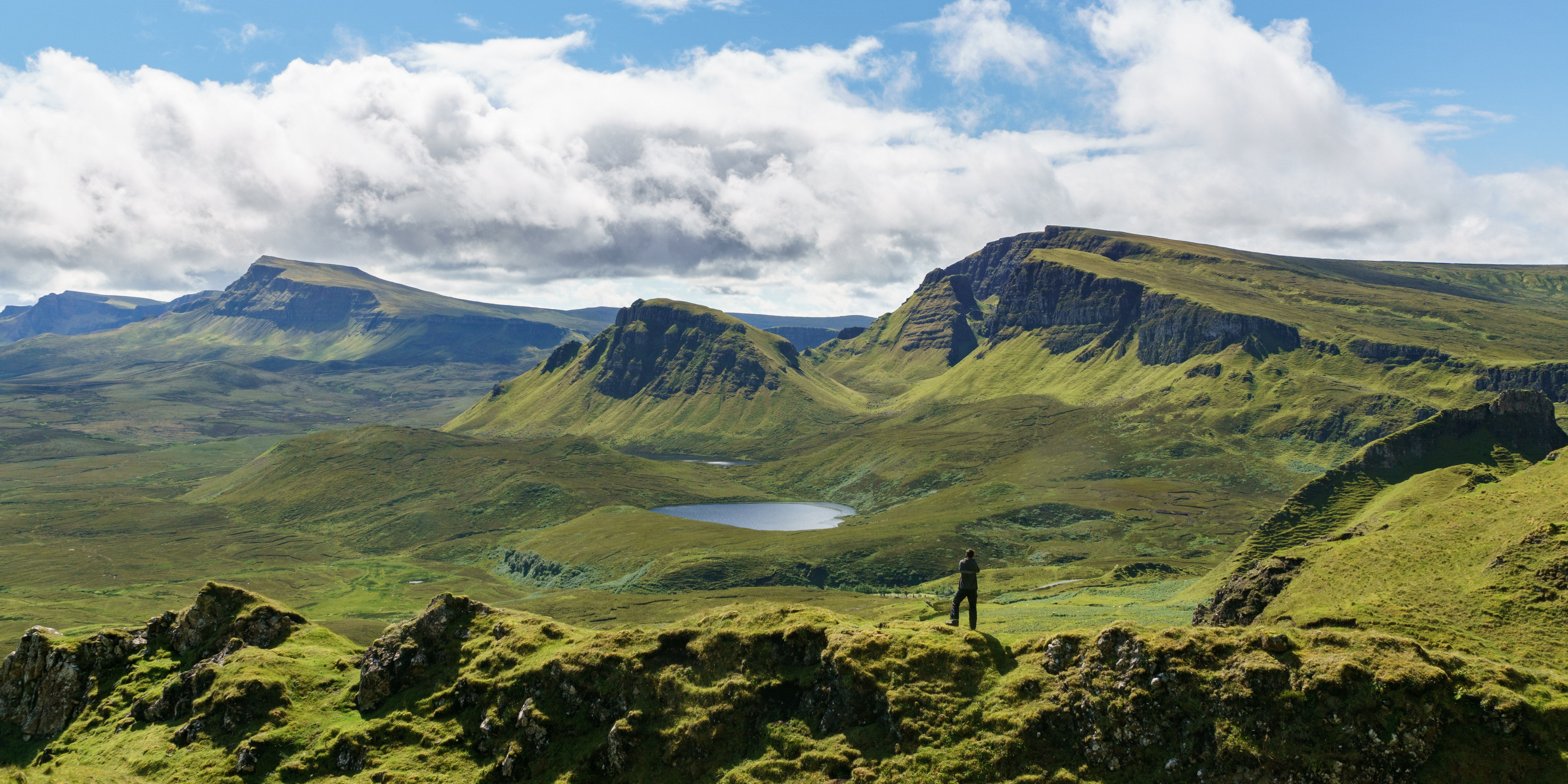
Landschaft auf der Isle of Skye

Schottland (schottisch-gälisch Alba) ist 78.772 Quadratkilometer groß, zählt rund 5,3 Millionen Einwohner und umfasst den nördlichen Teil Großbritanniens. Das Land besteht aus drei Teilen; den Highlands im Norden und Westen, dem Central Belt im Zentrum und den Southern Uplands im Süden.
Die Geologie Schottlands ist weitgehend metamorph, Sedimente sind relativ selten. Magmatisches Gestein hingegen ist vor allem in den südlichen Highlands und auf den Inneren Hebriden in zahlreichen Gegenden zu finden. Ebenfalls das Ergebnis urzeitlicher vulkanischer Aktivität ist der Ben Nevis in den Grampian Mountains, mit 1345 Metern der höchste Berg Schottlands und der gesamten Britischen Inseln. Die nördlichen, etwas flacheren Highlands sind vom Rest des Landes durch den Great Glen geteilt, einer tektonischen Verwerfung.
Im Central Belt, in den Ballungsgebieten der Großstädte Glasgow, Edinburgh und Dundee, konzentriert sich der größte Teil der Bevölkerung. Einzige Großstadt außerhalb dieser Region ist Aberdeen an der Nordostküste. Am südlichsten liegen die dünn besiedelten Southern Uplands; sie erstrecken sich entlang der englischen Grenze von der Irischen See zur Nordsee. Central Belt und Southern Uplands werden zusammen auch als die Lowlands bezeichnet.
Die Westküste Schottlands ist stark zergliedert, dies aufgrund vieler vorgelagerter Inseln und zahlreicher tief in das Landesinnere reichender Fjorde (die in Schottland als Firths bezeichnet werden). Die bekanntesten dieser Meeresarme sind der Firth of Clyde und der Solway Firth. Hingegen ist die Ostküste wenig zergliedert, mit Ausnahme des Firth of Forth, des Firth of Tay und des Moray Firth, die aber mehr den Charakter großer Ästuare haben.

#### Nordirland
Kleinster Landesteil ist Nordirland (irisch Tuaisceart Éireann), das 13.843 Quadratkilometer groß ist, rund 1,8 Millionen Einwohner zählt und den nordöstlichen Teil der Insel Irland umfasst. Das Gelände ist zumeist wellig. Die einzigen Mittelgebirge sind die im Südosten gelegenen Mourne Mountains, der höchste Berg ist hier der Slieve Donard mit 849 Metern, sowie die zentral gelegenen Sperrin Mountains mit dem 678 m hohen Sawel Mountain. Ungefähr in der Mitte Nordirlands liegt der Lough Neagh, mit einer Oberfläche von 388 Quadratkilometern der größte Binnensee der Britischen Inseln. Die größten Städte sind Belfast und Derry (Londonderry).

### Städte

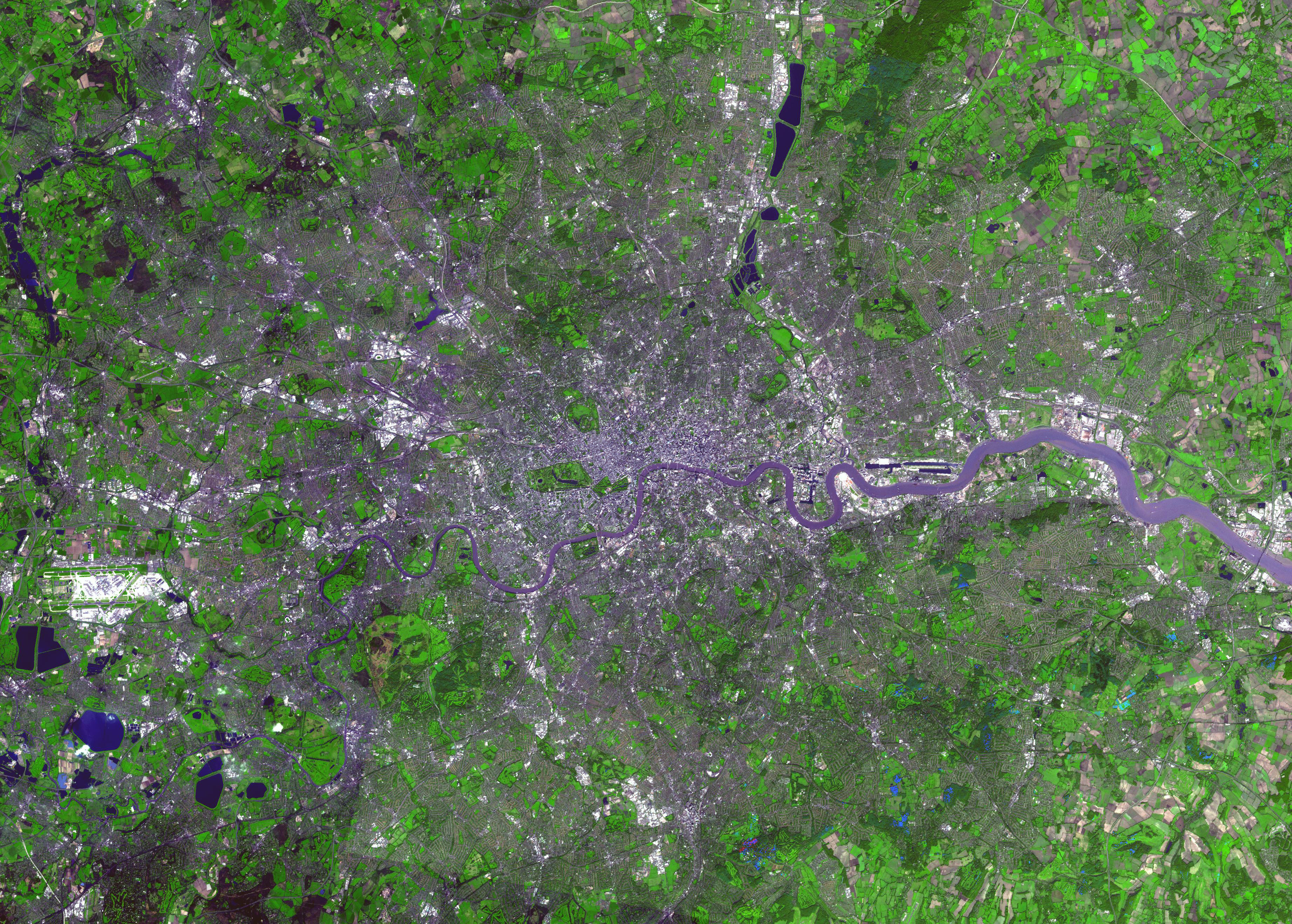
Satellitenbild von London

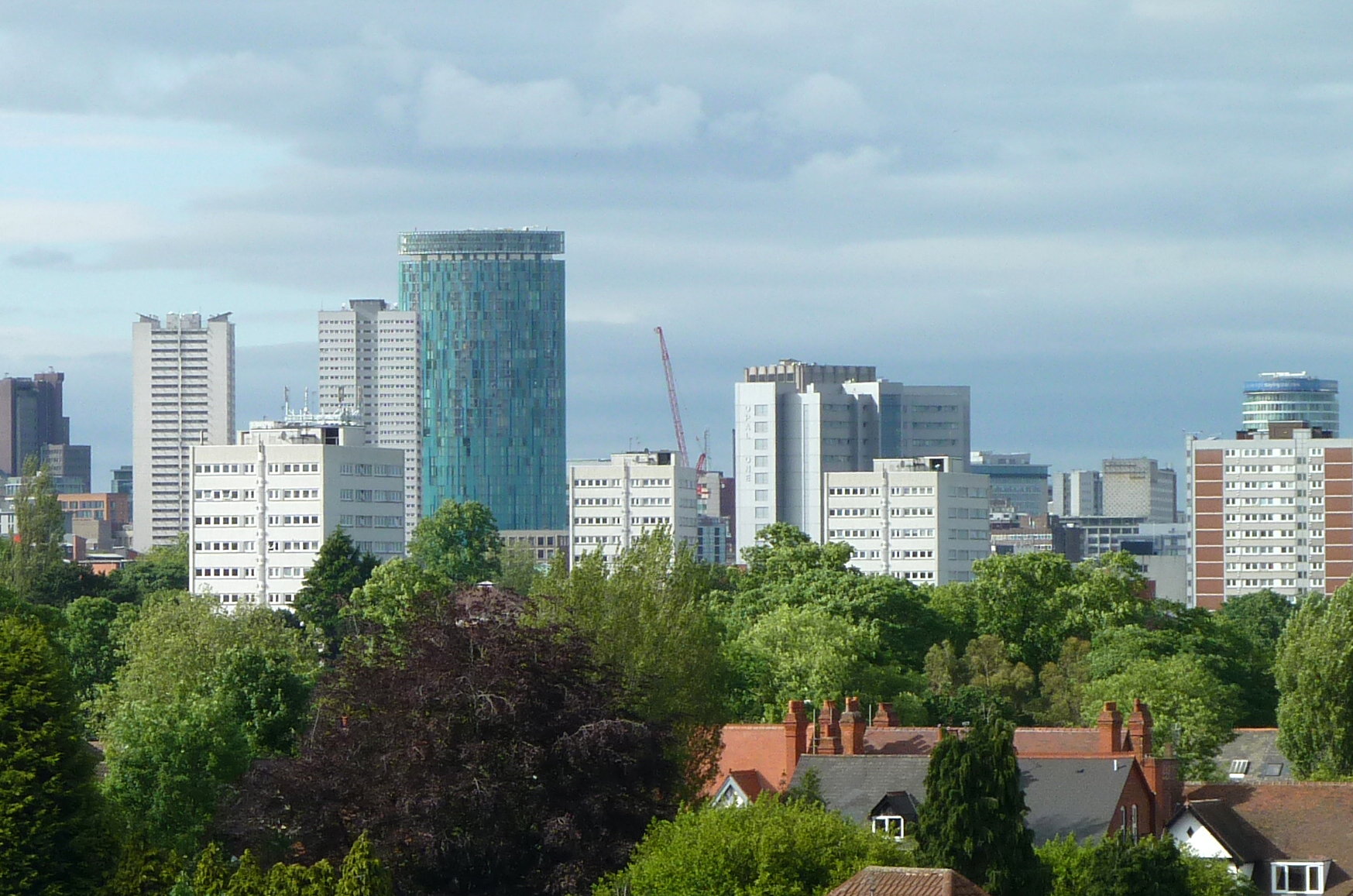
Birmingham

Die Urbanisierungsrate im Vereinigten Königreich betrug 2016 82,8 % womit es zu den am stärksten urbanisierten Ländern der Welt zählt. Die größte Stadt des Vereinigten Königreichs ist die Hauptstadt London mit über 10 Millionen Einwohnern im Metropolraum. Das Land ist stark auf seine Hauptstadt konzentriert, in der ein Sechstel der Bevölkerung lebt und die knapp ein Viertel der Wirtschaftsleistung erbringt. London ist das unumstrittene wirtschaftliche, kulturelle und politische Zentrum des Vereinigten Königreichs und gilt als eine der einflussreichsten Städte weltweit. Weitere große Metropolregionen sind Manchester (2,6 Mio. Einwohner), Birmingham (2,5 Mio.), Leeds (1,8 Mio.) und Glasgow (0,9 Mio.). Die meisten Ballungsräume liegen im dicht besiedelten Landesteil England.
| Top 10 Städte | Top 10 Städte       | Top 10 Städte | Top 10 städtische Räume | Top 10 städtische Räume | Top 10 städtische Räume |
| Rang          | Stadt               | Einwohnerzahl | Rang                    | Städtischer Raum        | Einwohnerzahl           |
| ------------- | ------------------- | ------------- | ----------------------- | ----------------------- | ----------------------- |
| 01            | London              | 8.537.673     | 01                      | London                  | 10.356.139              |
| 02            | Birmingham          | 1.126.927     | 03                      | Birmingham              | 02.509.741              |
| 03            | Glasgow             | 0.603.080     | 05                      | Glasgow                 | 00.990.900              |
| 04            | Liverpool           | 0.565.161     | 07                      | Liverpool               | 00.878.052              |
| 05            | Bristol             | 0.560.982     | 11                      | Bristol                 | 00.648.816              |
| 06            | Manchester          | 0.537.862     | 02                      | Manchester              | 02.626.139              |
| 07            | Sheffield           | 0.535.782     | 10                      | Sheffield               | 00.703.920              |
| 08            | Leeds               | 0.493.623     | 04                      | Leeds                   | 01.824.753              |
| 09            | Edinburgh           | 0.480.250     | 14                      | Edinburgh               | 00.504.390              |
| 10            | Leicester           | 0.458.175     | 13                      | Leicester               | 00.526.018              |
| 19            | Southampton         | 0.266.391     | 06                      | Southampton             | 00.885.693              |
| 17            | Newcastle upon Tyne | 0.279.534     | 08                      | Newcastle upon Tyne     | 00.788.782              |
| 15            | Nottingham          | 0.302.029     | 09                      | Nottingham              | 00.753.777              |

Stand: 2015

### Klima

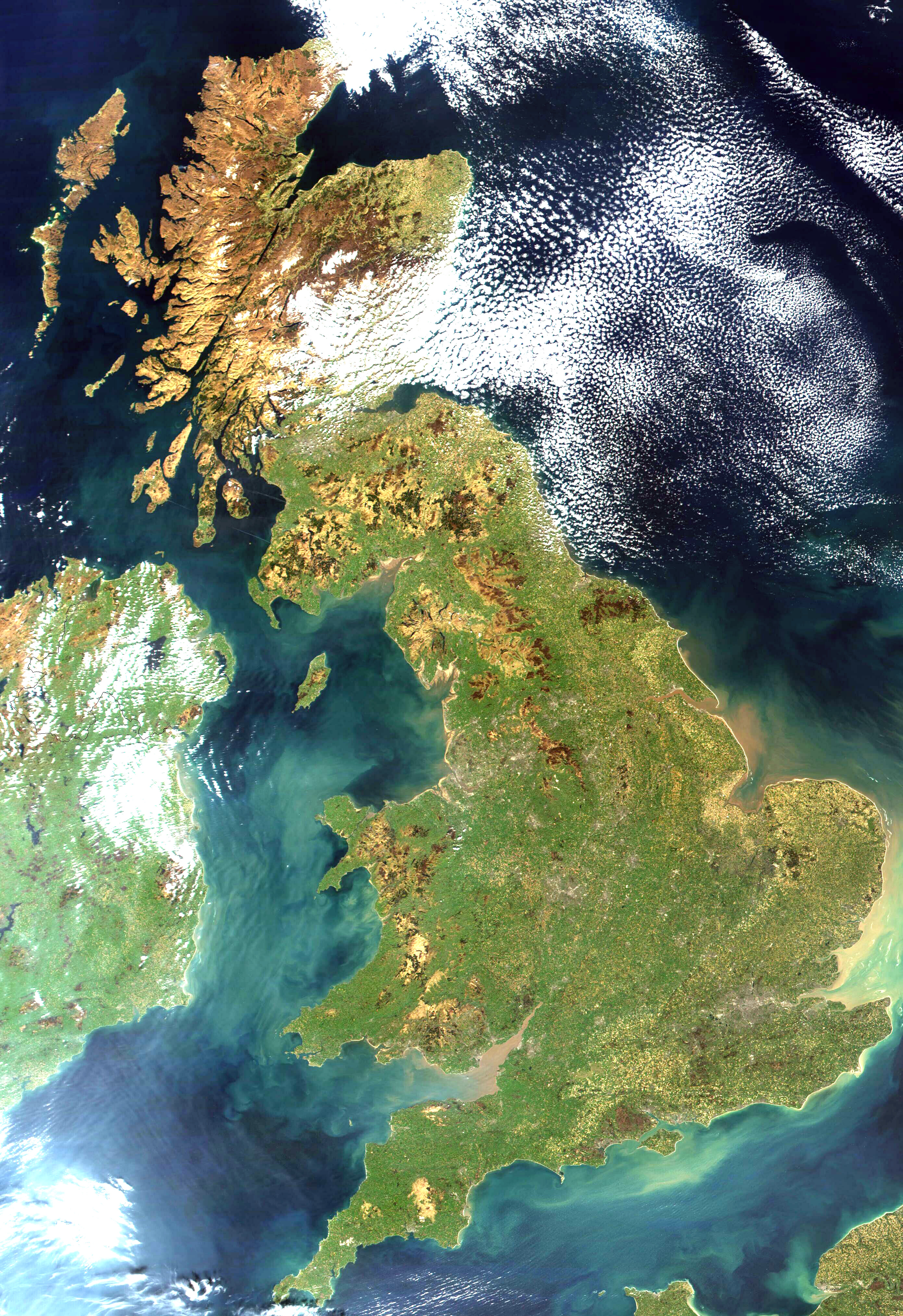
Satellitenfoto Großbritanniens

Das Vereinigte Königreich liegt ganz in der gemäßigten Klimazone. Das Klima ist feucht und aufgrund des Einflusses des Golfstroms wärmer als in anderen Gebieten auf den gleichen Breitengraden. Aufgrund der Lage des Landes in der Konvergenzzone von kalter polarer und warmer tropischer Luft ist das Wetter sehr unbeständig. Allgemein ist das Klima im Süden und Osten wärmer und trockener als im Norden und Westen. Die Regenmenge beträgt im Norden durchschnittlich 1000 mm pro Jahr, im Süden 700 mm. Am feuchtesten ist es in den westlichen Highlands mit über 3000 mm jährlich, am trockensten in Essex mit 600 mm (in besonders trockenen Jahren sogar nur 450 mm).
Während zwei Dritteln des Jahres ist der Himmel bewölkt, so dass die durchschnittliche jährliche Sonnenscheindauer relativ gering ist. An der englischen Südküste beträgt diese 1750 und 2100, im westlichen Teil Schottlands oft weniger als 1000 Stunden. Das Land ist relativ selten von Naturkatastrophen betroffen, vor allem im Winter können jedoch starke Sturmwinde (bis zu Orkanstärke) und Überschwemmungen auftreten. Nebel tritt vor allem im Winter in den bergigen bzw. hügeligen Regionen sowie an der Küste auf.
Die höchste je im Vereinigten Königreich gemessene Temperatur ist 40,3 °C am 19. Juli 2022 in Coningsby und Waddington, zwei Ortschaften in der Grafschaft Lincolnshire in der Region East Midlands. Am kältesten war es am 30. Dezember 1995 bei Altnaharra in Sutherland mit −27,2 °C. Da die Durchschnittstemperatur auch im Winter meist über dem Gefrierpunkt liegt, fällt nur wenig Schnee. Ausnahme sind die schottischen Highlands, wo während einigen Wochen die Schneedecke dick genug ist, um Wintersport ausüben zu können.

#### Auswirkungen des Klimawandels
Im Vereinigten Königreich gibt es infolge des Klimawandels einen Trend zu wärmeren Wintern und heißeren Sommern, der Meeresspiegel der britischen Küste steigt jährlich um etwa 3 mm und es gibt Anzeichen für eine Änderung der Niederschlagsmuster. Klimawissenschaftler erwarten, dass Hitzewellen wie jene im Jahr 2003 in den 2040er Jahren infolge der Klimakrise zur Norm geworden sein werden. Modellrechnungen aus dem Jahr 2019 ergeben, dass London bereits bei Eintritt des als optimistisch eingeschätzten RCP4.5-Szenarios in eine andere Klimazone verlagert werden würde; demnach wäre das Klima in London bereits im Jahr 2050 dem bisherigen Klima im spanischen Barcelona ähnlicher als dem bisherigen in London. Auch Extremwetterereignisse werden häufiger und intensiver; so ließ sich bspw. nachweisen, dass sich die Überschwemmungen in England 2013–2014 ursächlich auf den vom Menschen verursachten Klimawandel zurückführen lassen.

### Flora und Fauna

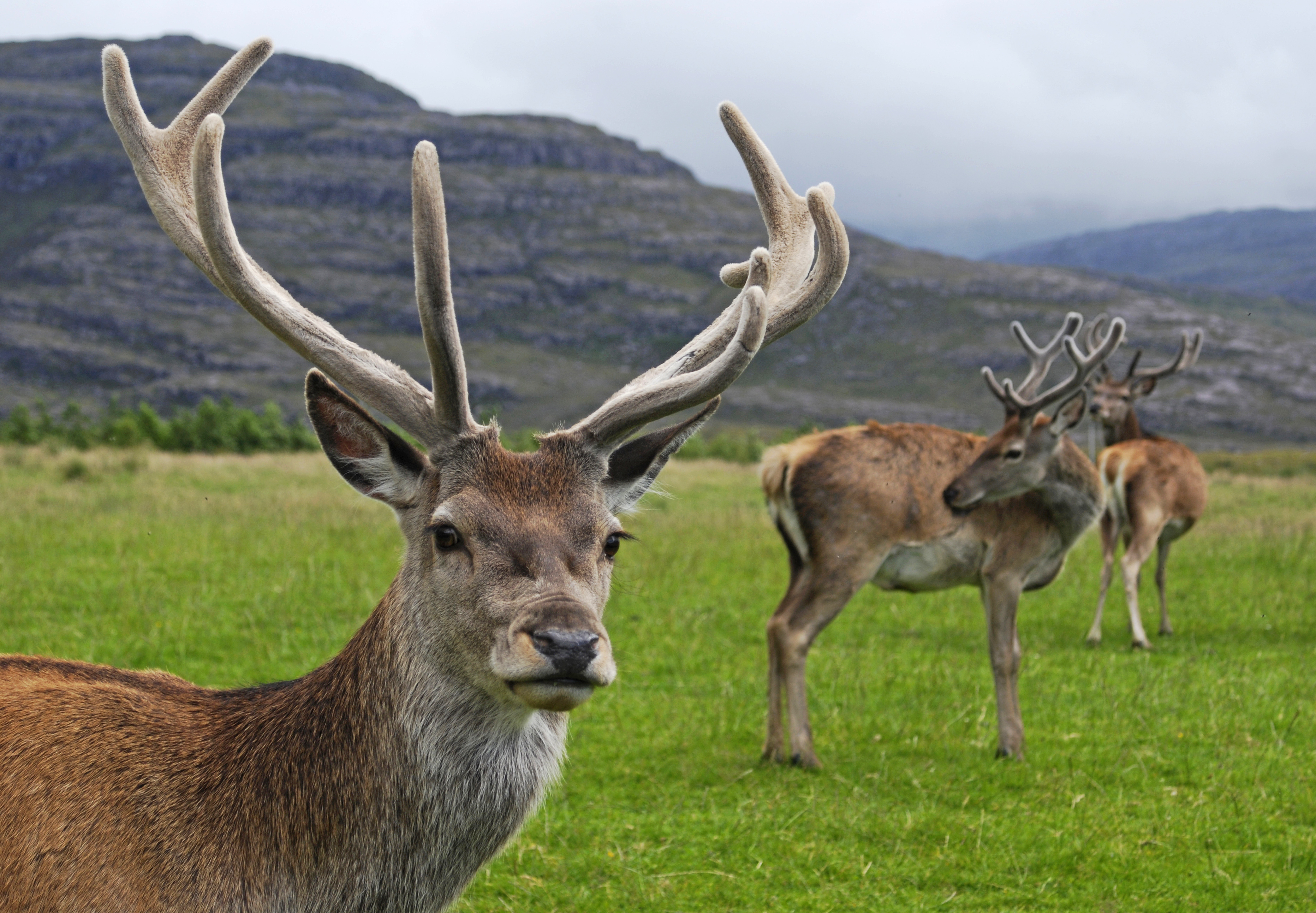
Rothirsch in Schottland

Wegen des relativ milden Klimas und verschiedener Böden gibt es eine gewisse Vielfalt an Pflanzengesellschaften. Ursprünglich waren die Britischen Inseln insbesondere in den Tiefebenen mit großen Wäldern bedeckt, hauptsächlich mit Eichen- und anderen Laubwäldern. Ausnahmen waren Gebiete des Marschlandes, wie die Fens. In höheren Lagen, wie in Schottland, und auf sandigeren Böden gab es große Kiefern-Waldgesellschaften. Aufgrund anhaltender Abholzung und vermehrter landwirtschaftlicher Nutzung ist der Waldbestand über die Jahrhunderte zurückgegangen, sodass heute noch etwa 9 Prozent der Landfläche mit Bäumen bedeckt ist. Seit dem 20. Jahrhundert wird versucht, die Wälder wieder aufzuforsten. Größere Wälder gibt es heute in Schottland sowie vereinzelt im Süden und Osten Englands und in Wales. Vorkommende Baumarten sind hauptsächlich Eichen-Arten, die Rotbuche, die Gewöhnliche Esche und Ulmen. In Schottland wachsen hauptsächlich die Waldkiefer, die Gemeine Fichte und Birken-Arten.
Die Kulturlandschaften zwischen den Gebirgen sind mit zahlreichen Mooren und verschiedenen Wiesen und Heiden bedeckt. Es gibt Apfel- und Kirschbaumkulturen. Verschiedene Arten von krautigen Pflanzen sind in großen Teilen des Landes heimisch. Es gibt über 1600 Pflanzenarten.
Die Fauna ist ähnlich der in anderen Gebieten Nordwesteuropas, jedoch weniger vielfältig. Der ehemals heimische Wolf, das Wildschwein, der Wisent und der Braunbär wurden ausgerottet. Wild lebende Großsäugetiere sind Rothirsch und Reh. Eingebürgert sind der Damhirsch, Sikahirsch und das Wasserreh. Andere verbreitete heimische Arten sind der Feldhase, Igel, Rotfuchs, Wiesel sowie Spitzmaus und Otter. Verbreitete Vogelarten sind die beiden Sperlings-Arten, die Drossel, Rabenkrähe, Tauben sowie Finken. Das heimische Eichhörnchen wird zunehmend durch das ausgesetzte nordamerikanische Grauhörnchen verdrängt und droht völlig zu verschwinden. Eine weitere ursprünglich nicht heimische Säugetierart ist der Mink, ein nordamerikanischer Verwandter des Nerzes. In den Küstenregionen leben der Seehund und die Kegelrobbe. Nordirlands Tier- und Pflanzenwelt ähnelt in weiten Teilen der auf der britischen Hauptinsel.

## Bevölkerung

### Demografie
| Jahr | Bevölkerungszahl (laut Zensus) | Jahr | Bevölkerungszahl (laut Zensus) |
| ---- | ------------------------------ | ---- | ------------------------------ |
| 1801 | 10.500.000                     | 1931 | 46.038.000                     |
| 1851 | 27.368.800                     | 1951 | 50.225.000                     |
| 1861 | 28.917.900                     | 1961 | 52.807.000                     |
| 1871 | 31.484.000                     | 1971 | 55.928.000                     |
| 1881 | 34.934.500                     | 1981 | 56.357.000                     |
| 1891 | 37.802.400                     | 1991 | 57.439.000                     |
| 1901 | 38.237.000                     | 2001 | 59.113.000                     |
| 1911 | 42.082.000                     | 2011 | 63.182.000                     |
| 1921 | 44.027.000                     | 2020 | 67.215.000 (Schätzung)         |

Bevölkerungsdichte im Vereinigten Königreich 2011

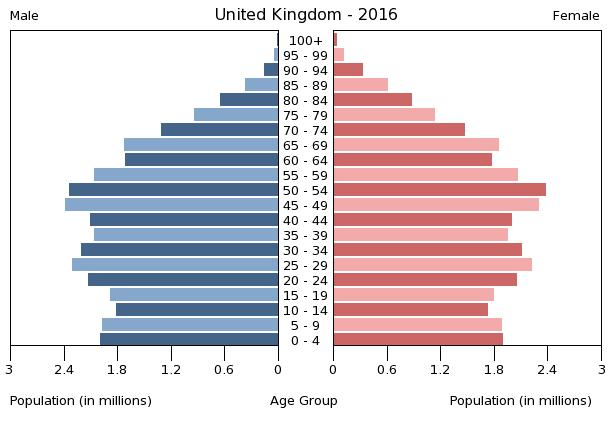
Bevölkerungspyramide des Vereinigten Königreichs 2016

Das Vereinigte Königreich hatte 2022 rund 67,5 Millionen Einwohner. Das jährliche Bevölkerungswachstum betrug + 0,8 %. Zum Bevölkerungswachstum trug ein Geburtenüberschuss (Geburtenziffer: 10,0 pro 1000 Einwohner vs. Sterbeziffer: 9,1 pro 1000 Einwohner) bei. Die Anzahl der Geburten pro Frau lag 2022 statistisch bei 1,6, die der Region Europa und Zentralasien betrug 1,7. Die Lebenserwartung der Einwohner des Vereinigten Königreichs ab der Geburt lag 2022 bei 82,1 Jahren. Der Median des Alters der Bevölkerung lag im Jahr 2021 bei 39,6 Jahren. Im Jahr 2023 waren 17,4 Prozent der Bevölkerung unter 15 Jahre, während der Anteil der über 64-Jährigen 19,2 Prozent der Bevölkerung betrug.
Die Bevölkerung wuchs von 10,5 Millionen (Durchführung des ersten Bevölkerungszensus 1801) auf 67 Millionen im Jahre 2020 an. Die Industrialisierung des Landes löste ein rasantes Bevölkerungswachstum in Kombination mit voranschreitender Urbanisierung aus. London war ab dem Jahr 1825 die größte Stadt der Welt und blieb es bis etwa 1940. Das Bevölkerungswachstum begann sich mit Beginn des 20. Jahrhunderts zu verlangsamen. Ab 1960 beschleunigte sich die Dynamik wieder aufgrund der Migration aus den ehemaligen Kolonien des Königreichs.
Die Staatsbürger des Vereinigten Königreichs werden Briten genannt. Die Bevölkerung verteilte sich 2011 auf die einzelnen Regionen wie folgt: England 83,9 Prozent, Schottland 8,5 Prozent, Wales 4,8 Prozent und Nordirland 2,8 Prozent. Zwischen 2001 und 2011 wuchs die Bevölkerung mit einer durchschnittlichen jährlichen Rate von 0,7 Prozent. Das Land gehört zu den dichter besiedelten Ländern der Welt, wobei England deutlich dichter bevölkert ist als Schottland und Wales.
Eine Volkszählung wird gleichzeitig in allen Teilen Großbritanniens alle zehn Jahre durchgeführt. Das Office for National Statistics sammelt die Daten in England und Wales. Für Schottland ist die dortige Regierungsbehörde National Records of Scotland zuständig, für Nordirland die Northern Ireland Statistics and Research Agency.

### Bevölkerungsstruktur
| Rang | Staat               | Bevölkerung (UN-Schätzung) |
| ---- | ------------------- | -------------------------- |
| 01.  | Indien              | 780.000                    |
| 02.  | Polen               | 700.000                    |
| 03.  | Pakistan            | 540.000                    |
| 04.  | Irland              | 500.000                    |
| 05.  | Deutschland         | 320.000                    |
| 06.  | Bangladesch         | 230.000                    |
| 07.  | Südafrika           | 220.000                    |
| 08.  | Nigeria             | 220.000                    |
| 09.  | Vereinigte Staaten  | 210.000                    |
| 10.  | Volksrepublik China | 180.000                    |

Die Bevölkerung des Vereinigten Königreiches (UK) wird, unabhängig von der Staatsbürgerschaft, nach ethnischen Gruppen (ethnic groups oder races) erfasst: Weiße (Whites), also Engländer, Waliser, Schotten und Iren sowie Einwanderer aus anderen Teilen Europas, Schwarze (Black) und Asiaten (Asian). Diese Einteilung basiert auf einer subjektiven Selbstzuschreibung. Bei der Volkszählung 2001 wurden auch die Chinesen (Chinese) als separate Gruppe erfasst.
Laut Censusangaben von 2011 sind 87,1 Prozent der Bevölkerung des UK Weiße. Daneben gibt es Minderheiten von 12,9 Prozent, die aus mehreren nicht-weißen Ethnien besteht. Der größte Anteil der nicht-weißen Menschen erklärt sich vornehmlich aus Einwanderungsbewegungen aus ehemaligen britischen Kolonien aus dem indischen Subkontinent, Afrika und der Karibik, insbesondere in den 1950er und 1960er Jahren.
Der Bevölkerungsanteil von Ausländern und ethnischen Minderheiten ist regional sehr unterschiedlich. Die höchsten Anteile werden in London und in den Ballungsräumen Englands erreicht. Diese umfassen Birmingham, Manchester und West Yorkshire. In den ländlichen Gebieten Südwest- und Nordostenglands sowie in den anderen Landesteilen Wales, Nordirland und Schottland leben verhältnismäßig wenige ethnische Minderheiten. Leicester war 2011 die Stadt mit dem höchsten Anteil an ethnischen Minderheiten. Im selben Jahr waren noch 44 Prozent der Bevölkerung Londons weiß und britisch.
2011 gab es im UK knapp 2 Millionen Menschen, die sich entweder als „Black Caribbean“ oder als „Black African“ bezeichneten. Dies entspricht etwa 3 Prozent der Gesamtbevölkerung. Der Großteil der eingewanderten Westinder kam bereits in den 1950er Jahren in der Hoffnung auf bessere Lebensumstände; die Mehrheit kam aus Jamaika. Stammten bis Ende des 20. Jahrhunderts die meisten Schwarzen im Vereinigten Königreich noch aus der Karibik, so kehrte sich der Trend durch steigende Migration aus afrikanischen Ländern, wie Nigeria oder Ghana, um und heute bezeichnet sich die Mehrheit als „Black African“.
2011 lebten über 1,4 Millionen Inder oder Indischstämmige im UK, einige Schätzungen gehen von 1,7 Millionen aus. Inder stellen die größte Einwanderergruppe aus einem einzigen Land. Ihr Anteil an der Bevölkerung beträgt 2,3 Prozent. Etwa 44 Prozent der britischen Inder sind Hindus, die Sikhs folgen mit 22 Prozent und an dritter Stelle die indischen Muslime mit 14 Prozent. Diverse Gründe haben die Inder dazu veranlasst, ins Vereinigte Königreich auszuwandern. Neben wirtschaftlichen Gründen und dem Wunsch nach einem höheren Lebensstandard spielte auch politische Verfolgung eine Rolle.
Pakistanischstämmige sind die drittgrößte Minderheit im Land. 2011 lebten knapp 1,2 Millionen Britisch-Pakistaner in Großbritannien, was etwa 1,8 Prozent der Bevölkerung ausmacht. Parallel zu den indischen Migranten kamen auch die meisten Pakistaner um Arbeit zu finden und für einen besseren Lebensstandard im Zuge der ersten großen Einwanderungswelle in den 1950er Jahren nach Großbritannien. Die überwiegende Mehrheit der Pakistaner sind Anhänger des Islam.

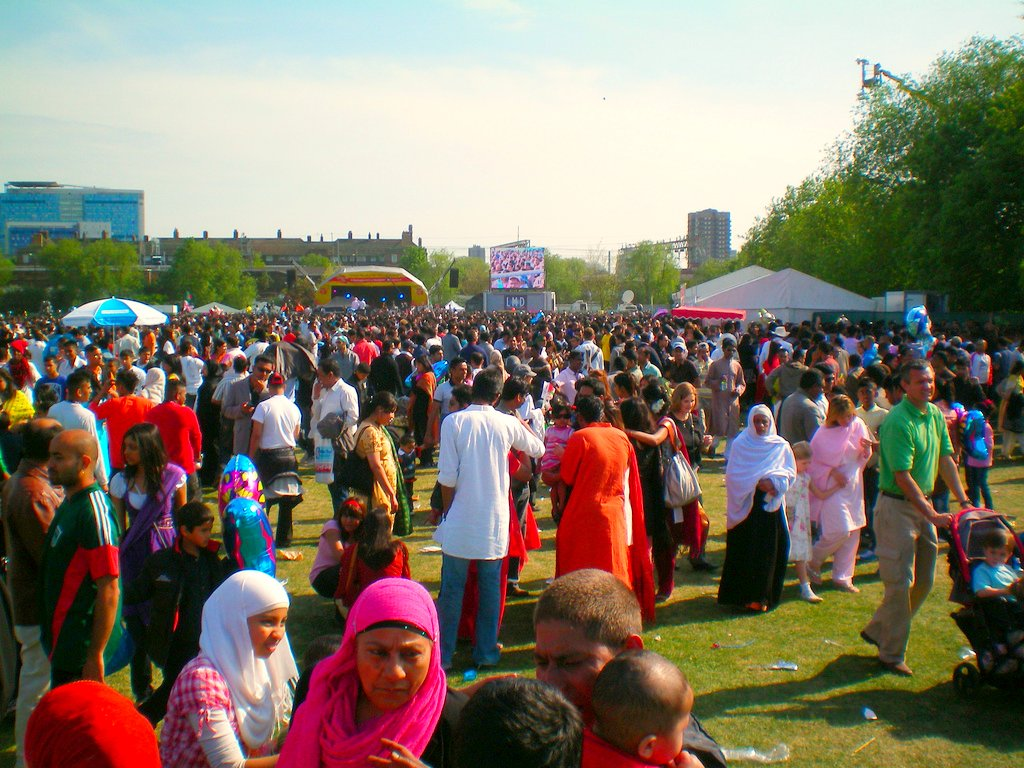
Britische Asiaten in London

Die Bangladescher gehören ebenso wie die Inder und Pakistaner zu den sogenannten Asian or British Asian. 2011 machte die Bevölkerungsgruppe über 450.000 Menschen aus. Die Gründe für ihre Einwanderung waren der Bürgerkrieg und die Abspaltung Bangladeschs von Pakistan 1971 ebenso wie die der Suche nach Arbeit und die Hoffnung auf einen höheren Lebensstandard. Die meisten Bangladescher sind ebenfalls Muslime.
Es gibt im Vereinigten Königreich über 430.000 Chinesen beziehungsweise Menschen mit chinesischer Abstammung, was 0,7 Prozent der Gesamtbevölkerung entspricht. Historisch gesehen gehören Chinesen zu der ältesten Migrantengruppe im UK. Eine große Einwanderungswelle gab es in den 1950er Jahren, darunter gab es viele Migranten aus der Region Hongkong. Die Einwanderung aus China stieg in den letzten Jahrzehnten kontinuierlich an.
Unter den englischen Bezeichnungen Gypsy oder Traveller wird eine Vielzahl ethnischer Minderheiten verstanden, die etwa 63.000 Personen umfasst. Die Minderheit, die den traditionellen „Zigeunern“ in ihrer Lebensweise am nächsten kommt, sind die Roma, deren Ursprung in Nordindien liegt. Die von den Roma zu unterscheidende Gruppe der „Irish Travellers“ hat ihre Wurzeln in Irland.
Polen stellen eine große Minderheit im Vereinigten Königreich dar. Schon während des Zweiten Weltkrieges gab es mehrere zehntausend Polen im Land; viele dienten auf der Seite der Alliierten. Seit Anfang des 21. Jahrhunderts stieg die Zahl der polnischen Einwohner im Vereinigten Königreich aufgrund des EU-Beitritts Polens signifikant an. 2011 ging man aufgrund der Zensusangaben von knapp 600.000 Polen im Vereinigten Königreich aus.
Im Jahre 2017 waren 13,4 % der Bevölkerung Migranten.

### Sprachen

Englischsprachige Welt:
dunkelblau = Englisch als Amtssprache
hellblau = Englisch mit offiziellem Status

Das Vereinigte Königreich hat keine rechtlich festgeschriebene Amtssprache, Englisch ist jedoch de facto offizielle Sprache und wird von 95,5 % der Bevölkerung als Landessprache verwendet. Als Hochsprache gilt die Aussprachevariante der Received Pronunciation, die nur von unter 10 % der Engländer, hauptsächlich im Süden des Landes, in der Region um London, im Alltag gesprochen wird. Dieses Englisch wird auch in den meisten Schulen Deutschlands unterrichtet. Allerdings besitzen drei Landesteile eigene offizielle Sprachen: In Wales sind sowohl Englisch als auch Walisisch offizielle Sprachen. In Schottland wird seit 2005 die schottisch-gälische Sprache neben Englisch als offizielle Amtssprache anerkannt. In Nordirland sind Irisch und Ulster Scots offiziell anerkannte Minderheitensprachen.
Daneben gibt es im Vereinigten Königreich diverse lokale Dialekte des Englischen, die aber keinen offiziellen Status haben und meist rein mündlicher Natur sind. Noch bis in die jüngste Vergangenheit hinein empfand man Dialekte und dialektal gefärbte Aussprache im klassenbewussten Königreich als sozialen Makel.
Die Minderheitensprachen sind durch die Europäische Charta der Regional- oder Minderheitensprachen anerkannt und geschützt. In Schottland sind dies neben der schottisch-gälischen Sprache auch das Scots, in Cornwall die kornische Sprache, in Nordirland das Ulster Scots sowie die irische Sprache. Walisisch genießt in Wales Gleichberechtigung mit Englisch. Im Vereinigten Königreich ist die British Sign Language die Gebärdensprache der Hörgeschädigten.
Laut der Volkszählung von 2001 wird Walisisch von rund 20 Prozent der Bevölkerung in Wales gesprochen (ca. 600.000 Menschen), schottisches Gälisch von rund 60.000 Menschen, Irisch von rund 20.000 Menschen (7 Prozent der Bevölkerung Nordirlands) und Kornisch von 3500 Menschen (etwa 0,6 Prozent der Bevölkerung von Cornwall).
Staatsnamen in den Regionalsprachen:
- Scots: Unitit Kinrick o Great Breetain an Northren Ireland
- Schottisch-Gälisch: Rìoghachd Aonaichte na Breatainn Mhòr agus Eirinn a Tuath
- Walisisch: Teyrnas Unedig Prydain Fawr a Gogledd Iwerddon

### Religionen

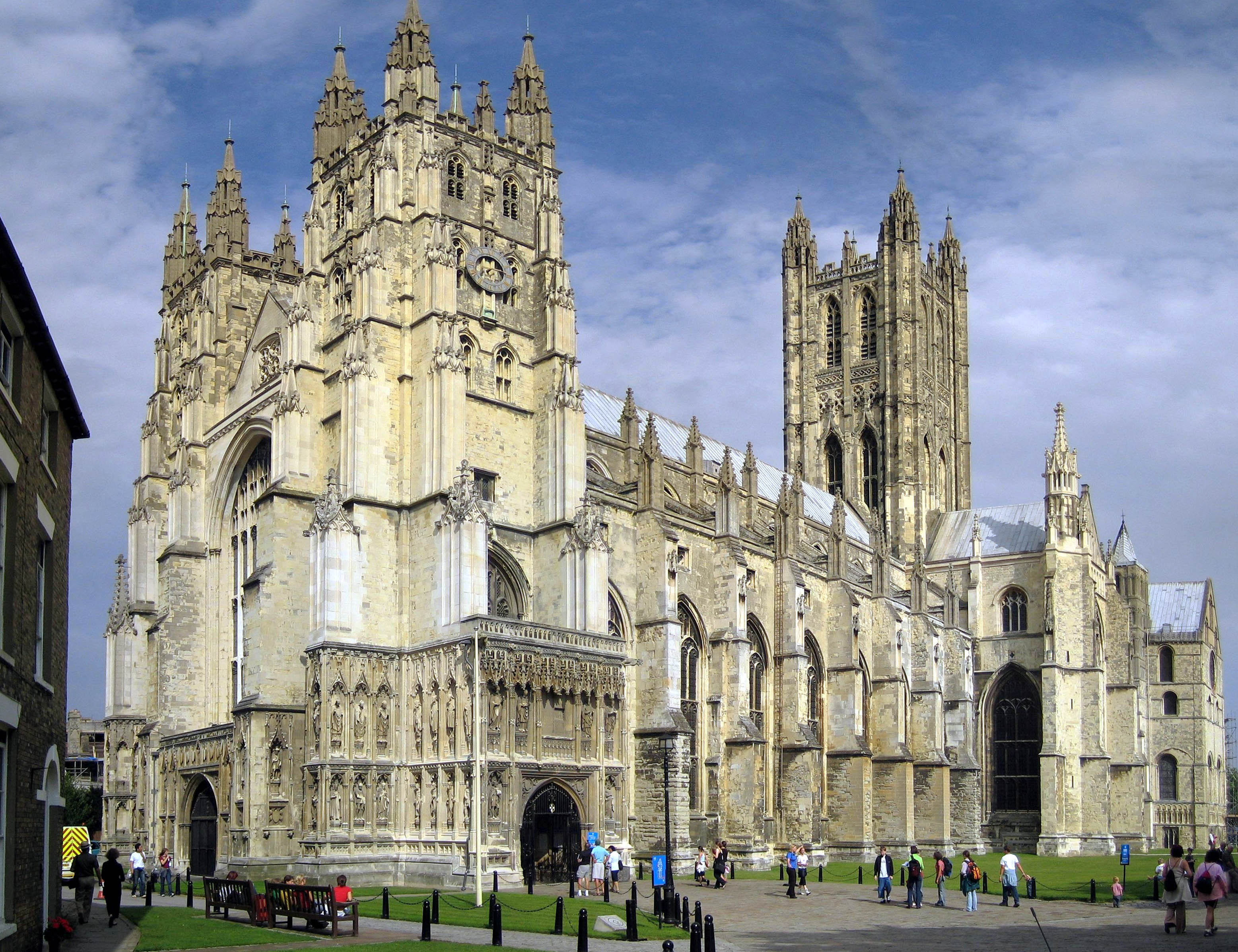
Die Kathedrale von Canterbury gehört zum Weltkulturerbe

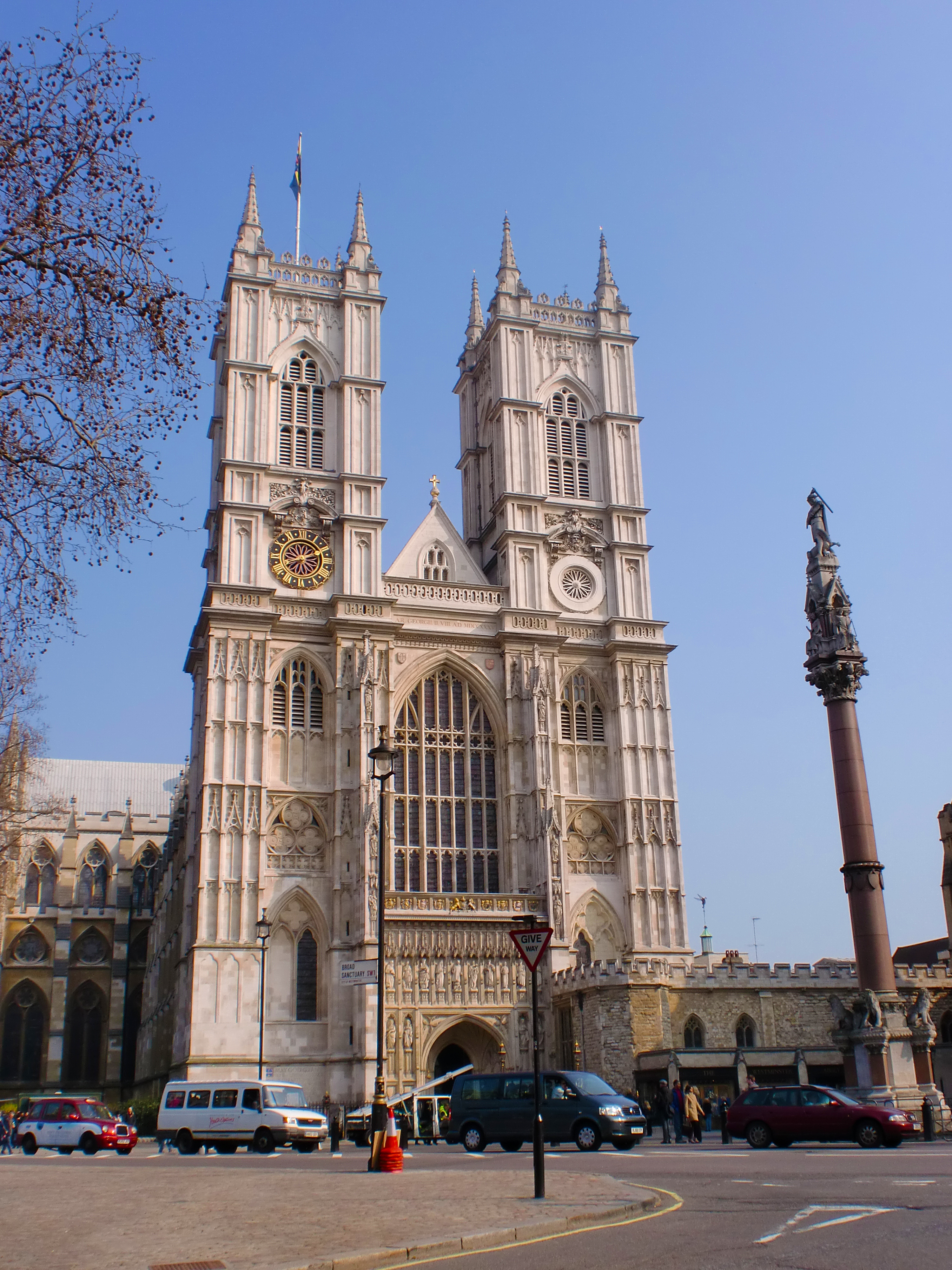
Westminster Abbey ist eine Kirche in London. Traditionell werden hier die Könige von England (später britische Monarchen) gekrönt und beigesetzt.

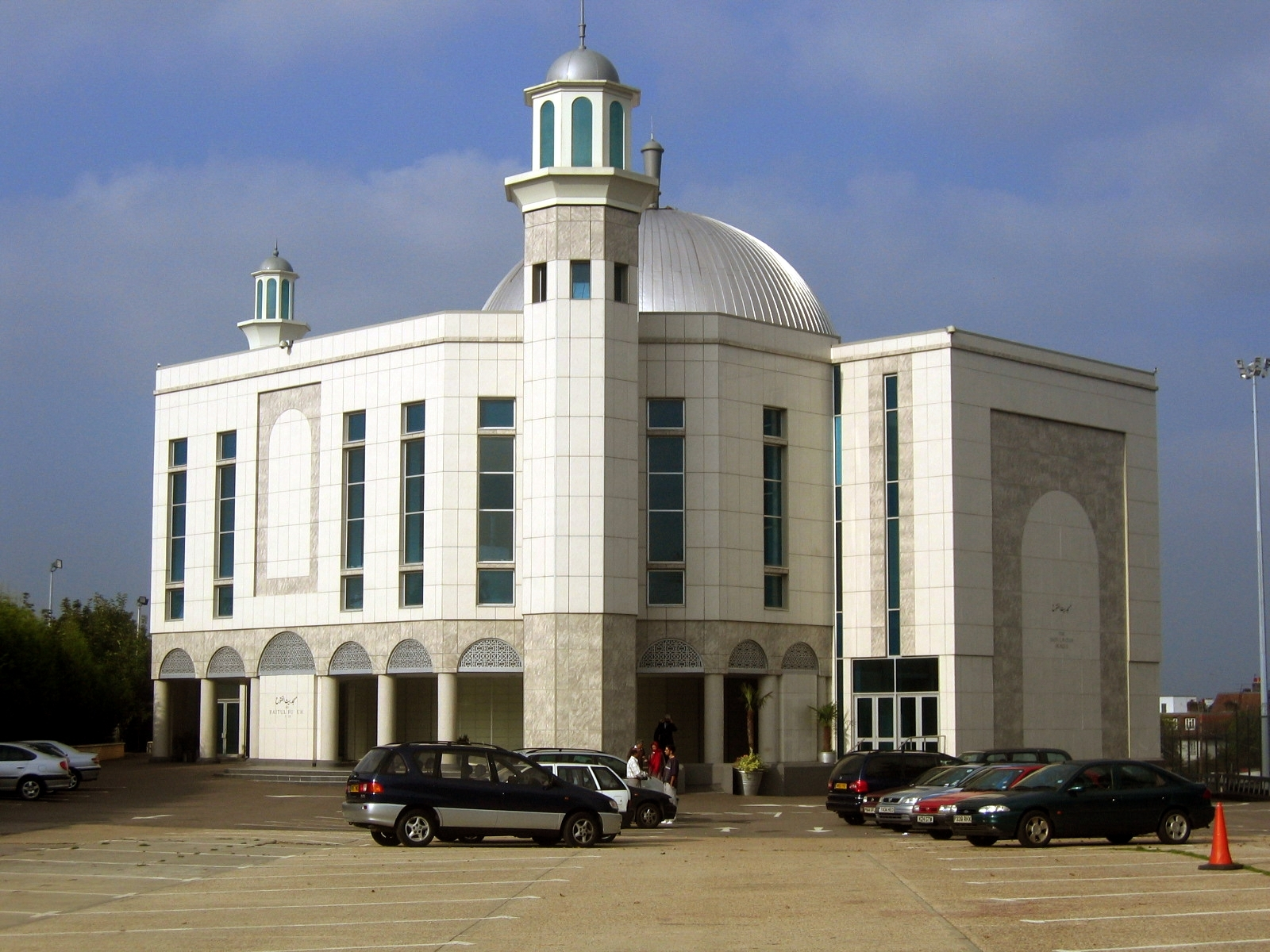
Bait-ul-Futuh-Moschee in London, zweitgrößte Moschee Westeuropas

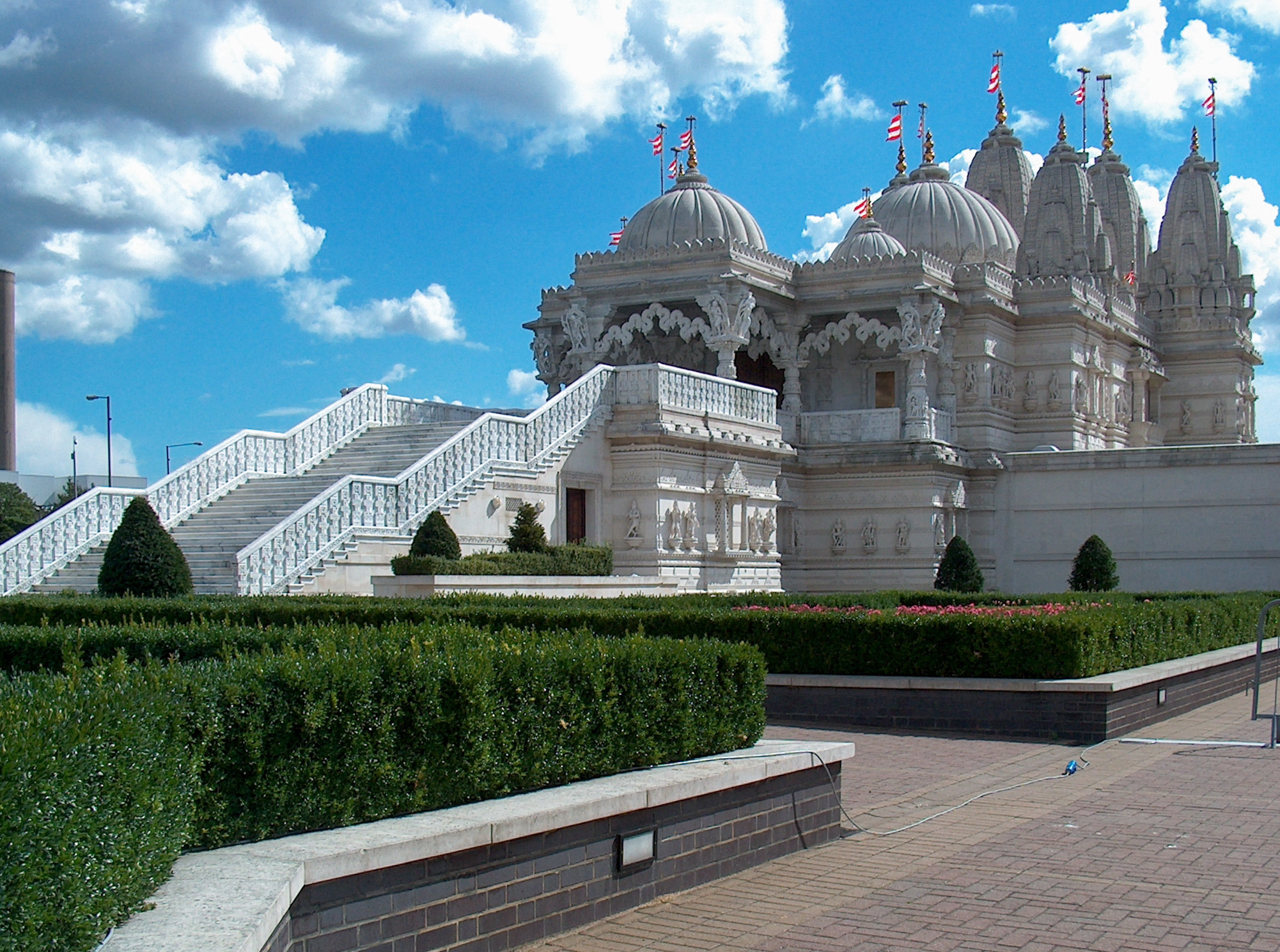
Der größte hinduistische Tempel Großbritanniens ist der Neasden-Tempel in London

Die Mehrzahl der Einwohner des Vereinigten Königreichs (ca. 59 Prozent) versteht sich als Christen. Bei der letzten Volkszählung 2001 beantworteten 92 Prozent der Einwohner die in der Beantwortung freigestellte Frage nach der Religion. Wie in anderen Ländern auch ist die Kirchenmitgliedschaft nicht mit der Religionszugehörigkeit gleichzusetzen. Genaue Statistiken der Kirchenmitgliedschaft sind schwer zu erstellen, da man im Vereinigten Königreich gewöhnlich nur dann offiziell Mitglied einer Kirche wird, wenn man sich über den gelegentlichen Gottesdienstbesuch hinaus am Gemeindeleben beteiligen will. 1995 waren nur 14 Prozent der Bevölkerung Mitglieder von Kirchen in diesem Sinn. Laut Umfragen aus dem Jahr 1995 fühlen sich ca. 27 Millionen (45 Prozent) der anglikanischen Kirche zugehörig, 11 Millionen (19 Prozent) anderen protestantischen Kirchen im weitesten Sinne und knapp 6 Millionen (10 Prozent) der Römisch-katholischen Kirche. Ein starkes Wachstum erfahren seit den 1970er Jahren die Black churches (Kirchen der Schwarzen), die seit Ende der 1940er Jahre in englischen Großstädten von Einwanderern aus den (einstigen) britischen Kolonien in der Karibik und in Afrika gegründet worden waren.
Zu den großen Kirchen (grob nach Größe und Einfluss geordnet) zählen
- in England die
  - Church of England (anglikanisch) – Kirchenoberhaupt (Supreme Governor of the Church of England) ist der jeweils regierende britische Monarch
  - römisch-katholische Kirche mit der Bischofskonferenz von England und Wales
  - United Reformed Church (reformiert)
  - und die Methodist Church of Great Britain in England, Wales und Schottland
- in Wales die
  - Church in Wales (anglikanisch)
  - römisch-katholische Kirche
  - Presbyterian Church of Wales (calvinistisch-methodistisch)
  - United Reformed Church (reformiert)
- in Schottland die
  - Church of Scotland (reformiert/presbyterianisch)
  - römisch-katholische Kirche mit der Schottischen Bischofskonferenz
  - United Reformed Church (reformiert) (in Schottland entstanden aus der Congregational Union bzw. Church und anderen reformierten Gemeinden)
  - Scottish Episcopal Church, Mitgliedskirche der Anglikanischen Gemeinschaft
- in Nordirland die
  - Church of Ireland (anglikanisch)
  - römisch-katholische Kirche mit der Irischen Bischofskonferenz (Irish Bishops’ Conference)
  - Presbyterian Church in Ireland
  - sowie weitere presbyterianische Kirchen, siehe auch Nordirland (Religion)

| Religion   | Anteil absolut | Anteil relativ |
| ---------- | -------------- | -------------- |
| Christen   | 33.243.175     | 59,3 %         |
| Muslime    | 2.706.066      | 4,8 %          |
| Hindus     | 816.633        | 1,5 %          |
| Sikhs      | 423.158        | 0,8 %          |
| Juden      | 263.346        | 0,5 %          |
| Buddhisten | 247.743        | 0,4 %          |
| andere     | 240.530        | 0,4 %          |

Über 14 Millionen Einwohner (25,1 Prozent) gehören keiner Religion an.

### Bildung
Das Bildungswesen ist dezentralisiert und in England, Wales, Nordirland und Schottland unterschiedlich organisiert. Die folgenden Informationen geben nur einen generellen Überblick und orientieren sich am englischen Bildungssystem.
Im Vereinigten Königreich besteht zwischen dem 5. und 16. Lebensjahr Bildungspflicht. Der Erwerb von Bildung ist für das Kind somit nicht ausschließlich durch den Besuch einer Schule (Vorschule ab 3., Primarschule 5. bis 11. und Sekundarschule 12. bis 16. bzw. 18. Lebensjahr), sondern auch durch alternative Bildungsformen wie etwa Hausunterricht möglich. Allerdings kann Kindern eine Schulbesuchsaufforderung (School Attendance Order) erteilt werden, wenn der Gemeinderat der Ansicht ist, dass ihnen zuhause keine hinreichende Bildung zuteilwird. Mit 16 Jahren wird das „General Certificate of Secondary Education“ (GCSE) abgelegt. Von dessen Ergebnissen hängt es ab, ob der Schüler weiter die Schule besuchen und A-level-Prüfungen absolvieren kann. Gute Noten in den A-level-Prüfungsfächern sind wiederum Voraussetzung, um sich in einen entsprechenden Studiengang an der Universität einzuschreiben. Auch das International Baccalaureate wird als Abschluss angeboten. Überblick über die Leistungsfähigkeit der einzelnen Schulen gibt ein jährliches Ranking („League-Tables“).
Neben den staatlichen Schulen gibt es gebührenpflichtige Privatschulen, die ca. 7 Prozent der Schüler besuchen. Als staatlich finanzierte Schultypen werden seit einigen Jahren in großem Umfang „Academies“ und „Free Schools“ gegründet, die über wesentlich mehr Autonomie bei der Ausgestaltung des nationalen Lehrplans und der Auswahl ihres Lehrpersonals verfügen. Ein mit Deutschland vergleichbares Berufsausbildungsangebot (duales System) gibt es nicht bzw. wird gerade von der britischen Regierung nach eigenem Prinzip aufgebaut („apprenticeship“). Betriebe bilden nach Eigenbedarf aus, eine Lehrlingsausbildung in handwerklichen Betrieben ist weitgehend unbekannt.

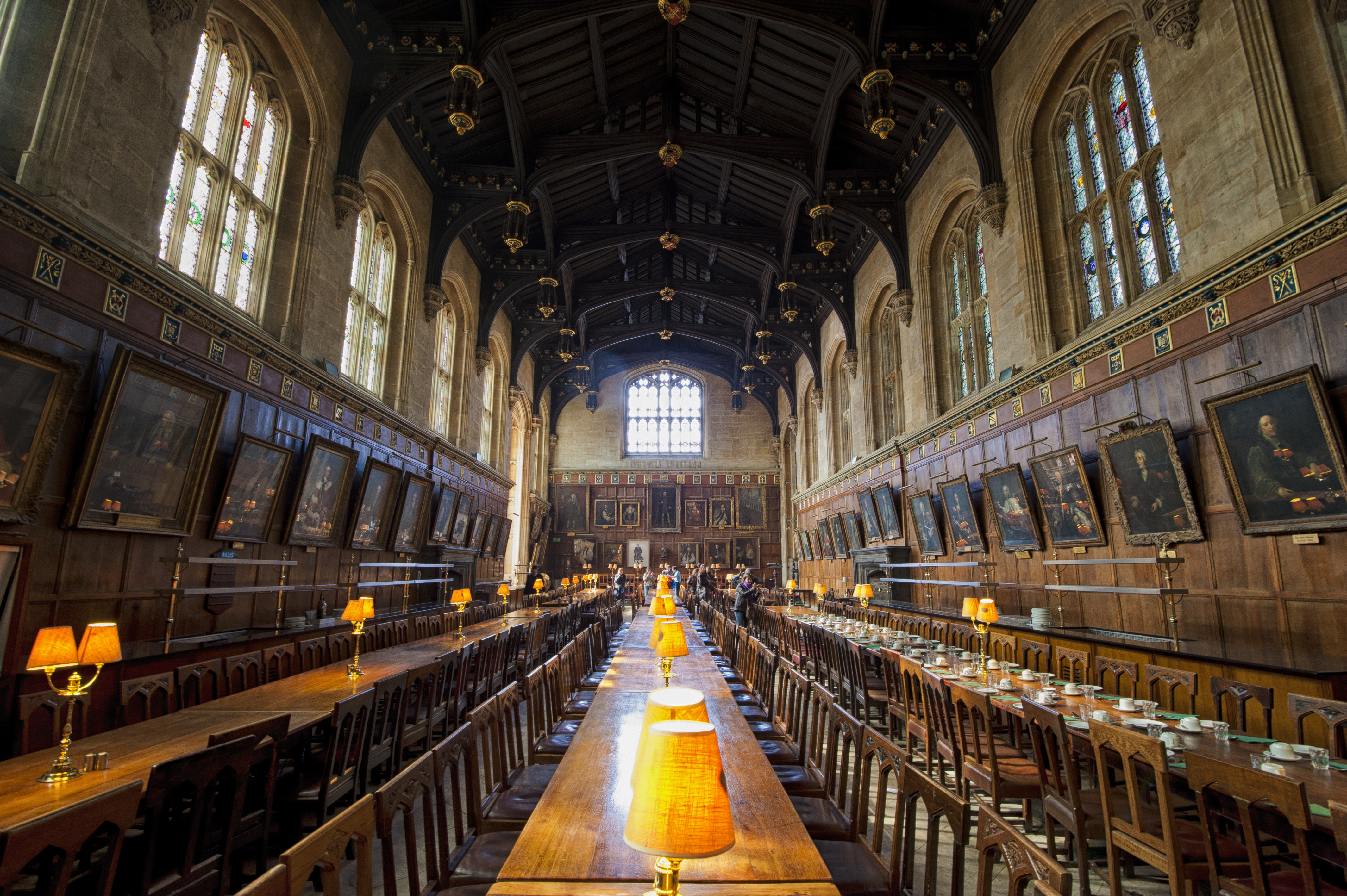
Die University of Oxford ist eine der ältesten und renommiertesten Universitäten der Welt

Die Top 24 von ca. 180 Hochschuleinrichtungen, darunter weltweit führende forschungsintensive Spitzenuniversitäten wie University of Oxford, University of Cambridge, London School of Economics (LSE), Imperial College und University College London haben sich in der renommierten Russell-Group organisiert. An englischen Universitäten zahlen inländische und EU-Studierende für das Erststudium (Bachelor) Studiengebühren von bis zu £9.000 pro Jahr, die über ein staatliches Volldarlehen vorfinanziert werden können. In Schottland werden für schottische und EU-Studenten keine Gebühren für das Erststudium verlangt, für Wales und Nordirland bestehen Sonderregelungen. Die Kosten für einen Masterstudiengang sind nicht gesetzlich reglementiert und variieren stark nach Studienfach und Hochschule.
Fremdsprachenunterricht an staatlichen englischen Schulen ist im Alter von 11 bis 14 Jahren verpflichtend. Dies gilt auch für das Erlernen einer Fremdsprache im Primarschulbereich (Key Stage 2). Sekundarschüler (ab Year 7) müssen seit September 2015 im Rahmen des sogenannten „English Baccalaureate“ eine Fremdsprache verpflichtend für ihre GCSE-Prüfungen ablegen. Innerhalb der letzten 10 Jahre hat sich die Zahl der Deutschlerner an englischen Schulen halbiert (2016: 50.271 GCSE-Prüfungen, 3.842 A-Level-Prüfungen).
Im PISA-Ranking von 2015 erreichen britische Schüler Platz 27 von 72 Ländern in Mathematik, Platz 15 in Naturwissenschaften und Platz 21 beim Leseverständnis.

### Gesundheit
Das britische Gesundheitssystem galt im internationalen Vergleich lange Zeit als Idealtyp eines staatlichen Gesundheitsdienstes (ein sogenanntes „Beveridge-System“). Dieses integrierte System aus staatlicher Finanzplanung und weitgehend staatlicher Leistungserstellung befindet sich allerdings seit einiger Zeit im Übergang auf ein System regulierter Versorgungsmärkte.
Die vier nationalen Gesundheitssysteme im Vereinigten Königreich finanzieren sich zum größten Teil aus öffentlichen Mitteln, insbesondere aus allgemeinen Steuern, zweckgebundenen Steuern und – wenn auch in geringem Umfang – Sozialversicherungseinnahmen. Da der Beitragssatz zur nationalen Sozialversicherung („National Insurance“, NI) vom Staat festgelegt wird, werden die Sozialversicherungsbeiträge als Steuern betrachtet. Die Verteilung der Finanzmittel auf die Leistungserbringer im britischen nationalen Gesundheitsdienst („National Health Service“, NHS) folgt einem mehrstufigen System aus zentraler Planung, dezentraler Zuweisung und Wettbewerb. Zunächst wird zwischen dem Finanzministerium und dem Gesundheitsministerium („Department of Health“, DoH) für drei Jahre das Gesundheitsbudget ausgehandelt. Dieses wird dann auf der Grundlage einer komplizierten Formel an lokale beziehungsweise regionale Einrichtungen des nationalen Gesundheitsdienstes verteilt. Die Berechnungsformel orientiert sich dabei an verschiedenen Kriterien, die die Verteilung der Finanzmittel gemäß lokalem Bedarf sicherstellen sollen. Im Jahr 2010 wurden 102 Milliarden britische Pfund für die nationale Gesundheitsversorgung in England ausgegeben. Rund 50 Prozent dieser Ausgaben entfielen auf die Behandlung im Akutkrankenhaus, rund 10 Prozent auf die Primärversorgung. Die Pro-Kopf-Ausgaben für Gesundheit sind in Großbritannien deutlich niedriger als in Deutschland. Die OECD-Statistik weist im Jahr für das Jahr 2011 für das Vereinigte Königreich Pro-Kopf-Ausgaben in Höhe von 3406 US-Dollar, für Deutschland 4495 US-Dollar aus (jeweils in Kaufkraftparitäten).
Die Lebenserwartung der Einwohner des Vereinigten Königreichs ab der Geburt lag 2022 bei 82,1 Jahren (Frauen: 83,8, Männer: 80,4). Die Lebenserwartung stieg von 77,7 Jahren im Jahr 2000 bis 2022 um 6 %.

## Geschichte

### Antike

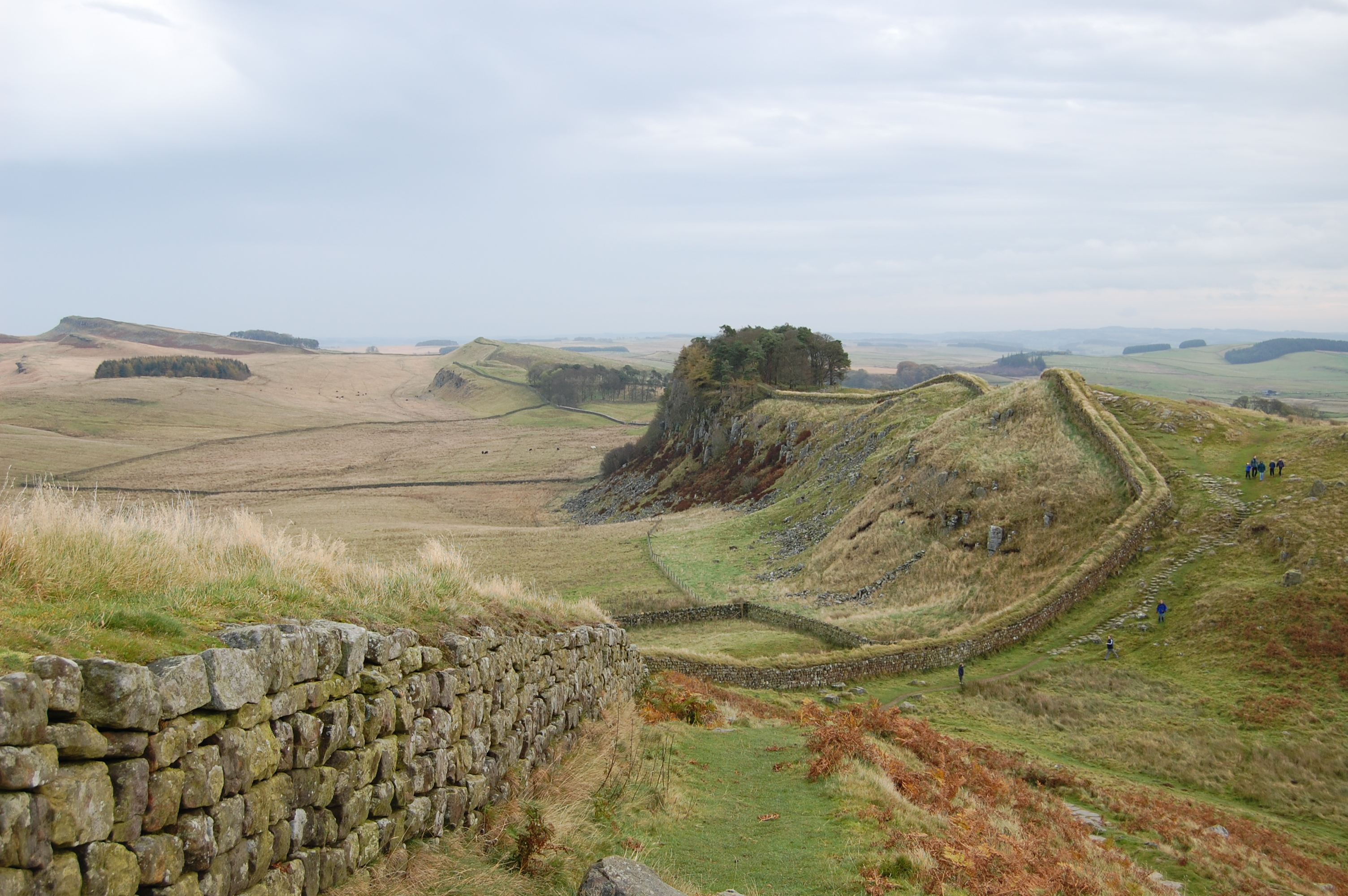
Ein Teil des von den Römern erbauten Hadrianswalls

Man geht davon aus, dass zum Ende der Prähistorie weite Teile der Insel Großbritannien durch keltische Stämme besiedelt wurden. Diese hielten enge Verbindungen mit Gallien. Im Jahr 55 v. Chr. begann der erste Feldzug durch den römischen Provinzstatthalter Gaius Julius Cäsar. Die Eroberung Britanniens, mit Ausnahme Schottlands, erfolgte 43 n. Chr. und führte zu einer etwa 400 Jahre andauernden römischen Herrschaft. Als die Römer sich zurückzogen, kamen Angeln, Sachsen und Jüten auf die Insel und drängten die Kelten in die Gebiete des heutigen Wales und nach Schottland zurück.

### England, Schottland und Wales im Mittelalter
Im Frühmittelalter entstand im Süden des heutigen Schottland das Königreich Strathclyde. Durch die Vereinigung von Pikten und keltischen Skoten aus dem Kleinkönigreich Dalriada bildete sich im 10. Jahrhundert das Königreich Schottland.
Währenddessen schufen die Angelsachsen auf dem Gebiet des später nach ihnen benannten England sieben voneinander unabhängige Kleinkönigreiche: Wessex, Sussex und Kent im Süden, East Anglia und Essex im Osten, Mercia im Zentrum und Northumbria im Norden. Innerhalb dieser als Heptarchie bezeichneten Machtkonstellation kam es immer wieder zu Kämpfen um die Vorherrschaft. Im 9. Jahrhundert mussten sich Königreiche zudem nach außen der Angriffe dänischer Wikinger erwehren, die mit dem Danelag große Teil des Landes unter ihre Herrschaft brachten. Ab dem ausgehenden 9. Jahrhundert gelang es den Königen aus dem Haus Wessex, sowohl die Wikinger zurückzudrängen als auch ihre Hegemonie über die anderen angelsächsischen Königreiche zu etablieren.
Im Jahr 1066 begann die normannische Eroberung Englands mit der Invasion durch Herzog Wilhelm II., die nach der Schlacht bei Hastings zur normannischen Herrschaft über England führte. Die Französisch sprechenden Anglonormannen übten anhaltenden Einfluss auf Kultur und Sprache des Landes aus und etablierten den Feudalismus in England. Im Laufe der Jahrhunderte assimilierten sich die Nachfahren der Eroberer jedoch letztlich mit der angelsächsischen Kultur und Gesellschaft. In der Mitte des 12. Jahrhunderts begannen anglo-normannische Adlige aus England und Wales mit der Eroberung Irlands. Der Herrschaftsbereich des englischen Königs auf der kleineren Nachbarinsel beschränkte sich jedoch lange Zeit auf das als The Pale bezeichnete Gebiet um Dublin.
Nach der Eroberung von Wales durch König Eduard I. stand seit 1283 ein Großteil der Insel Großbritannien unter einer Herrschaft. Edwards Nachfolger aus dem Haus Plantagenet scheiterten jedoch mit dem Versuch der Eroberung Schottlands. Im Anschluss an die Deklaration von Arbroath behielt das Königreich im Norden der Insel Großbritannien seine Unabhängigkeit, was zu einer über Jahrhunderte anhaltenden Rivalität zwischen England und Schottland führte. So gingen die schottischen Könige eine strategische Allianz mit Frankreich ein, auf dessen Krone die englischen Monarchen
seit dem 14. Jahrhundert Erbansprüche erhoben und mit dem sie darüber in lang anhaltende Konflikte gerieten, insbesondere im Hundertjährigen Krieg.

### Entstehung des Vereinigten Königreichs
In der frühen Neuzeit führte die Reformation und die Einführung protestantischer Staatskirchen in England und Schottland zu Konflikten. Das Fürstentum Wales, das seit 1283 unter der Kontrolle Englands stand, wurde mit dem Act of Union 1536 auch de jure Teil des Königreichs England. Irland wurde ab 1541 in eine Personalunion eingebunden und bildete das Königreich Irland. Nach Aufständen gegen die englische Herrschaft wurden zu Beginn des 17. Jahrhunderts Ländereien des katholisch-gälischen Adels im heutigen Nordirland konfisziert. Im Rahmen der sogenannten Ulster Plantations wurden protestantische Siedler aus England und Schottland dort angesiedelt. So entstand im Norden Irlands eine Bevölkerungsschicht, die sich in religiöser und nationaler Hinsicht immer Großbritannien, nicht Irland zugehörig fühlte.
Nach dem Tod der kinderlosen Königin Elisabeth I. bestieg ihr Erbe, König Jakob VI. von Schottland aus dem Haus Stuart, 1603 als Jakob I. den englischen Thron. Unter ihm wurden England und Schottland in Personalunion vereint, blieben aber eigenständige Königreiche mit eigenen Parlamenten, Gesetzen und Verwaltungen. Infolge des Englischen Bürgerkriegs zwischen dem englischen Parlament und Jakobs Nachfolger Karl I. kam es 1649 zur Abschaffung der Monarchie und zur Gründung des republikanischen Commonwealth of England unter dem Lordprotektor Oliver Cromwell. Durch blutige aber erfolgreiche Feldzüge vereinte die Republik erstmals alle drei späteren Reichsteile England, Schottland und Irland zu einem zentral regierten Staat.
Zwar wurde die Republik bereits 1660 wieder abgeschafft und mit der Monarchie auch die Trennung zwischen den drei Königreichen wieder eingeführt, aber das Unterhaus behauptete seinen Vorrang in der englischen Verfassung. Statt einer absolutistischen entwickelte sich eine konstitutionelle Monarchie mit einem parlamentarischen Regierungssystem. Durch den Act of Union, dem 1707 die Parlamente in London und Edinburgh zustimmten, wurden die Königreiche Schottland und England zum Königreich Großbritannien vereinigt.
Dieses stieg im 18. Jahrhundert zu einer globalen Seemacht auf und schuf das Britische Imperium, das zahlreiche Überseekolonien in Nordamerika, Afrika und Asien umfasste. Im Act of Union 1800 vereinigte sich das Königreich Großbritannien mit Irland, so dass 1801 das Vereinigte Königreich Großbritannien und Irland entstand.

### Das Vereinigte Königreich im 19. und 20. Jahrhundert

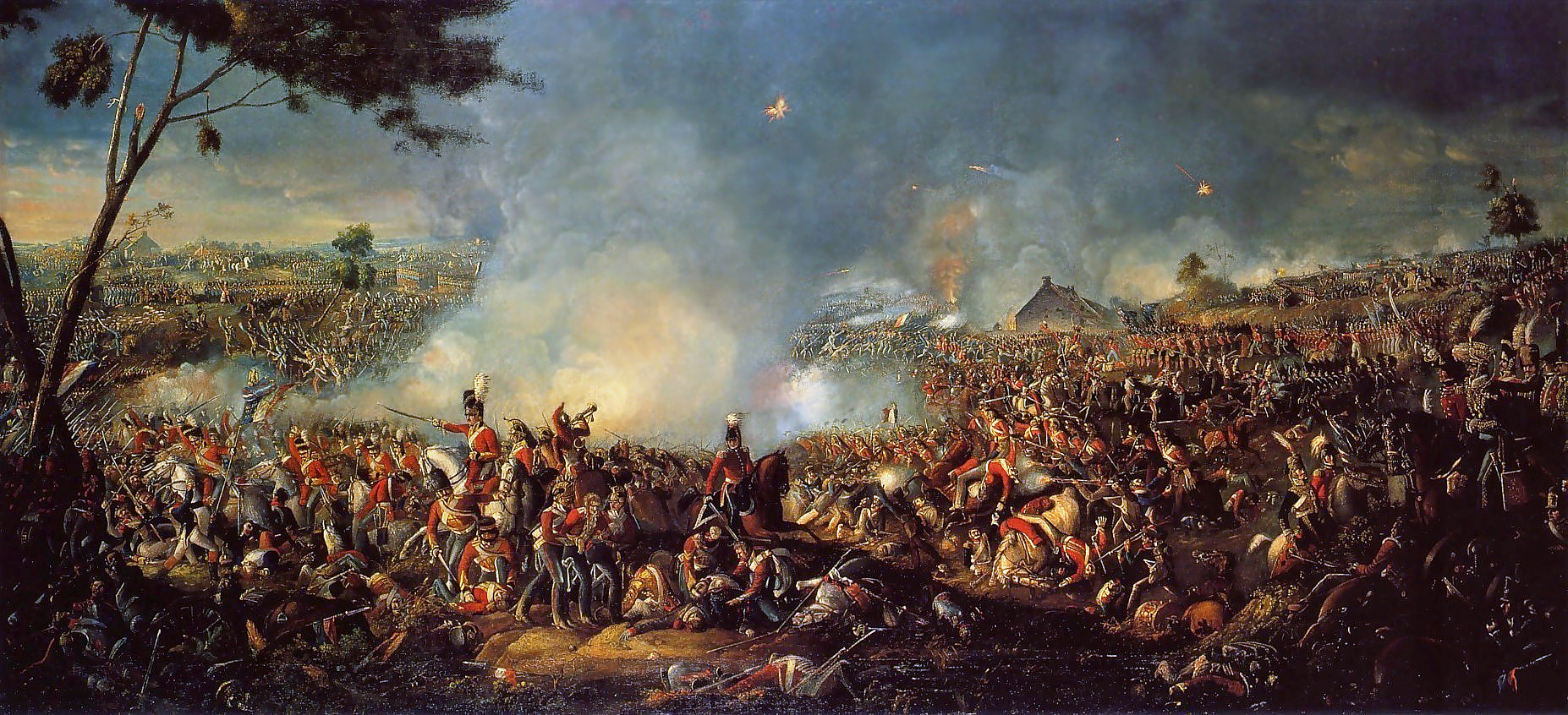
Die Schlacht bei Waterloo 1815, markierte das Ende der Napoleonischen Kriege und den Beginn der Pax Britannica

Am 21. November 1806 verhängte der französische Kaiser Napoleon eine Kontinentalsperre über die britischen Inseln. Sie blieb bis 1814 in Kraft. Sie sollte Großbritannien mit Mitteln des Wirtschaftskrieges in die Knie zwingen und die französische Wirtschaft gegen europäische und transatlantische Konkurrenz schützen. Großbritannien erschloss sich neue Absatzmärkte, insbesondere in Nordamerika.

Das Vereinigte Königreich, die dominierende Industrie- und Seefahrtsnation im 19. Jahrhundert, spielte eine bedeutende Rolle in der Entwicklung der modernen Demokratie, in Literatur und Wissenschaft. Großbritannien trat für ein Mächtegleichgewicht auf dem europäischen Kontinent ein (Pax Britannica) und schloss dafür wechselnde Bündnisse. Auf seinem Höhepunkt umfasste das Britische Weltreich zwei Fünftel der Landfläche der Erde, die in vielen Kriegen erobert worden waren.

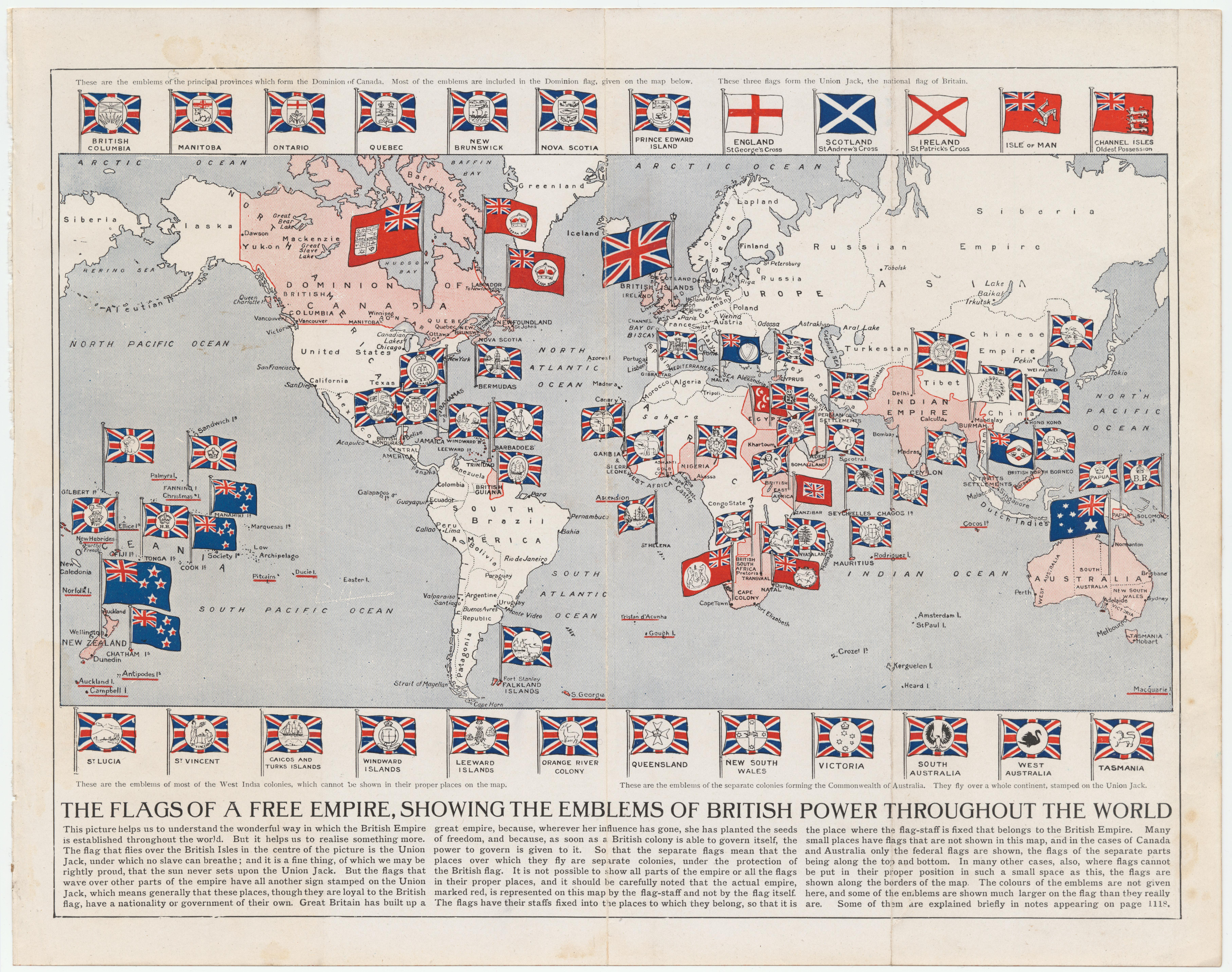
Weltkarte von 1910, welche das Britische Weltreich aufzeigt

Der Kriegseintritt 1914 in den Ersten Weltkrieg fand die Zustimmung aller Parteien mit Ausnahme einer Gruppe der Labour Party um Ramsay MacDonald. Die Briten kämpften mit Frankreich, Russland und (ab 1917) mit den USA gegen Deutschland und dessen verbündete Mittelmächte bis zum Sieg 1918.

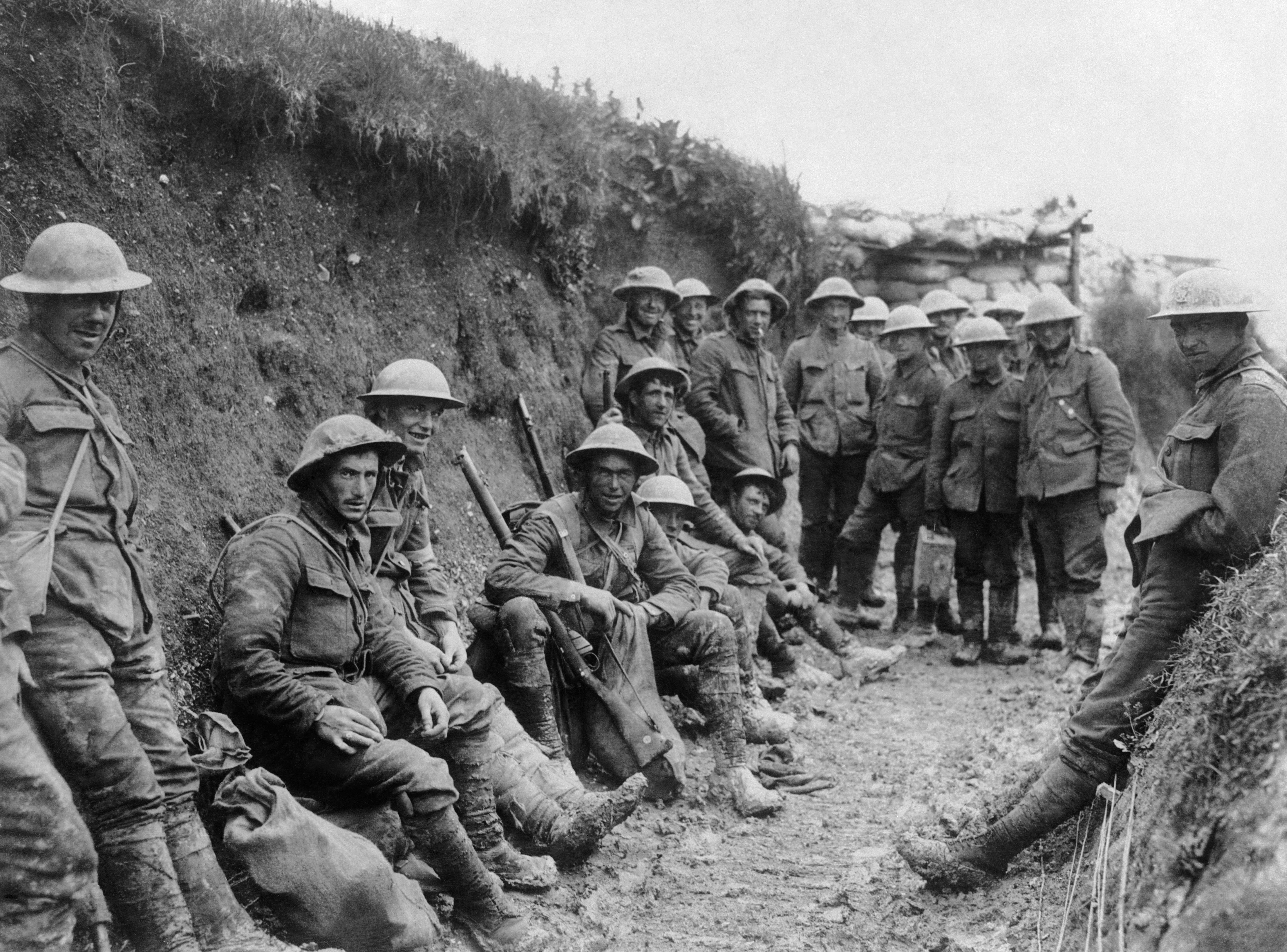
Infanterieeinheit der Royal Irish Rifles während der Schlacht an der Somme im Juli 1916

1922 bildeten 26 irische Grafschaften den Irischen Freistaat (ab 1937 Éire, ab 1949 Republik Irland). Die restlichen 6 Grafschaften in der Provinz Ulster verblieben, trotz irischem Widerstand, beim Vereinigten Königreich. Der heutige Staatsname „Vereinigtes Königreich Großbritannien und Nordirland“ wird seit 1927 verwendet.
Auf den deutschen Einmarsch in Polen hin erklärten das Vereinigte Königreich und Frankreich dem Deutschen Reich 1939 den Krieg. Im Mai 1940 wurde Winston Churchill, der seit 1939 Kabinettsmitglied war und schon lange vor der Appeasement-Politik gewarnt hatte, Premierminister. Nach dem Fall Frankreichs mobilisierte Churchill alle Kräfte des Landes für den Krieg, so dass eine deutsche Invasion in Großbritannien durch einen erfolgreichen Luftkrieg verhindert werden konnte. Durch deutsche Raketen- und Bomberangriffe wurden Coventry, Teile Londons und Teile anderer Städte zerstört sowie über 32.000 Zivilisten getötet. Ab Ende 1942 stellten sich militärische Erfolge für Großbritannien ein: Zum einen im Tunesienfeldzug unter Führung des Generals Bernard Montgomery, zum anderen bei der Invasion Siziliens und dem nachfolgenden Italienfeldzug, schließlich bei der Landung in Frankreich 1944 und der endgültigen Niederwerfung Deutschlands 1945.

### Seit dem Zweiten Weltkrieg

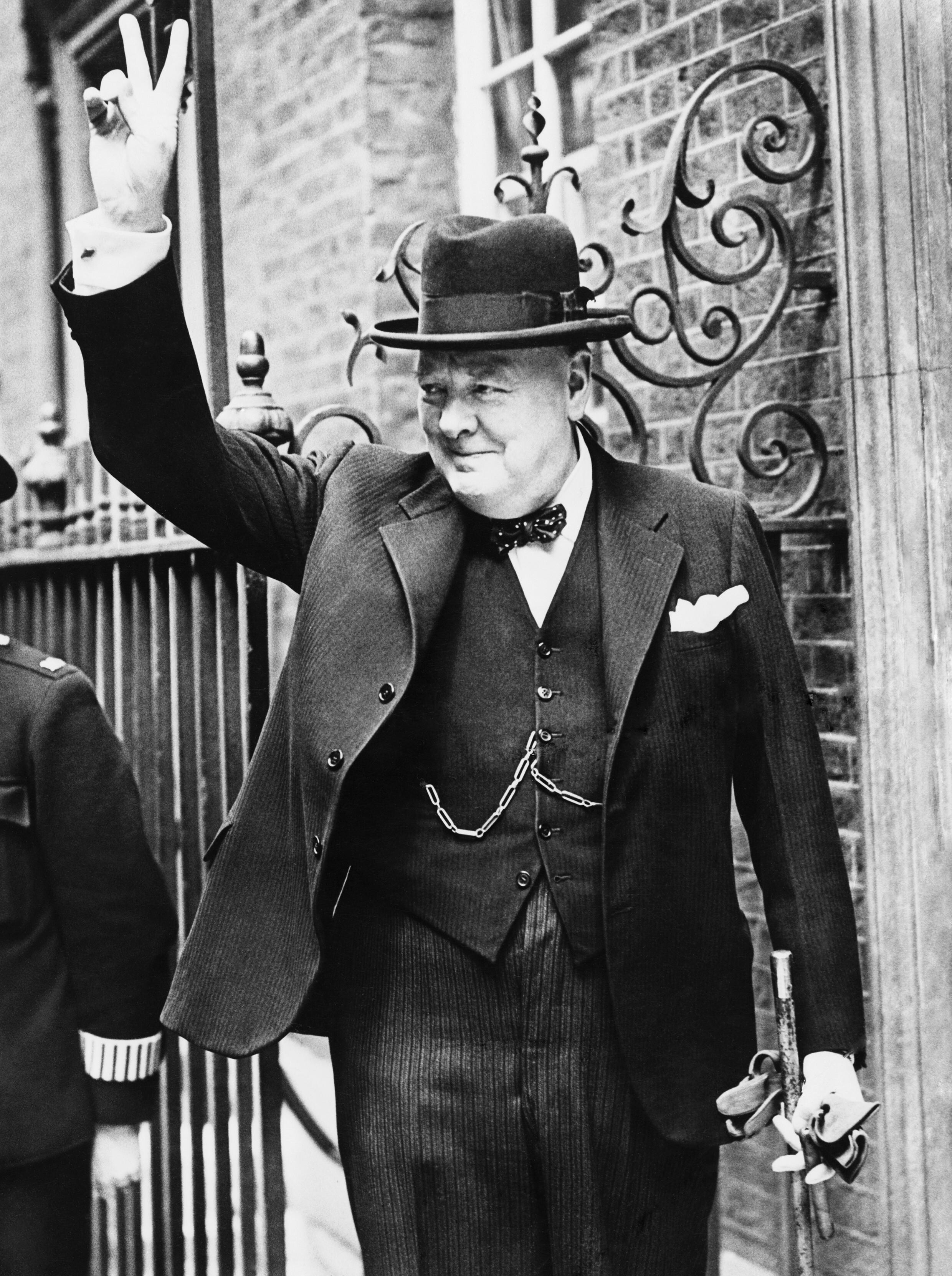
Winston Churchill war zweimal Premierminister von Großbritannien

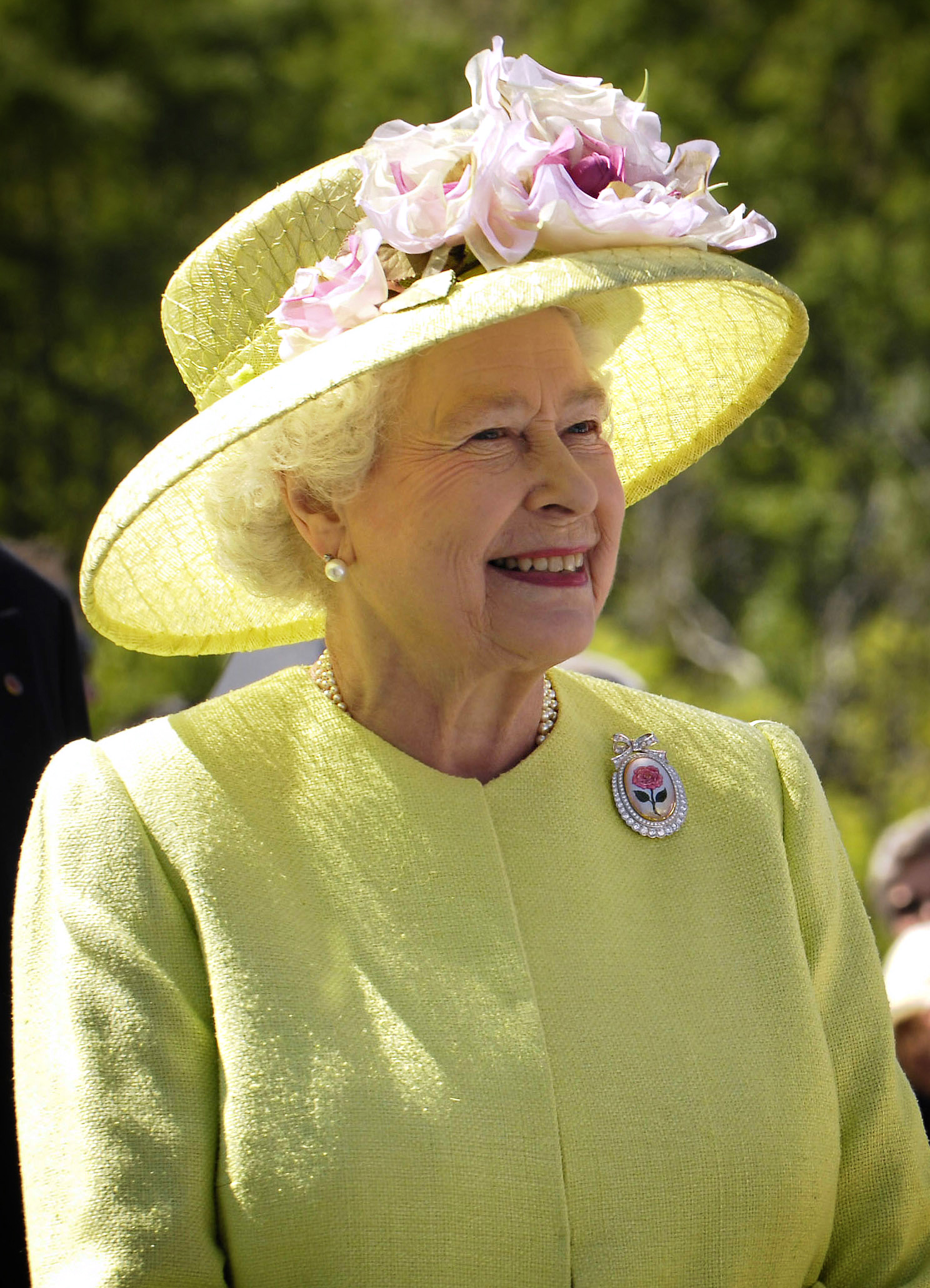
Königin Elisabeth II.

Durch die beiden Weltkriege verlor das Land seine Weltmachtstellung, obwohl es beide Male auf der Siegerseite stand. In der zweiten Hälfte des 20. Jahrhunderts wurde das britische Kolonialreich bis auf einige kleine Reste aufgelöst (Dekolonisation): Britisch-Indien wurde im August 1947 unabhängig, die Staaten Indien, Bangladesch und Pakistan entstanden (siehe Teilung Indiens). In Afrika wurden z. B. am 26. Juni 1961 Britisch-Somaliland und am 1. Oktober 1961 Nigeria unabhängig (siehe Dekolonisation Afrikas).
Bei den ersten Nachkriegswahlen in Großbritannien am 5. Juli 1945 siegte die Labour Party, Parteiführer Clement Attlee wurde Premierminister des Vereinigten Königreichs. Zu Churchills Niederlage trug auch dessen Ruf als „brillant, aber unsolide“ bei; die Wähler trauten ihm nach den Kriegsjahren keine Friedensregierung zu. 1951–1964 ging die Regierung jedoch zurück an die Konservativen (Churchill, Eden, Macmillan, Douglas-Home – siehe Britische Unterhauswahlen 1951), nachdem sich die Labour-Party in Flügelkämpfen aufgerieben hatte. Kurzzeitig überstrahlt wurden die Regierungsperioden und die Probleme der Nachkriegszeit von der Krönung Elisabeth II. zum Staatsoberhaupt (Königin) 1952, nachdem Georg VI. gestorben war.
Zwar erholte sich die britische Wirtschaft nach dem Zweiten Weltkrieg nicht in dem Ausmaß, wie es beispielsweise in Deutschland, Japan oder den USA der Fall war, dennoch bestand ein Arbeitskräftemangel. In der Folge kamen ab den 1950er Jahren zahlreiche Migranten, primär aus den Staaten des Commonwealth, wie Indien, Pakistan, Bangladesch, sowie Nigeria, Kenia und der Karibik.
In der Sueskrise (1956/57) mit Ägypten erlitt Großbritannien eine Niederlage und damit einen herben Rückschlag in seiner Wirtschafts- und Kolonialpolitik.
Ab 1969 herrschten zum Teil bürgerkriegsähnliche Zustände in Nordirland, welche erst mit einem Friedensabkommen (Karfreitagsabkommen) 1998 ein offizielles Ende fanden. Es handelt sich bei dem Konflikt um einen Religions-, Identitäts- und Machtkampf zwischen den beiden Bevölkerungsgruppen, den englischstämmigen unionistischen Protestanten und den irischstämmigen, überwiegend irisch-nationalistischen Katholiken.

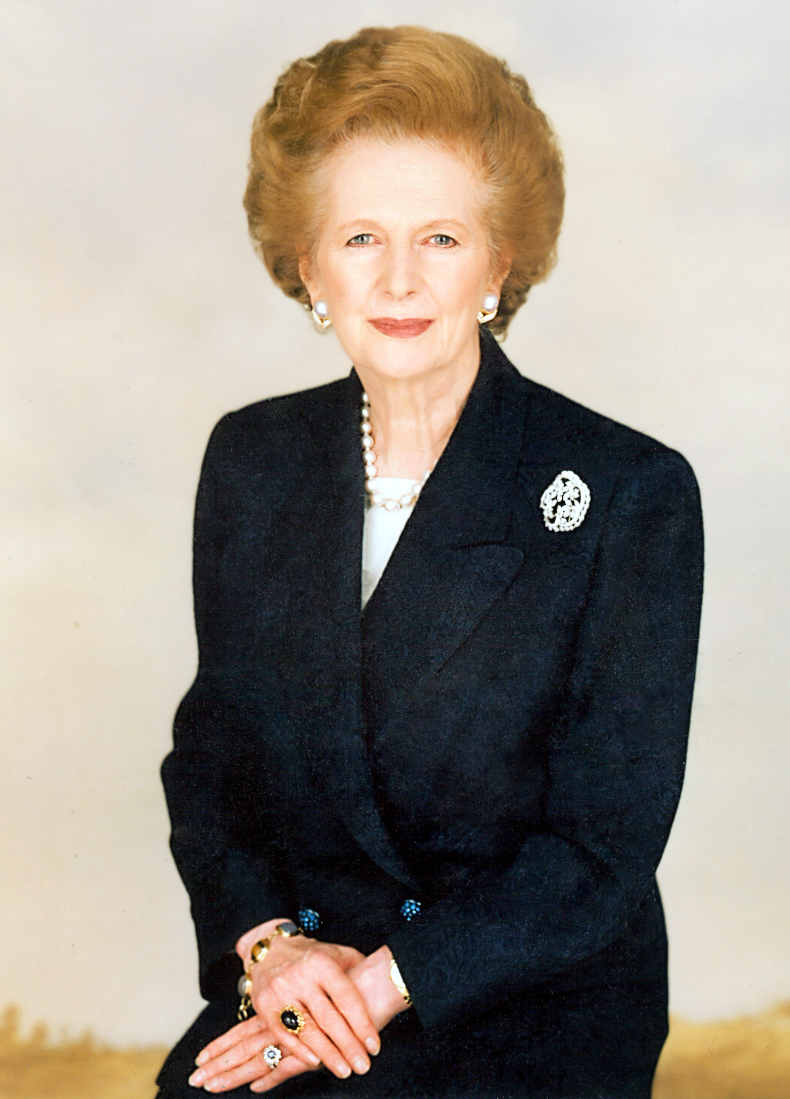
Margaret Thatcher, Premierministerin 1979–1990

1973 trat Großbritannien der Europäischen Gemeinschaft nach innenpolitischen Widerständen und dem Veto Frankreichs (siehe Mitgliedstaaten der Europäischen Union) bei. Bis dahin hatte die EG nur ihre sechs Gründungsmitglieder; am 1. Januar 1973 traten UK, Irland und Dänemark bei. 1974–1979 regierte erneut die Labour Party.
Wegen wirtschaftlicher Schwierigkeiten und einer stärkeren Deindustrialisierung in den 1970er und 1980er Jahren setzte die konservative Regierung unter Margaret Thatcher (1979–1990) Reformen um und verfolgte eine Wirtschaftspolitik des Monetarismus um die Inflation zu bekämpfen und Staatsschulden zu verringern. Zudem fanden Deregulierungen im Arbeitsmarkt und im Finanzsektor statt. Auch wurden staatliche Unternehmen privatisiert und einige Subventionen abgeschafft. Dies führte zu teilweise erhöhten Arbeitslosigkeitszahlen, aber auch zu einem wirtschaftlichen Wachstum, speziell im Dienstleistungssektor. 1990 gab es gewalttätige Proteste gegen eine neue Kopfsteuer (community charge genannt, jedoch besser bekannt als poll tax), welche 1992 wieder abgeschafft, und durch eine andere Steuer ersetzt wurde.
In die Ära Thatcher fiel auch die Rückeroberung der 1982 von Argentinien besetzten Falklandinseln.
Die Konservativen waren bis 1997 an der Macht.
Am 1. Mai 1997 siegte New Labour in der Unterhauswahl; deren Vorsitzender Tony Blair wurde Premierminister. Am 30. Juni 1997 wurde die britische Kronkolonie Hongkong an die VR China zurückgegeben.
Im Zuge einer Verfassungsreform (z. B. Scotland Act 1998) erhielten Schottland, Wales und Nordirland 1999 eigene Parlamente. 1998 wurde der Human Rights Act 1998 verabschiedet. Er legt fest, dass alle Menschenrechte, die in der Europäischen Menschenrechtskonvention niedergelegt sind, ausdrücklich auch im Vereinigten Königreich gelten.
Ab 2001 beteiligte sich Großbritannien mit den Vereinigten Staaten am Krieg gegen den Terror in Afghanistan, und im Irakkrieg zwischen 2003 und 2011.
2007 trat Tony Blair als Premierminister von seinen Ämtern zurück; sein Nachfolger war der bisherige Schatzkanzler Gordon Brown. Brown verlor die Unterhauswahl 2010; sein Nachfolger wurde David Cameron (Tories).
Über den weiteren Verbleib Schottlands im Vereinigten Königreich fand am 18. September 2014 ein Referendum in Schottland statt. 55,3 Prozent der Wähler lehnten die Unabhängigkeit Schottlands vom Vereinigten Königreich ab (Wahlbeteiligung 84,6 %).
In einem Referendum über den Verbleib des Vereinigten Königreichs in der Europäischen Union stimmten im Juni 2016 51,9 Prozent der Wähler bei einer Wahlbeteiligung von 72 % für den Austritt aus der Europäischen Union, den sog. Brexit. David Cameron hatte für den Verbleib gekämpft und erklärte daher seinen Rücktritt, wirksam im Oktober. Bereits im Juli übernahm seine Parteifreundin Theresa May das Amt des Premierministers. May leitete den EU-Austritt gemäß Artikel 50 des Vertrags über die Europäische Union im März 2017 durch schriftliche Mitteilung an den Europäischen Rat formal in die Wege. Der planmäßige Austritt sollte im März 2019 wirksam werden. Auf Ersuchen der britischen Regierung stimmte die EU einer Verschiebung des Austrittstermins auf Oktober 2019 zu. Nachdem auch bis zu diesem Termin keine Zustimmung des britischen Unterhauses zum vorliegenden Austrittsvertrag erfolgte, gewährte die EU eine weitere Fristverlängerung bis Ende Januar 2020. Nach Beschlüssen des britischen und des Europäischen Parlaments im Januar 2020 verließ das Vereinigte Königreich die Europäische Union am 31. Januar 2020.

### Seit 2020
Ein bleibender Konfliktpunkt zwischen dem Vereinigten Königreich und der Europäischen Union bleibt der zollrechtliche Status der Provinz Nordirland. Dem Austrittsabkommen zufolge bildet Nordirland einen Wirtschaftsraum mit der Europäischen Union, was eine Zollgrenze zur britischen Hauptinsel impliziert.
Im März 2020 begann die COVID-19-Pandemie. Anfang Dezember 2020 – einige Wochen früher als in der EU – begann eine große Impfkampagne.
Im Januar 2021 verkündete Premierminister Boris Johnson einen dritten Lockdown. Im Juni 2021 verkündete er die weitgehende Aufhebung der COVID-Maßnahmen („Freedom Day“). Im selben Monat verneunfachte sich die Zahl der registrierten Neuinfektionen, sodass Johnson die Aufhebung um einen Monat aufschob.
Nach dem Brexit und erneut nach dem Beginn des russischen Überfalls auf die Ukraine im Februar 2022 stiegen die Preise vieler Lebensmittel an; ebenso die Preise für Gas, Öl und Kraftstoffe. Die Zahl der Armen nahm deutlich zu.
Im Juli 2022 trat Boris Johnson als Parteivorsitzender der Conservative Party zurück. Seine Tage als Premierminister waren damit gezählt – im Vereinigten Königreich ist es üblich, dass der Parteivorsitzende der Partei mit den meisten Abgeordneten im Unterhaus Premierminister ist (siehe Politisches System des Vereinigten Königreichs #Regierung). Im September 2022 wurde er von Liz Truss als Parteivorsitzender und Premierminister abgelöst. Der Regierungswechsel wurde jedoch vom Tod von Staatsoberhaupt Elisabeth II. überschattet. Ihr Sohn Charles III. wurde ihr Thronfolger. Rishi Sunak wurde im Oktober 2022 neuer Premierminister. Im Juli 2024 erlangte die Labour Party im Zuge der vorgezogenen Unterhauswahl die absolute Mehrheit. Keir Starmer wurde daraufhin neuer Premierminister.
Siehe auch:
- Geschichte des Vereinigten Königreichs von Großbritannien und Nordirland, Geschichte des Vereinigten Königreichs
- Geschichte Großbritanniens
- Britisches Weltreich, Commonwealth of Nations

## Politik

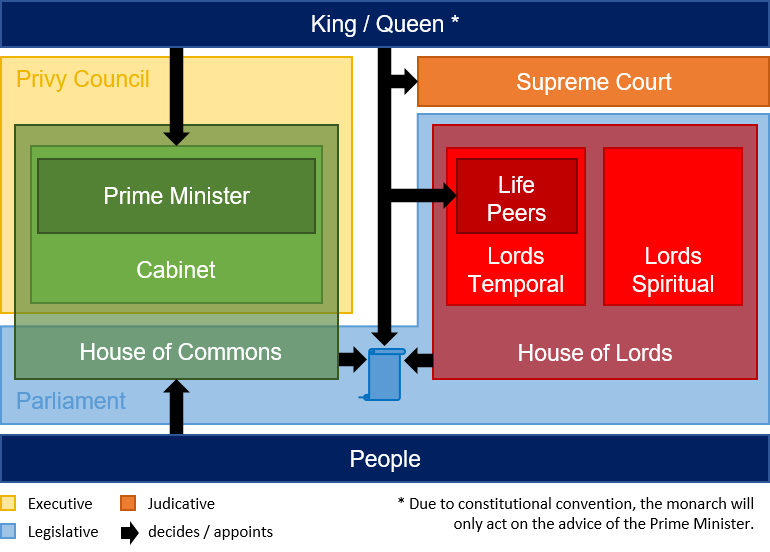
Politisches System des Vereinigten Königreichs

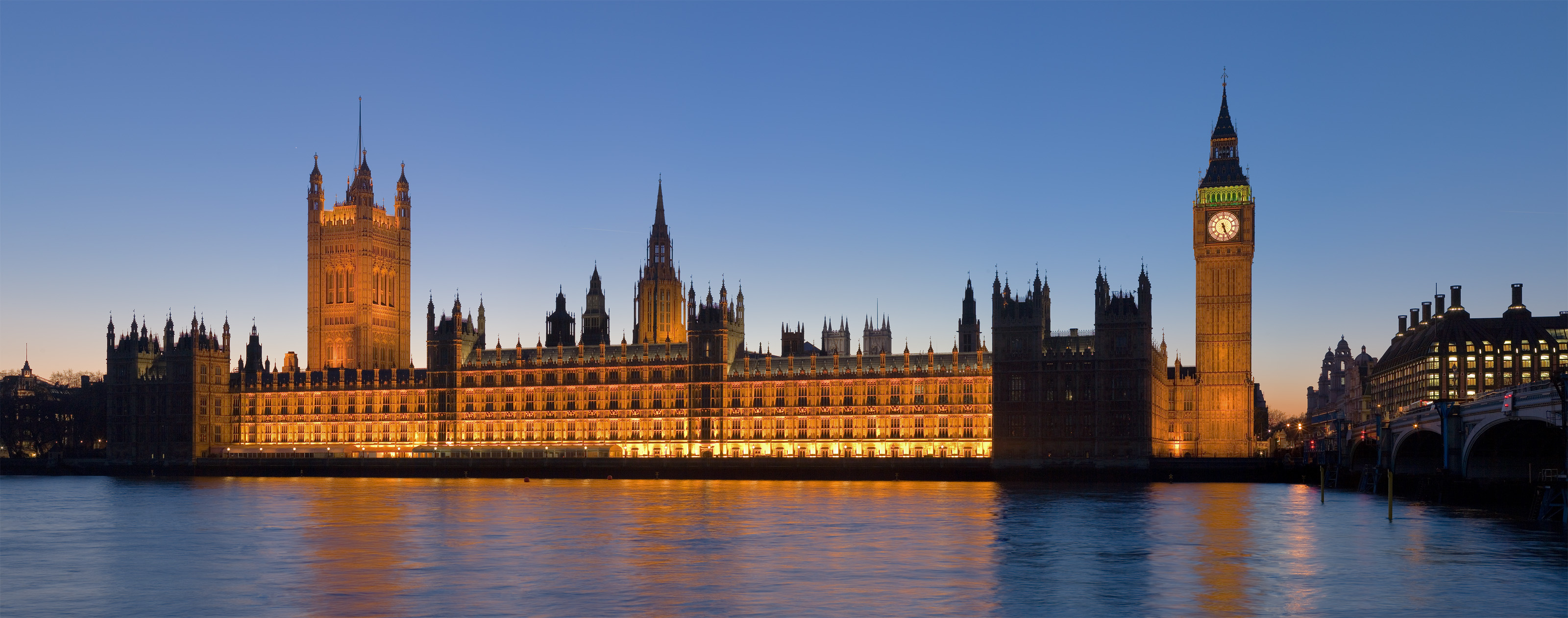
Der Palace of Westminster ist das Gebäude, in dem das aus dem House of Commons und dem House of Lords bestehende britische Parlament tagt

Das Vereinigte Königreich ist ein Einheitsstaat und eine parlamentarische Monarchie. Das Staatsoberhaupt ist zurzeit König Charles III. Er ist ebenfalls das Staatsoberhaupt in 15 weiteren unabhängigen Ländern des Commonwealth.
Die Verfassung des Landes ist nicht kodifiziert. Diese besteht vielmehr aus Gewohnheitsrecht, erlassenen Gesetzen mit Verfassungsrang und dem Common Law, die zusammen als britisches Verfassungsrecht bezeichnet werden. Da es keinen Unterschied gibt zwischen Statuten und sogenanntem konstitutionellem Recht, kann das britische Parlament „konstitutionelle Reformen“ umsetzen, indem es gewöhnliche Acts of Parliament erlässt. Es besitzt die Macht jegliches geschriebene oder ungeschriebene Verfassungselement abzuändern, jedoch dürfen nachfolgende Regierungen diese Änderungen ebenfalls umwandeln oder wieder rückgängig machen. Es gibt allerdings Gesetze mit De-facto-Verfassungsrang, wie beispielsweise die Bill of Rights. Grundsätzlich gilt, dass große Ausgestaltungsfreiräume für Gesetze bei den Gerichten liegen, da das britische Rechtssystem auf dem Prinzip des Gewohnheitsrechts (vgl. „conventions“) und der richtigen Auslegung von Präzedenzfällen durch Gerichte fußt.
Anfänglich bildete die Magna Carta (1215) das erste Staatsgrundgesetz, allerdings räumte sie nur einer kleinen Oberschicht von Adligen (Council of Barons) gewisse Rechte ein. Gleichwohl gilt das Vereinigte Königreich als das Land Europas mit der ältesten demokratischen Tradition, da das Parlament spätestens seit der Glorious Revolution (1688/89) und der damit verbundenen Bill of Rights stetig an Bedeutung gewonnen hat.
Das Vereinigte Königreich wird zentralistisch regiert und verwaltet, allerdings sind im Zuge der „Devolution“ (Dezentralisierung) seit den 1990er Jahren in unterschiedlichem Maße Kompetenzen an Schottland, Wales und Nordirland übertragen worden. England als vierte und größte Nation des Vereinigten Königreichs verfügt über keine eigene Exekutive und Legislative. Im Nachgang des gescheiterten schottischen Unabhängigkeitsreferendums von 2014 sind weitere Kompetenzen an Schottland übertragen worden, die sich auch auf das Devolutionsgefüge in den anderen Landesteilen auswirken.
Bei Kommunalwahlen hatten Frauen ab 1869 das aktive Wahlrecht, 1907 das passive. Nach Martin war dieses Recht auf Frauen, die Steuern zahlten, beschränkt und galt nur in einigen Landesteilen. Am 2. Februar 1918 erhielten Frauen durch den Representation of the People Act ein eingeschränktes Wahlrecht: Das Mindestwahlalter für Frauen war 30. Frauen durften außerdem nur wählen, wenn sie als Alleinstehende oder ihre Ehemänner mindestens fünf Pfund Sterling pro Jahr Steuern zahlten, weibliche Haushaltsvorstände oder Universitätsabsolventinnen waren. Die Altersbeschränkung wurde eingeführt, um kein zahlenmäßiges Gleichgewicht zwischen Frauen und Männern herzustellen.
Für Männer galt dagegen ab 1921 ein allgemeines Wahlrecht ab 21 Jahren. Für Männer, die im Militärdienst gewesen waren, und bestimmte Anforderungen an Aufenthaltsdauer im Land und Eigentum erfüllten, lag die Grenze bei 19 Jahren. Volle Gleichheit mit Männern in Bezug auf das Wahlrecht wurde am 2. Juli 1928 erreicht.

### Regierung

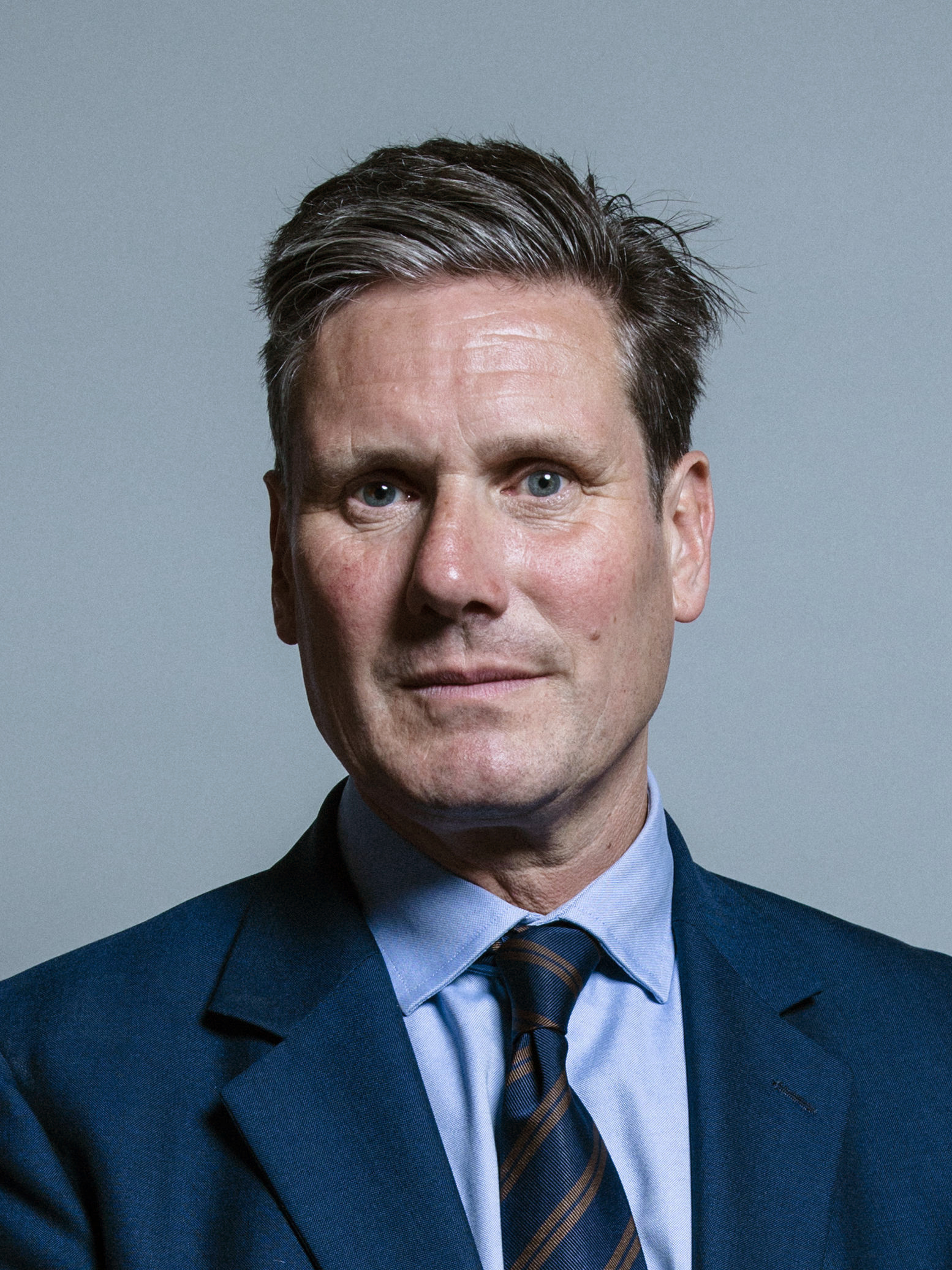
Amtierender britischer Premierminister Keir Starmer (Labour Party)

Das Vereinigte Königreich ist formal eine konstitutionelle Monarchie, da der britische Monarch theoretisch die Regierung absetzen kann, in der Praxis aber aufgrund eines jahrhundertelangen Gewohnheitsrechts nicht von diesem Recht Gebrauch macht. Es handelt sich daher de facto um ein parlamentarisches Regierungssystem in Form einer parlamentarischen Monarchie, basierend auf dem Westminster-System. Der Monarch ernennt somit üblicherweise den Vorsitzenden der größten Partei im Unterhaus zum Premierminister. Theoretisch hat er aber das Recht, einen beliebigen britischen Bürger zum Premierminister zu ernennen, sofern er nicht dem Oberhaus angehört. Diese Entscheidungsfreiheit wird heutzutage nur noch dann relevant, wenn es keine klaren Mehrheitsverhältnisse im Parlament gibt (hung parliament).
Der Premierminister des Vereinigten Königreichs übernimmt die Rolle des Regierungschefs, obwohl er unter den traditionellen Great Officers of State als Lord High Treasurer formell nur an zweiter Stelle hinter dem Lordkanzler steht. Er übernimmt auch die Führung der Partei, die die Mehrheit im Parlament besitzt und wählt die Minister des britischen Kabinetts aus, die durch den Monarchen ernannt werden und His Majesty’s Government bilden. Formal ist das Kabinett jedoch nur ein Ausschuss des königlichen Privy Councils (Geheimrat). Premierminister ist seit Juli 2024 Keir Starmer.

### Parlament
Das britische Parlament ist ein Zweikammersystem und besteht aus dem House of Lords (Oberhaus) sowie dem House of Commons (Unterhaus). Es tagt im Palace of Westminster in London. Die Mitglieder des House of Lords sind heute größtenteils Angehörige des nichterblichen Verdienstadels, einige Adelige mit erblichen Adelstiteln sowie 26 anglikanische Bischöfe. Die Abgeordneten des House of Commons werden nach dem Mehrheitswahlrecht gewählt. Das demokratisch legitimierte House of Commons ist der heutzutage dominierende Zweig des Parlaments, in dem alle Gesetze eingebracht und verabschiedet werden. Aufgrund der Parlamentssouveränität gibt es keine Verfassungsgerichtsbarkeit im Vereinigten Königreich.

### Staatsoberhaupt

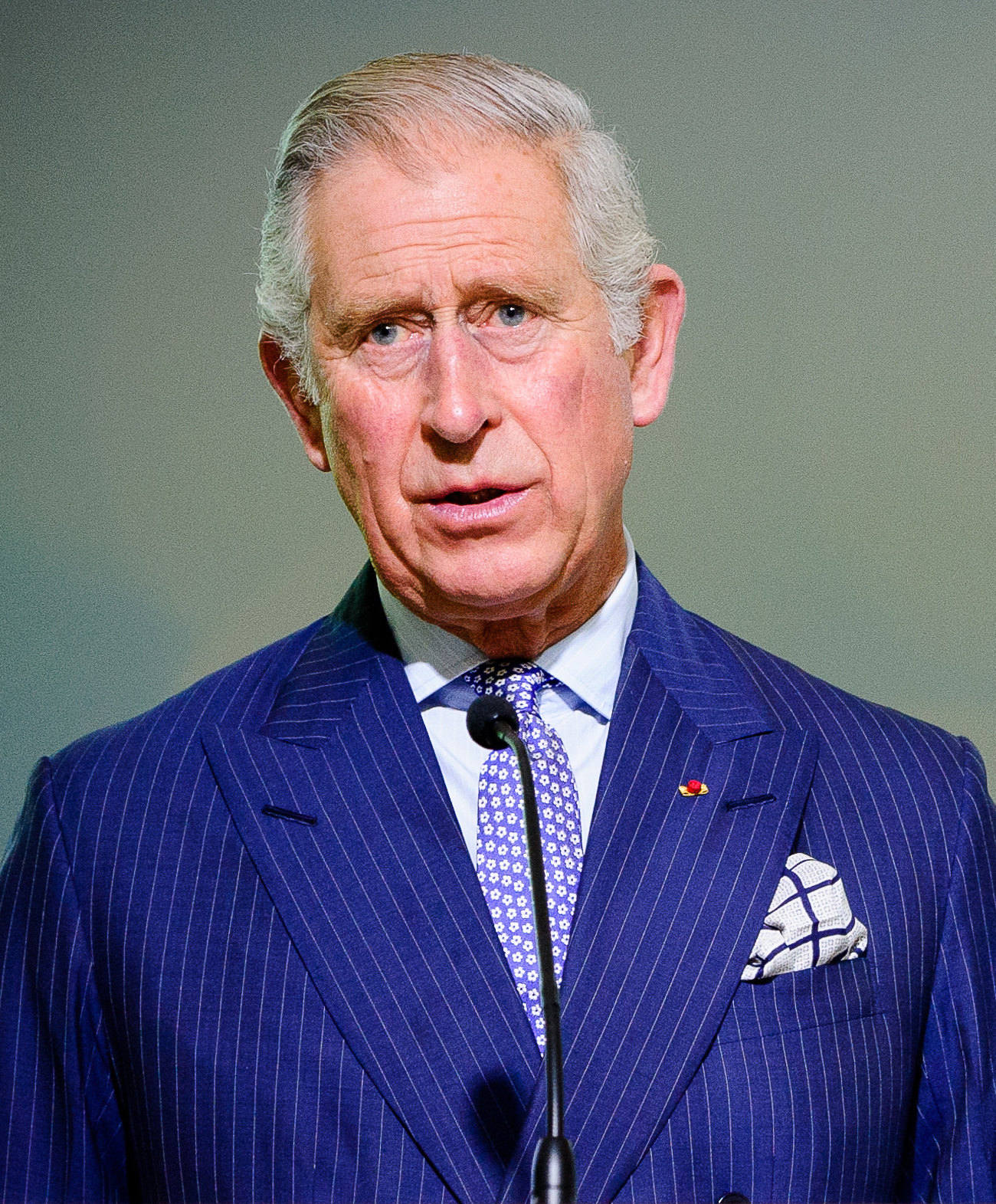
König Charles III.

Der Monarch, nach dem Tod von Königin Elisabeth II. am 8. September 2022, König Charles III., ist das Staatsoberhaupt des Vereinigten Königreichs sowie in Personalunion auch von 15 weiteren souveränen Staaten im Commonwealth of Nations und der Kronbesitzungen (englisch crown dependencies). Zudem ist er Oberhaupt der Church of England, der Staatskirche des Königreichs. Er ist, gemeinsam mit dem Parlament, der souveräne Inhaber der exekutiven, legislativen und judikativen Staatsgewalt.
Erst wenn der Monarch die königliche Genehmigung (Royal Assent) zu einem von den anderen beiden Kammern des Parlaments verabschiedeten Gesetz erteilt, tritt dieses in Kraft. Allerdings wurde dies zuletzt 1708 unter der Regentschaft von Queen Anne verweigert und gilt damit heute eigentlich nur noch als Formsache. Der Monarch kann weiterhin auf Empfehlung des Premierministers bzw. Kronrates hin selbst Gesetze als King / Queen in Council erlassen (Royal Prerogative), welche jedoch vom Parlament wieder aufgehoben werden können. Diese Form der direkten königlichen Gesetzgebung spielt allerdings heutzutage eine untergeordnete Rolle und findet nur noch als sekundäre Gesetzgebung (in Form von Verwaltungsvorschriften) Anwendung. Im Rahmen des Brexit-Prozesses kamen die königlichen Vorrechte jedoch wieder kurzzeitig in das Licht der Öffentlichkeit, als Theresa May kurzzeitig versuchte, den Austritt des Vereinigten Königreichs aus der EU auf diesem Wege (ohne Konsultation des Parlaments) zu erklären.
Auch weitere Rechte, wie die Parlamentsauflösung, Begnadigungen, Ordensverleihungen oder eine Kriegserklärung, fallen in die alleinige Hoheit des Monarchen, werden aber ebenfalls in der Praxis nur noch auf Empfehlung des Premierministers ausgeübt. Heutzutage hat der Monarch daher praktisch fast nur noch eine zeremonielle Rolle. Seine Macht ist durch Gewohnheitsrecht und die öffentliche Meinung eingeschränkt und ein Verstoß gegen diese Praxis würde sofort zu einer Verfassungskrise führen. Der Verfassungstheoretiker Walter Bagehot schrieb konstitutionellen Monarchen 1867 generell drei grundlegende Rechte zu: „Das Recht, angehört zu werden, das Recht, Rat zu erteilen und das Recht zu warnen.“ Der amtierende Premierminister trifft sich wöchentlich mit dem Monarchen zu einem vertraulichen Gedankenaustausch an dessen aktuellem Aufenthaltsort.

### Politische Indizes
| Name des Index                     | Indexwert    | Weltweiter Rang | Interpretationshilfe | Jahr |
| ---------------------------------- | ------------ | --------------- | --- | ---- |
| Fragile States Index               | 40,8 von 120 | 148 von 179     | Stabilität des Landes: stabiler 0 = sehr nachhaltig / 120 = sehr alarmierend Rang: 1 = fragilstes Land / 179 = stabilstes Land | 2024 |
| Demokratieindex                    | 8,34 von 10  | 17 von 167      | Vollständige Demokratie 0 = autoritäres Regime / 10 = vollständige Demokratie                                                  | 2024 |
| Freedom in the World Index         | 91 von 100   | —               | Freiheitsstatus: frei 0 = unfrei / 100 = frei                                                                                  | 2024 |
| Rangliste der Pressefreiheit       | 78,9 von 100 | 20 von 180      | Zufriedenstellende Lage für die Pressefreiheit 100 = gute Lage / 0 = sehr ernste Lage                                          | 2025 |
| Korruptionswahrnehmungsindex (CPI) | 71 von 100   | 20 von 181      | 0 = sehr korrupt / 100 = sehr sauber                                                                                           | 2024 |

### Militär

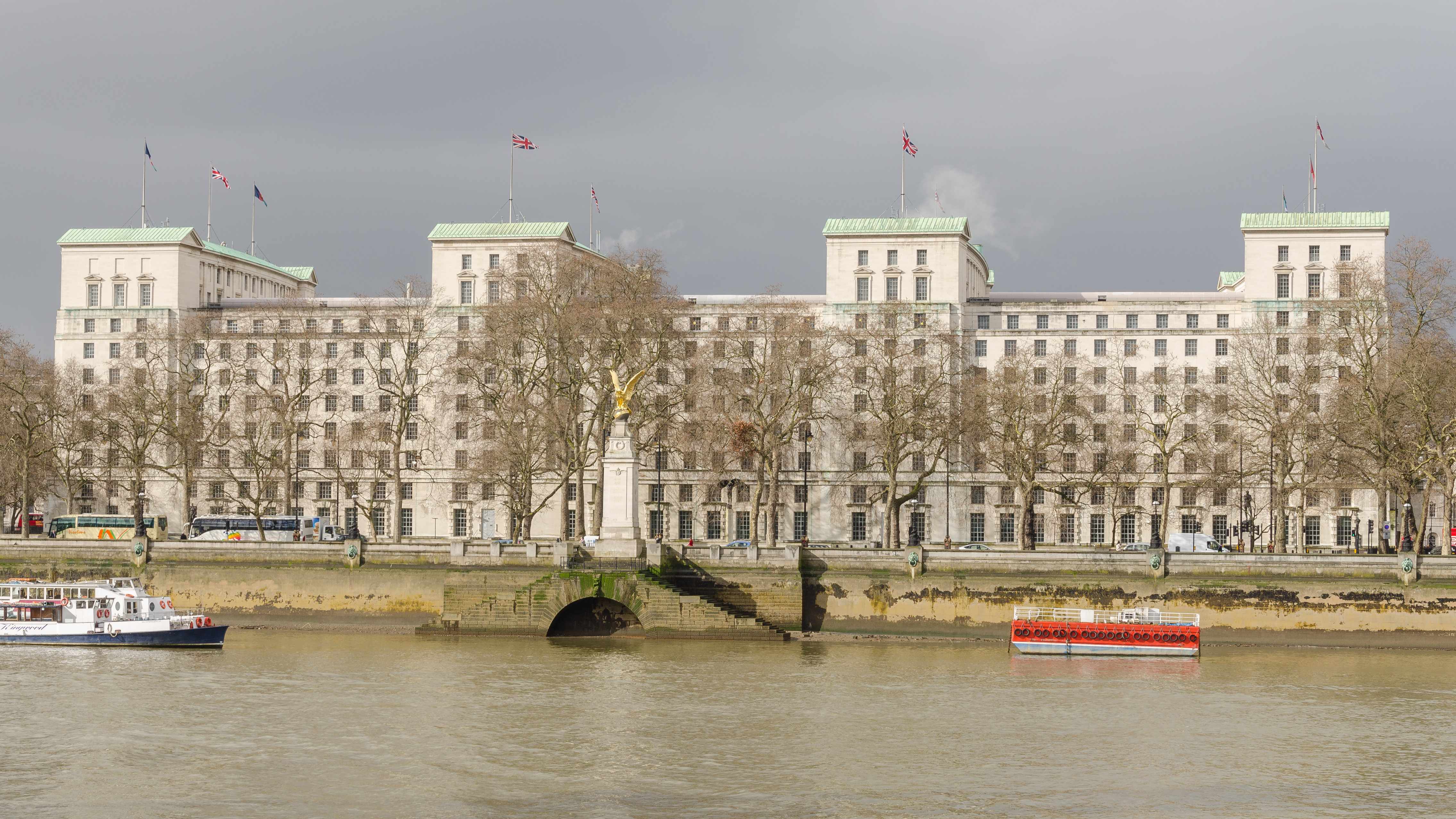
Das Hauptgebäude des Verteidigungsministeriums des Vereinigten Königreichs

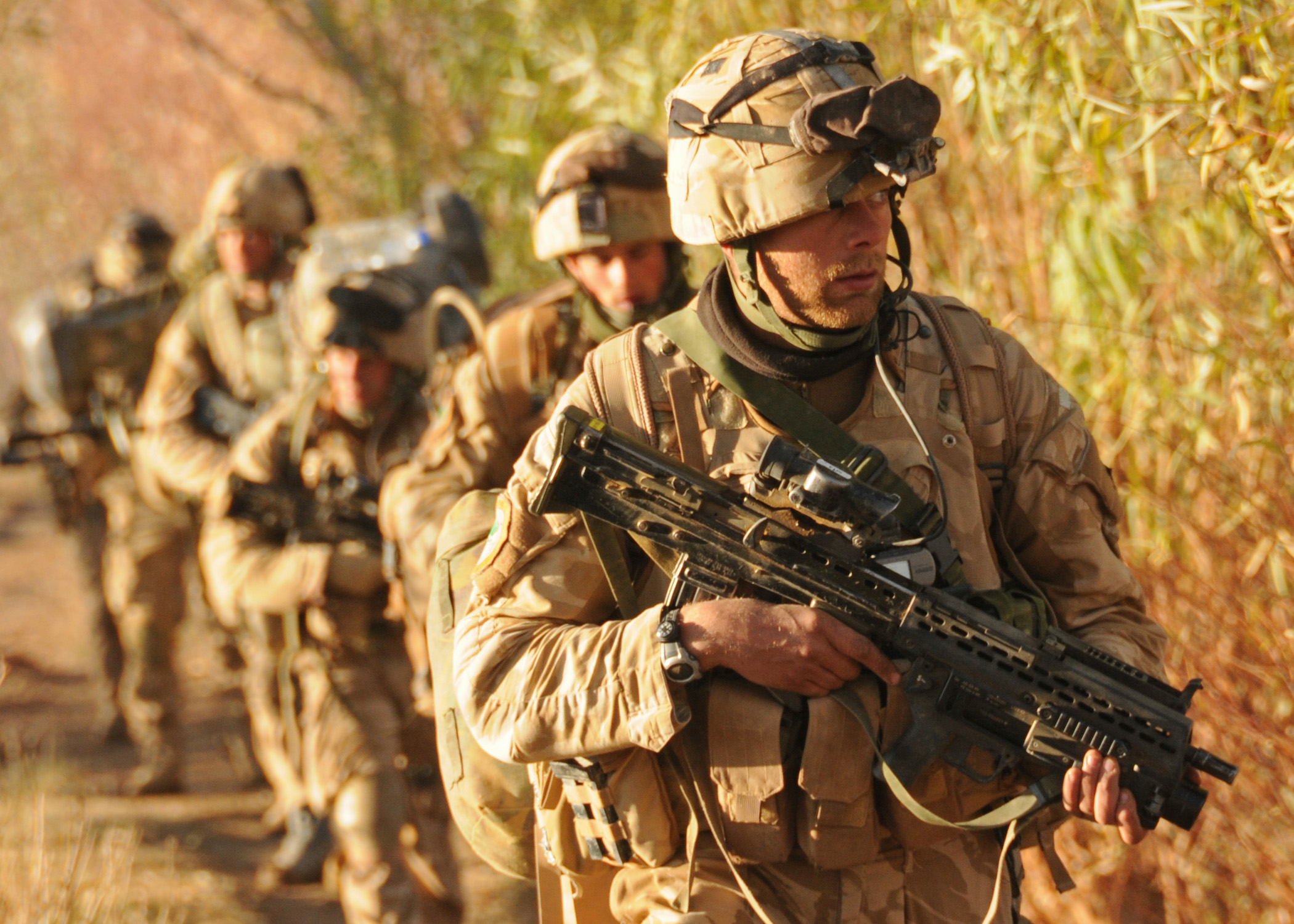
Britische Soldaten des 42. Commando der Royal Marines während der Operation Sond Chara 2008

Die britischen Streitkräfte beschäftigten im April 2025 rund 147.300 Soldaten und leistete sich im Jahr 2023 mit 74,9 Milliarden US-Dollar die zweithöchsten Militärausgaben in Europa hinter Russland und gilt als eine der führenden Militärmächte der Welt. Traditionell und geographisch bedingt haben Marine und Luftwaffe gegenüber dem Heer in den Streitkräften des UK ein relativ großes Gewicht. Das Heer verfügt im April 2025 über 109.000 Soldaten (Stand April 2025), ist seit 2012 aber um ein Viertel geschrumpft. Das Vereinigte Königreich lag 2018 auf Platz 74 von 155 Ländern im Globalen Militarisierungsindex (GMI). Gemäß dem Ranking von Global Firepower (2022) besitzt das Land die achtstärkste militärische Kapazität weltweit und die drittstärkste in Europa.
Das Vereinigte Königreich hat seit 1952 Atomwaffen. Ihr Bestand wurde seit dem Ende des Kalten Krieges deutlich reduziert; das heute ausschließlich auf Atom-U-Booten stationierte nukleare Abschreckungspotential Großbritanniens soll modernisiert werden. Das Heer hat derzeit 249 Kampfpanzer. Die Luftwaffe hat rund 250 Kampfflugzeuge und rund 600 sonstige Flugzeuge. Die Royal Navy ist mit 65 Kriegsschiffen und 11 U-Booten eine der größten Marinen der Welt.
Im Juni 2017 ging der neue Flugzeugträger Queen Elizabeth erstmals auf Probefahrt; es hat etwa 3,5 Milliarden Pfund gekostet. 2019 folgte der Flugzeugträger HMS Prince of Wales.
Die britischen Streitkräfte unterhalten einige Militärbasen mit rund 5.700 Soldaten im Ausland, davon die meisten in den britischen Hoheitsgebieten auf Zypern (2.220 Soldaten). Die Stützpunkte in Deutschland wurden stark verkleinert und umfassen insgesamt nur noch ca. 520 Soldaten (Stand 2025), nachdem die britische Regierung im Zuge des 2010 Strategic Defence and Security Review entschieden hat ihre im April 2010 noch 19.000 Personen starke Truppe bis 2020 abzuziehen.
Das Vereinigte Königreich ist ein Verbündeter der Vereinigten Staaten im „Krieg gegen den Terror“. Es hat mit Luft- und Bodentruppen im Irakkrieg und im Krieg in Afghanistan mitgewirkt. Im Jahr 2000 wurde ein Anti-Terror-Gesetz (Terrorism Act 2000) ratifiziert. Nach den Terroranschlägen am 11. September 2001 in den Vereinigten Staaten wurde im November 2001 der „Anti-Terrorism, Crime and Security Act“ ins Parlament eingebracht. Er wurde verabschiedet und trat am 14. Dezember 2001 in Kraft.
Als Reaktion auf die Terroranschläge am 7. Juli 2005 in London wurde ein weiteres Anti-Terrorismus-Gesetz verabschiedet. Großbritannien wurde vorgeworfen, im Kampf gegen den Terror Menschenrechtsverletzungen begangen zu haben. Zwölf Verdächtige im Zusammenhang mit Terroranschlägen werden aufgrund der Möglichkeiten des Anti-Terror-Gesetzes bereits mehrere Jahre ohne Anklage in Hochsicherheitsgefängnissen in Großbritannien eingesperrt. Im Irakkrieg ist es nach Angaben von amnesty International zu Folterungen und Misshandlungen von Häftlingen durch britische und amerikanischen Soldaten gekommen.
Der russische Angriffskrieg in der Ukraine hat auch die verteidigungspolitische Ausrichtung des Vereinigten Königreichs verändert. Großbritannien gehört zu den größten Unterstützern der Ukraine und setzt in seinem Strategic Defence Review auf eine schnelle Modernisierung seiner Streitkräfte. Die Labour-Regierung von Keir Starmer bekennt sich um 5-Prozent-Ziel der NATO. Die britische Regierung hat Verteidigungsabkommen mit der Bundesregierung (Trinity-House-Vereinbarung) und mit der Europäischen Union geschlossen.

### Außenpolitik

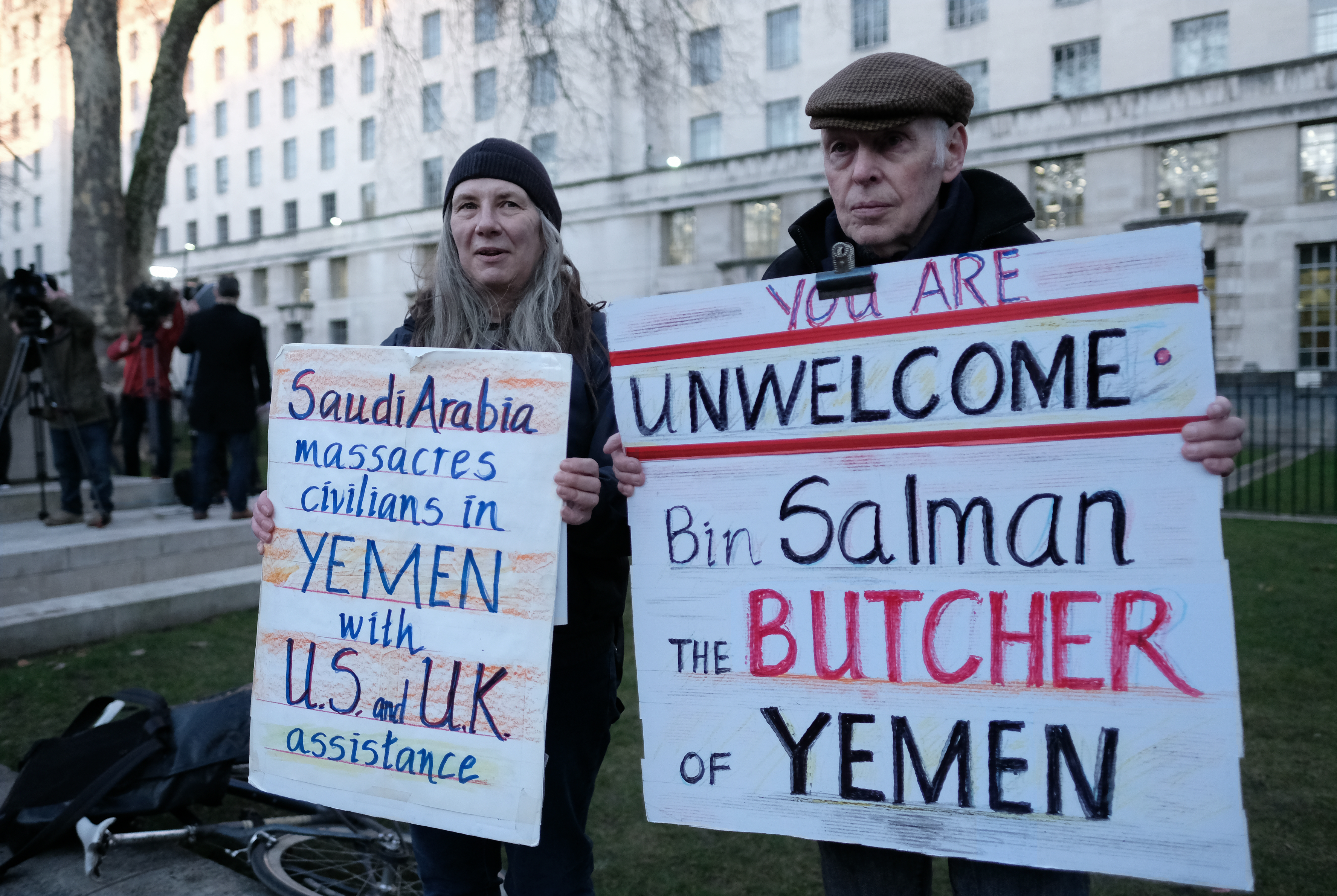
Die Außenpolitik ist in der Bevölkerung nicht unumstritten

Das Vereinigte Königreich verfügt noch heute über ein breites Netz an Verbindungen aus der Zeit des British Empire, als es das mächtigste Land der Welt war. Ein Überbleibsel dieser Zeit ist heute noch der Commonwealth of Nations und die Tatsache, dass der britische Monarch Staatsoberhaupt zahlreicher weiterer Staaten ist.
Das Vereinigte Königreich versteht sich als Macht globaler Reichweite und Verantwortung. Es ist ständiges Mitglied des Sicherheitsrats der Vereinten Nationen, der Nordatlantischen Allianz (NATO), der G7, der G20 sowie der Organisation für Sicherheit und Zusammenarbeit in Europa (OSZE) und war bis zum 31. Januar 2020 Mitglied der Europäischen Union (EU). Das Bemühen um enge Beziehungen zu den USA, die zentrale Bedeutung, die der NATO sicherheitspolitisch beigemessen wird und der Erhalt der eigenständigen Handlungsfähigkeit ist Grundlage britischer Außenpolitik. In Zukunft wird das Verhältnis zu den Europäischen Staaten neu definiert werden müssen.
Unter den europäischen Ländern ist Deutschland neben Frankreich (bilaterales Verteidigungsabkommen vom November 2010) der wichtigste Partner. Aufgrund der Grenze zu Nordirland bestehen außerdem besondere Beziehungen zur Republik Irland und im Rahmen des British-Irish Council kooperieren beide Staaten sehr eng. Im globalen Rahmen sind es die USA, mit denen das Vereinigte Königreich eine auf gemeinsame historische und kulturelle Wurzeln zurückgehende „special relationship“ pflegt, auch um die besondere transatlantische Verbindung zu erhalten. Als eines der wenigen Länder unterstützte es 2004 die amerikanische Invasion des Irak („Koalition der Willigen“). An diese engen Beziehungen zu den USA will das Vereinigte Königreich auch künftig anknüpfen. Unter anderem möchten beide Länder ein Freihandelsabkommen nach dem EU-Austritt des Vereinigten Königreichs aushandeln.
Die Regierung strebt zukünftig unter anderem vertiefte wirtschaftliche und politische Beziehungen zu Indien und der Volksrepublik China an. Außerdem möchte sie die Bedeutung des Commonwealth stärken.

### Verwaltungsgliederung
Wales, Schottland und Nordirland besitzen eigene Landesparlamente und -regierungen mit einem sogenannten „Ersten Minister“ als Chef (vergleichbar einem Ministerpräsidenten in Deutschland oder einem Landeshauptmann in Österreich). Dennoch ist das Vereinigte Königreich ein Einheitsstaat – die einzelnen Landesteile sind somit keine eigenständigen Gliedstaaten. England besitzt keine Landesverwaltung. Die Bildung einer Northern Assembly (Nordenglische Versammlung) wurde in einem Referendum am 4. November 2004 von den Wählern mit großer Mehrheit abgelehnt. Die Aufgaben einer Staatsspitze Englands werden von Parlament und Regierung des Vereinigten Königreiches mit wahrgenommen. Dabei ist es inzwischen üblich geworden, dass sich im Parlament die Abgeordneten der anderen Landesteile enthalten, wenn eine Entscheidung nur England betrifft (siehe auch West-Lothian Question).
Die unteren Verwaltungsebenen sind seit dem späten 19. Jahrhundert mehrmals neu strukturiert worden, weitere Veränderungen sind in der Zukunft zu erwarten. Traditionell bestand England seit dem Mittelalter aus 39, Schottland aus 34, Wales aus 13 und Nordirland aus sechs Grafschaften (englisch counties). Heute gibt es in England 25 Grafschaften mit Verwaltungsfunktion, 57 Unitary Authorities, sechs Metropolitan Counties sowie Greater London (siehe hierzu auch Verwaltungsgliederung Englands). Wales ist in 22 und Schottland in 32 Unitary Authorities (dort Council Areas genannt) gegliedert. In Nordirland gibt es elf Distrikte, die ebenfalls den Status einer Unitary Authority besitzen. Die Namen der alten Grafschaften werden aber im Alltagsgebrauch aller Landesteile oft weiterhin verwendet.

### Abhängige Überseegebiete

Überseegebiete des Vereinigten Königreichs

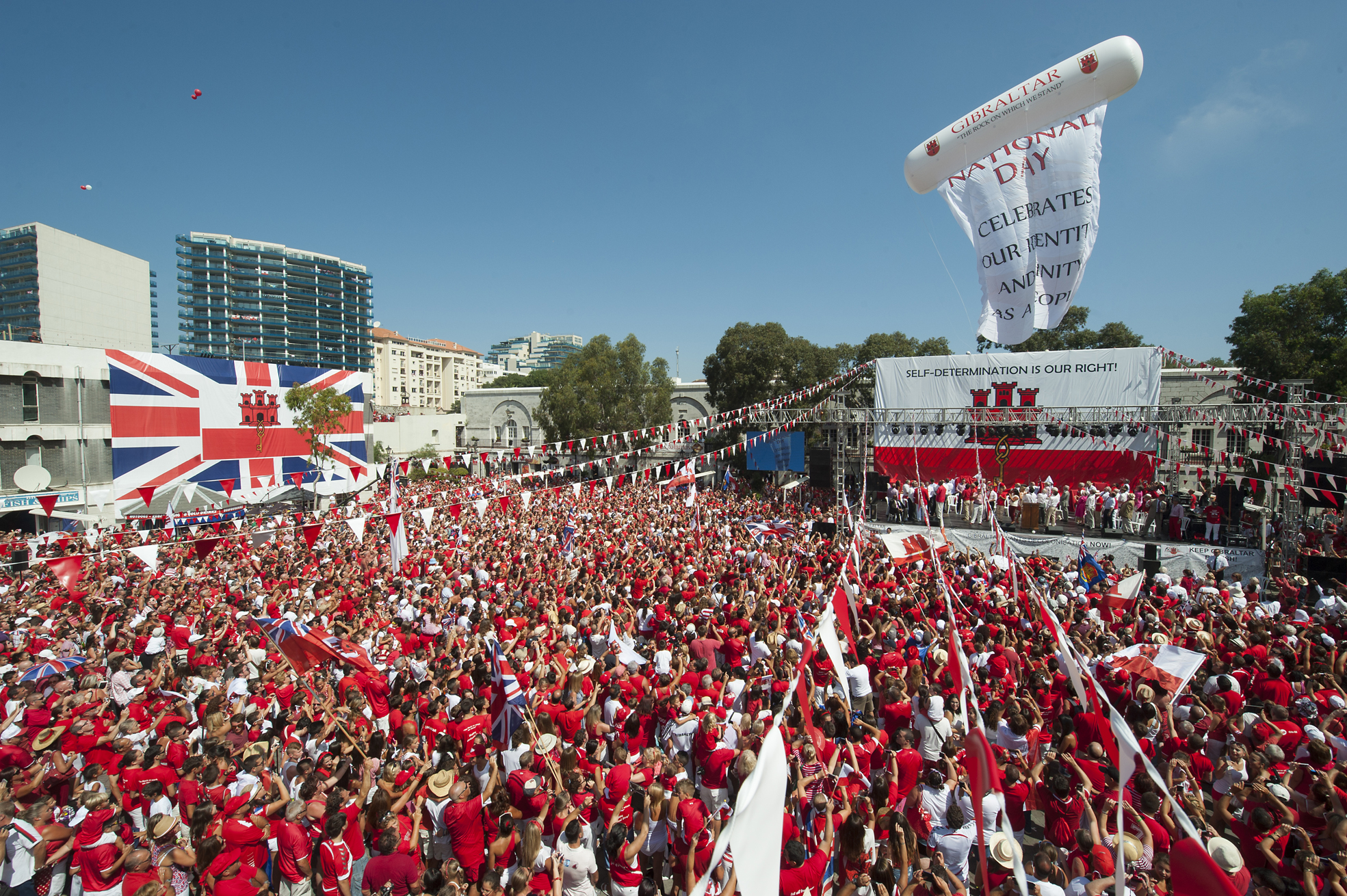
Nationalfeiertag in Gibraltar

Das Vereinigte Königreich hat bis heute zahlreiche, teilweise selbstverwaltete Überseegebiete, welche größtenteils Überbleibsel aus Kolonien des britischen Weltreichs sind:
- Akrotiri und Dekelia (Militärbasen auf Zypern)
- Anguilla
- Bermuda
- Britische Jungferninseln
- Britisches Antarktis-Territorium
- Britisches Territorium im Indischen Ozean
- Cayman Islands
- Falklandinseln
- Gibraltar
- Montserrat
- Pitcairninseln
- St. Helena, Ascension und Tristan da Cunha
- Südgeorgien und die Südlichen Sandwichinseln
- Turks- und Caicosinseln

Gebiete, die nur der britischen Krone unterstehen und nicht dem Vereinigten Königreich (Kronbesitzungen):
- Bailiwick of Guernsey
- Bailiwick of Jersey
- Man

Beide haben eigene Legislativen und Rechtssysteme, werden jedoch im Bereich Verteidigung und internationale Beziehungen von der britischen Regierung vertreten.
Der britische Monarch ist Staatsoberhaupt des Vereinigten Königreichs und einer Vielzahl weiterer, unabhängiger Commonwealth-Staaten.

### Polizei
Die Polizeibehörden im Vereinigten Königreich sind nicht einheitlich organisiert. Auf dem Land sind Polizeikräfte aus dem Verteidigungs- oder dem Innenministerium für die öffentliche Sicherheit zuständig. Die Uniformen sind weitgehend identisch. Des Weiteren gibt es für Greater London den Metropolitan Police Service (Scotland Yard) und Schottland den Police Service of Scotland. Daneben agiert der Geheimdienst MI5 im Inland.

### Kriminalität

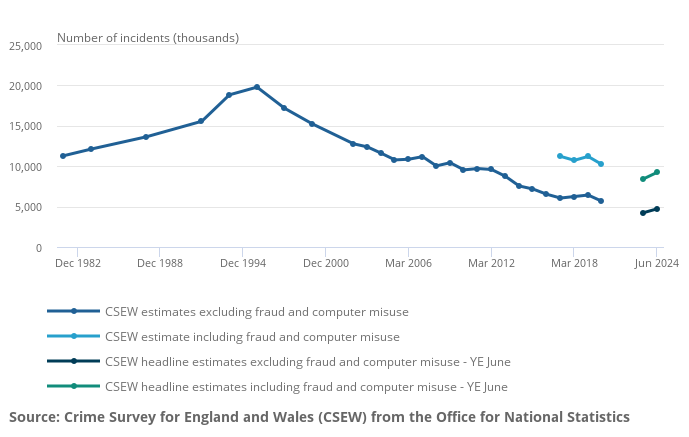
Kriminalitätsopfer in England und Wales von 1981 bis 2024 (Angaben in 1.000 Fälle)

In der Crime Survey for England and Wales werden seit 1982 in regelmäßigen Abständen zufällig ausgewählte Personen befragt, ob und gegebenenfalls in welcher Form sie im vergangenen Jahr Kriminalitätsopfer geworden sind. Es zeigt sich ein Anstieg bis 1995 und seither ein Kriminalitätsrückgang. Das entspricht dem typischen Verlauf in einem Land der westlichen Welt.
Ein Vorteil von Viktimisierungsstudien gegenüber Polizeistatistiken ist, dass auch das Dunkelfeld betrachtet wird. Bei der Analyse langjähriger Trends kann sich jedoch der sich verändernde, gesellschaftliche Toleranzlevel verfälschend auswirken. Vor allem Fälle von Körperverletzung und sexuelle Übergriffe werden heute eher als kriminell eingestuft als noch vor Jahrzehnten.
Der zeitliche Verlauf zeigt einen gleichmäßigen Anstieg bis zum Höhepunkt 1995. Danach fielen die Zahlen annähernd kontinuierlich. Unter Ausschluss von Kreditkartenbetrug und Computerbetrug gingen die Opferzahlen von 1995 bis 2019 insgesamt um 68 % zurück. Der Rückgang bei Gewaltkriminalität lag bei 70 %, der bei Raub bei 48 % und der bei Diebstahl bei 68 %.
Für Vergleiche der Gewaltneigung über lange Zeiträume und große räumliche Distanzen hinweg wird die Rate der Tötungsdelikte als Index verwendet. Das Vereinigte Königreich kam hierbei im Jahr 2017 auf 1,2 Fälle pro 100.000 Einwohner (zum Vergleich: der Durchschnitt in Europa lag bei 3 Fällen pro 100.000 Einwohner, in Deutschland bei 1 Fall, der globale Durchschnitt bei 6,1; einen Tiefstwert erreicht Singapur mit 0,2 Fällen pro 100.000 Einwohner).
Laut dem Journalisten Oliver Bullough lebt ein Teil der britischen Wirtschaft, insbesondere die Oberklasse, seit der Nachkriegszeit von der Geldwäsche von ausländischem Kapital. Es gebe 26 Behörden, die theoretisch Finanz- bzw. Wirtschaftskriminalität bekämpften, jedoch sei das britische Anti-Geldwäsche-System absichtlich ineffektiv.
Im Zuge der Privatisierung der britischen Wasserversorger begannen diese, große Mengen ungeklärten Abwassers in britische Gewässer abzuleiten.

### Recht
Auf subnationaler Ebene verfügt das Vereinigte Königreich über drei Rechtssysteme, die jeweils aus einem bestimmten geografischen Gebiet mit verschiedenen historischen Hintergründen stammen: englisches Recht, schottisches Recht und nordirisches Recht. Seit 2007 besteht infolge der Verabschiedung des Government of Wales Act 2006 durch das Parlament des Vereinigten Königreichs auch rein walisisches Recht, das aber im Gegensatz zu den drei anderen kein eigenständiges Rechtssystem an sich ist. Es handelt sich lediglich um das Primär- und Sekundärrecht, das von der Nationalversammlung für Wales erstellt und gemäß den Lehren des englischen Rechts ausgelegt wurde. Es hat keinen Einfluss auf das englische Common Law (es sei denn, ein solches Gesetz ersetzt eine Common-Law-Regel, weil es eine übergeordnete Rechtsform ist). Es besteht eine erhebliche Überschneidung zwischen diesen drei Rechtssystemen und den drei Gerichtsbarkeiten des Vereinigten Königreichs, nämlich England und Wales, Schottland und Nordirland. Jedes Rechtssystem ist standardmäßig jeder Gerichtsbarkeit unterworfen, und die Rechtssysteme der jeweiligen Rechtsordnungen unterstützen das einschlägige Rechtssystem durch Rechtsprechung. Es sei jedoch darauf hingewiesen, dass im Privatrecht eine Person in bestimmten Rechtsordnungen das Recht anderer Rechtsordnungen in Anspruch nehmen kann, z. B. eine Gesellschaft in Edinburgh (Schottland) und eine Gesellschaft in Belfast (Nordirland), die nach englischem Recht Verträge schließen können. Dies ist im öffentlichen Recht (z. B. im Strafrecht) nicht anwendbar, wenn in jeder Rechtsordnung eine Verfahrensordnung festgelegt ist. Übergeordnete sind Gesetze des Vereinigten Königreichs, die auch (seltener) als britisches Recht bezeichnet werden. Britisches Recht entsteht, wenn Gesetze für das Vereinigte Königreich und / oder seine Bürger insgesamt gelten, am offensichtlichsten das Verfassungsrecht, aber auch andere Bereiche, beispielsweise das Steuerrecht.
Das Vereinigte Königreich hat kein einheitliches Rechtssystem, weil es durch eine politische Union zuvor unabhängiger Länder geschaffen wurde. Artikel 19 des Unionsvertrags, der durch den Act of Union 1707 in Kraft gesetzt wurde, schuf das Königreich Großbritannien, garantierte jedoch den Fortbestand des separaten Rechtssystems Schottlands. Der Act of Union von 1800, welcher Großbritannien und Irland im Vereinigten Königreich von Großbritannien und Irland zusammenführte, enthielt keine entsprechenden Bestimmungen, behielt jedoch das Prinzip der getrennten Gerichte in Irland bei, von denen der Teil, der als Nordirland bezeichnet wird, nach wie vor ein Teil des Vereinigten Königreichs ist.
Der Oberste Gerichtshof des Vereinigten Königreichs ist das höchste Gericht des Landes für alle Straf- und Zivilprozesse in England und Wales und Nordirland sowie für alle Zivilsachen im schottischen Recht. Der Oberste Gerichtshof ist auch das letztinstanzliche Gericht für die Auslegung des britischen Rechts. Seine Entscheidungen können vom Parlament aufgrund der Doktrin der parlamentarischen Souveränität ausdrücklich aufgehoben werden. Der Oberste Gerichtshof wurde im Oktober 2009 ins Leben gerufen und ersetzte den Berufungsausschuss des House of Lords. In England und Wales wird das Gerichtssystem von den Obersten Gerichten von England und Wales angeführt, die aus dem Court of Appeal, dem High Court of Justice (für Zivilprozesse) und dem Crown Court (für Strafprozesse) bestehen. Die Gerichte von Nordirland folgen demselben Muster. In Schottland sind die Obersten Gerichte der Court of Session für Zivilprozesse und der High Court of Justiciary für Strafprozesse. Sheriff Courts haben außerhalb Schottlands keine Entsprechung, da sie sowohl Straf- als auch Zivilsachen behandeln.
Das Justizkomitee des Privy Council ist das höchste Berufungsgericht für mehrere unabhängige Commonwealth-Länder, die britischen Überseegebiete und die Besitzungen der britischen Krone. Es gibt auch Einwanderungsgerichte mit Zuständigkeit im Vereinigten Königreich – das Asyl- und Einwanderungsgericht und die Special Immigration Appeals Commission.

### Vermögen, Armut und soziale Ungleichheit
Das Vermögen pro Kopf im Vereinigten Königreich beträgt laut Credit Suisse 288.806 US-Dollar pro erwachsene Person. Das Land hat damit eines der höchsten Pro-Kopf-Vermögen der Welt und das insgesamt vierthöchste nationale Gesamtvermögen aller Länder. Im Vereinigten Königreich lebten im Jahr 2016 schätzungsweise 961.000 Millionäre sowie über 100 Milliardäre. Die Ungleichheit ist allerdings beträchtlich und der Gini-Koeffizient zur Vermögensverteilung lag bei 73,2, was eine hohe Ungleichheit bedeutet. So übersteigt mit Stand 2022 das Vermögen der reichsten 1 % der britischen Bevölkerung das Gesamtvermögen von 70 % der britischen Bevölkerung. 0,6 % der Bevölkerung besaß zur Jahrtausendwende 47 % der Gesamtfläche aller privaten Grundstücke.
Mehr als 3,8 Millionen Menschen in Großbritannien leben mit Stand 2022 einer Studie der Wohltätigkeitsstiftung Joseph Rowntree Foundation zufolge in schwerster Armut. Von diesen 3,8 Millionen sind mehr als eine Million Minderjährige. Zwischen 2008 und 2023 hat sich die Anzahl von stationär behandelten Mangelernährten auf 11.000 im Jahr 2022 vervierfacht. Krankheiten aus dem Viktorianischen Zeitalter, wie Rachitis und Skorbut, traten wieder auf. Die Anzahl der in schwerster Armut lebenden Kinder verdreifachte sich in Großbritannien von 2017 bis 2022 fast. Grund für den Anstieg der Kinderarmut in dem Industrieland ist eine Kombination aus sehr niedrigen Einkommen, steigenden Lebenshaltungskosten und hoher Verschuldung. Zwischen 2008 und 2014 fiel der Reallohn um acht Prozent; ein in der britischen Nachkriegsgeschichte beispielloser Vorgang. Das Sozialsystem in Großbritannien schützt die Menschen nicht ausreichend – zudem bezögen laut der Studie der Wohltätigkeitsstiftung Joseph Rowntree Foundation nur knapp drei Viertel der Bedürftigen (72 Prozent) Hilfsleistungen. Mehr als die Hälfte der betroffenen Haushalte verfüge über ein wöchentliches Einkommen von weniger als 85 Pfund (97,70 Euro). Vor allem ledige Personen im Alter von 25 bis 44 Jahren seien Not leidend, aber auch immer mehr Familien und ältere Menschen rutschten in äußerste Armut ab. Die schlechte Entlohnung liegt teilweise an der Schwäche der britischen Gewerkschaften, ist aber auch eine Folge des Neoliberalismus, bzw. dass Konzerne einen immer größeren Anteil ihrer Gewinne an Aktionäre ausschütten und immer weniger in ihre Belegschaften, in Renten, in Ausbildung etc. investieren. Die britischen Bildungsausgaben pro Schüler sind nach der Finanzkrise von 2008 und während der Amtszeit von Premierminister David Cameron abgestürzt.
Im Vereinigten Königreich besteht ein unzureichendes Angebot an verfügbarem und bezahlbarem Wohnraum. Allein in England stehen mehr als 1,2 Millionen Haushalte (Familien oder andere Lebensgemeinschaften) auf Wartelisten für Sozialwohnungen. Gleichzeitig ist der Bau von Sozialwohnungen nachhaltig zurückgegangen (39.562 im Jahr 2010 gegenüber 7.644 im Jahr 2022). Zwischen 2012 und 2019 trug die Austeritätspolitik laut einer Studie zu 335.000 armutsbedingten Todesfällen im Vereinigten Königreich bei. Mit der Privatisierung von Trinkwasser im Jahr 1989 verteuerte sich dieses um das Doppelte der Inflationsrate, um 350 %. Um Dividenden von Anlegern (die vor allem wohlhabend sind) zu finanzieren, heben britische Wasserversorger bzw. Wasserwerke, die wie andere systemrelevante Betriebe im Zuge der von Margaret Thatcher gestarteten Privatisierung von profitorientierten Unternehmen bzw. Vermögensverwaltungsgesellschaften aufgekauft wurden, ihre Preise bis 2030 noch weiter an.

## Wirtschaft

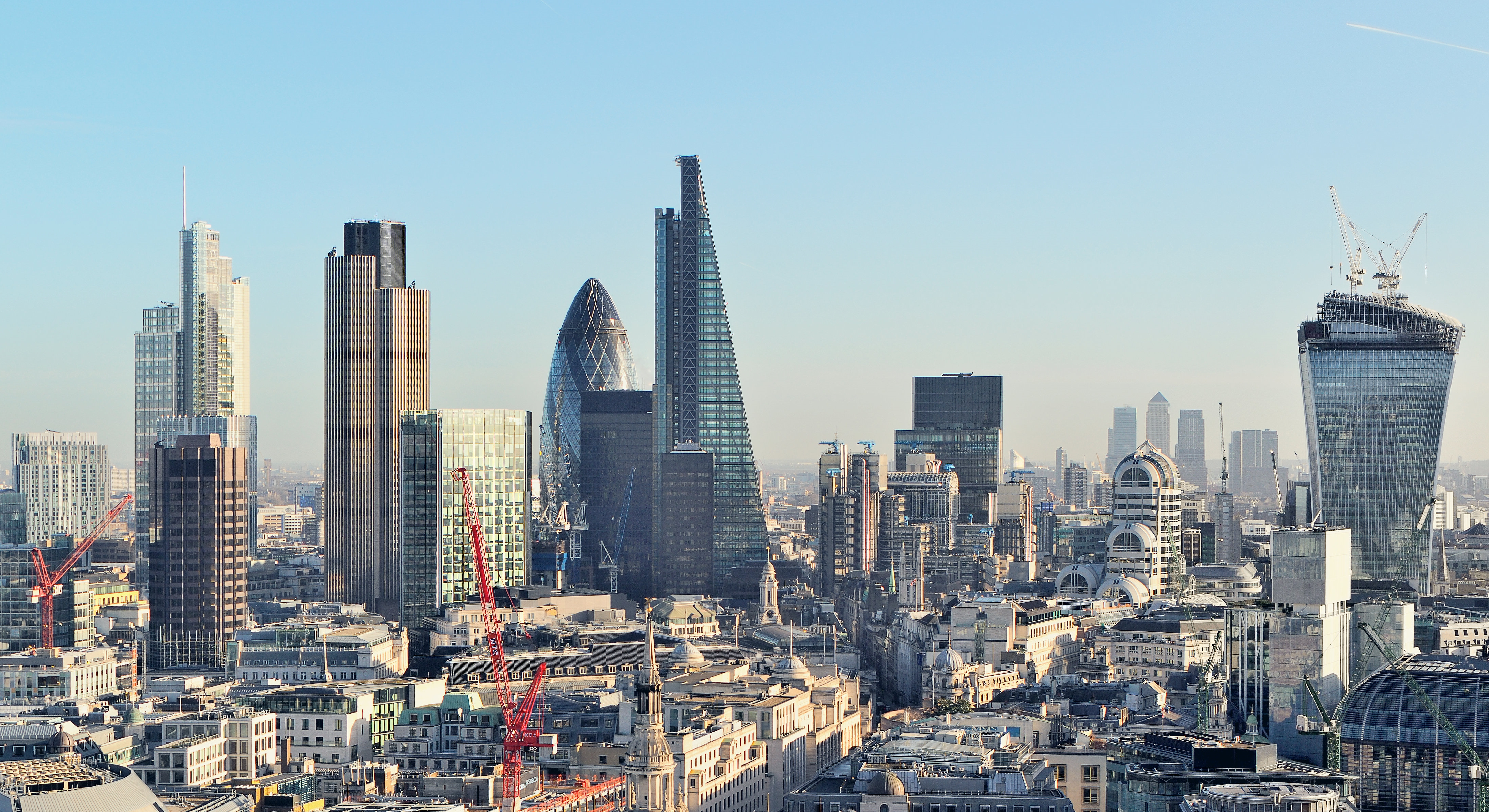
Die City of London ist das größte Finanzzentrum Europas und eines der größten der Welt

Das Vereinigte Königreich zählt zu den am stärksten deregulierten und privatisierten Volkswirtschaften der Welt. Die britische Wirtschaft ist der Ursprung des sogenannten „angelsächsischen Kapitalismus“, der auf den Prinzipien der Liberalisierung, des freien Marktes, niedriger Besteuerung und geringer Regulierung beruht. Das Land ist mit einem Bruttoinlandsprodukt (BIP) von ca. 3,19 Billionen US-Dollar (2021) die sechstgrößte Volkswirtschaft der Welt und hat nach Deutschland das zweitgrößte Bruttoinlandsprodukt in Europa. Bei der Kaufkraftparität (KKP) lag es 2013 auf dem achten Platz. Mit 28.300 Euro liegt das BIP pro Kopf im oberen europäischen Referenzrahmen. Im Vergleich mit dem Bruttoinlandsprodukt der Europäischen Union, ausgedrückt in Kaufkraftstandards, erreicht das Vereinigte Königreich einen Index von 110 (EU-28 im Jahr 2015: 100). Das Wirtschaftswachstum lag 2015 bei 2,2 Prozent. Im Global Competitiveness Index, der die Wettbewerbsfähigkeit eines Landes misst, belegte das Vereinigte Königreich Platz 8 von 137 Ländern (Stand 2017–2018). Im Index für wirtschaftliche Freiheit belegte das Land 2017 Platz 12 von 180 Ländern. Die Beschäftigungsquote erreichte im Frühsommer 2015 mit 73,6 Prozent einen historischen Höchststand. Die Arbeitslosenquote betrug im April 2018 4,1 % und liegt damit deutlich unter dem EU-Durchschnitt und auf dem niedrigsten Stand seit den 1970er Jahren. Im Jahr 2017 betrug die Jugendarbeitslosigkeit 11,7 %. 2014 arbeiteten 1,3 % aller Arbeitskräfte in der Landwirtschaft, 15,2 % in der Industrie und 83,5 % im Dienstleistungssektor. Die Gesamtzahl der Beschäftigten wird für 2017 auf 33,5 Millionen geschätzt.

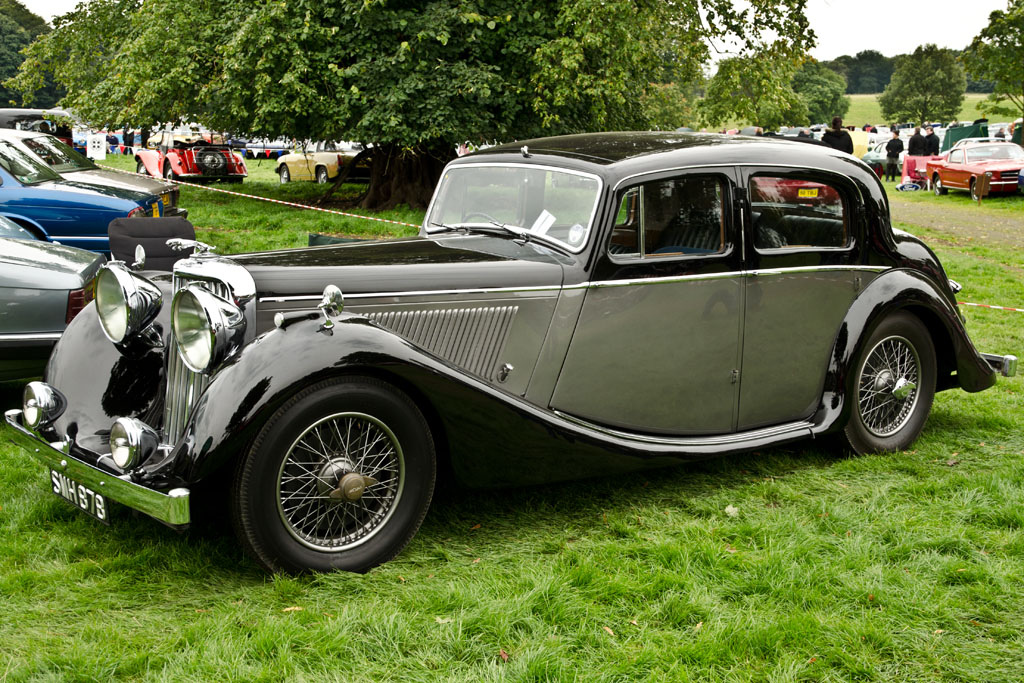
Ein Jaguar Mark IV

Nach dem Zweiten Weltkrieg in der Mitte des 20. Jahrhunderts war das Vereinigte Königreich der zweitgrößte Automobilhersteller und der größte Exporteur von Automobilen der Welt, doch in den folgenden Jahrzehnten wuchs die Branche deutlich langsamer als in Konkurrenzländern wie den Vereinigten Staaten, Deutschland, Frankreich und Japan. Die Geschichte von Jaguar Land Rover spiegelt exemplarisch den Aufstieg und Niedergang der britischen Automobilindustrie und vieler britischer Automobilhersteller im 20. Jahrhundert. In den 1930er und 1940er Jahren waren die Jaguar-Modelle stilprägend für Wagen der Oberklasse. Ab Mitte der 1970er Jahre geriet der Hersteller in finanzielle Schwierigkeiten, wurde in den folgenden Jahrzehnten mehrfach an internationale Konkurrenten verkauft und gehört seit 2007 zur indischen Tata Group.
Die Industrielle Revolution hatte ihren Ursprung im Vereinigten Königreich. Zu Beginn gab es eine Konzentration auf die Schwerindustrie mit Schwerpunkten beim Schiffbau, der Erzeugung von Stahl und Maschinenbau. Außerdem war Großbritannien im 19. Jahrhundert lange Zeit führend bei der Industrialisierung der Herstellung von Textilien. Zwischen 1803 und 1857 stieg die Zahl der kommerziell genutzten Webstühle von etwa 2500 auf über 250 000. Im Jahr 1923 war die Produktion von Textilien in Großbritannien auf dem Höhepunkt, bevor Kapazitäten zu Gunsten einer Verlagerung nach Indien abgebaut wurden.
Die Kolonien und Protektorate des British Empire waren lange Zeit ein aufnahmefähiger Markt für britische Produkte.
Im Laufe des 20. Jahrhunderts verlor der industrielle Sektor allmählich an Bedeutung, während der Dienstleistungssektor wuchs; er hatte 2016 einen Anteil von etwa 79 % am Bruttoinlandsprodukt.
Der Dienstleistungssektor wird von Finanzdienstleistern wie Banken und Versicherungen dominiert. Das Vereinigte Königreich war 2024 der weltweit größte Nettoexporteur von Finanzdienstleistungen. Die City of London mit ihren privilegierten Sonderrechten ist der größte Finanzplatz der Welt. Die City ist Sitz der London Stock Exchange, von Lloyd’s of London, der Bank of England und zahlreichen Banken wie HSBC, Citigroup und Barclays. Die City of London besitzt die größte Konzentration von ausländischen Bankniederlassungen in der Welt. Die schottische Hauptstadt Edinburgh ist der fünftgrößte Finanzplatz Europas und Hauptsitz bekannter Unternehmen wie Royal Bank of Scotland und HBOS. Mit dem permanenten Kapitalimport wird das starke Leistungsbilanzdefizit kompensiert, das 2014 einen Rekordwert erreichte.
Ebenfalls von großer Bedeutung ist der Tourismus; mit über 29 Millionen Touristen war das Vereinigte Königreich 2016 die achtwichtigste Touristendestination der Welt. Die Tourismuseinnahmen beliefen sich im selben Jahr auf 39,7 Mrd. US-Dollar.
Die industrielle Fertigung hat heute noch etwa einen Anteil von einem Sechstel am Bruttoinlandsprodukt. Ein bedeutender Zweig ist die Automobilindustrie, wenn auch alle Unternehmen mittlerweile in ausländischer Hand sind. Die Luftfahrt- und Rüstungsindustrie wird dominiert von BAE Systems und Rolls-Royce mit einem bedeutenden Anteil an der weltweiten Raumfahrtindustrie. Ein wichtiges Standbein ist die chemische und pharmazeutische Industrie; mit GlaxoSmithKline und AstraZeneca haben zwei der zehn weltweit größten Pharmaunternehmen ihren Hauptsitz im Vereinigten Königreich.

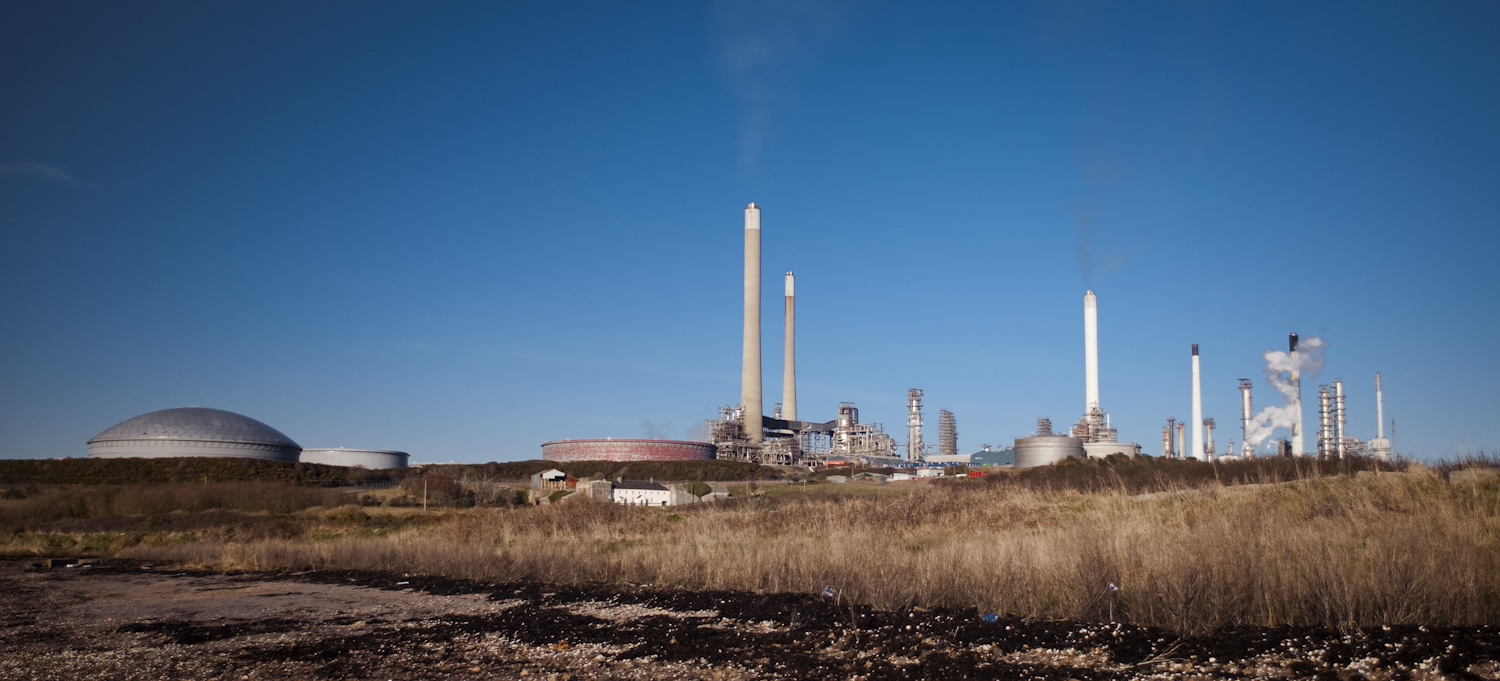
Erdölraffinerie bei Pembroke

Die britische Landwirtschaft ist im europäischen Vergleich klein, mit einem Anteil von 0,9 Prozent am Bruttoinlandsprodukt. Hingegen besitzt das Land große Reserven an Kohle, Erdgas und Erdöl. Die industrielle Förderung von Bodenschätzen trägt zu 10 Prozent zum Bruttoinlandsprodukt bei, was für einen Industriestaat ein hoher Anteil ist. Dieser Anteil wird voraussichtlich sinken, da die Förderung von Kohle, Erdgas und Erdöl ihren Höhepunkt etwa 2000 erreicht hat. Seit 2005 ist Großbritannien Nettoimporteur von Erdöl und die Fördermenge betrug 2010 nur noch 45,9 Prozent verglichen mit der 1999 erreichten Höchstmenge (Peak Oil). Erdgas und Kohle müssen seit einigen Jahren ebenfalls in immer größeren Mengen importiert werden. Bedeutende weltweit tätige britische Unternehmen dieser Branche sind unter anderem BP und Royal Dutch Shell. Die britischen Inseln verfügen über ein sehr großes Potential an regenerativen Energien, vor allem im Bereich Windkraft und Strömungs- sowie Gezeitenkraftwerken, das bisher nur zum kleinen Teil genutzt wird. Der Anteil an regenerativen Energien, darunter auch Sonnenenergie an der Gesamt-Energieversorgung steigt jedoch. Nach Schätzungen könnten im Jahr 2020[veraltet] etwa 4 Prozent des Energiebedarfs alleine aus Sonnenenergie gedeckt werden. Die Regierung (Kabinett Cameron II) setzt (Stand 2015) auf einen Ausbau der Atomenergie und hat acht Standorte benannt.
Unter allen wichtigen Industrieländern hat Großbritannien das größte Leistungsbilanzdefizit. 2014 betrug es 5,1 Prozent der gesamten Wirtschaftsleistung. Damit wurde seit dem Ende des Zweiten Weltkriegs ein Rekordwert erreicht. Letztmals wurde in den 1980er Jahren ein Leistungsbilanzüberschuss erzielt. Ursache ist in erster Linie nicht das seit langer Zeit bestehende Handelsbilanzdefizit, sondern es sind die rückläufigen Nettoerträge der (sinkenden) britischen Investitionen und Vermögensanlagen im Ausland bei steigendem Binnenkonsum. Das Leistungsbilanzdefizit wird seit längerer Zeit durch ausländische Kapitalzuflüsse kompensiert, die sich jedoch bei Zinserhöhungen in den USA (2015/16) oder nach dem Brexit stark verringern und dann zu einer Abwertung der britischen Währung führen könnten.
Systemrelevante öffentliche Versorgungsunternehmen sind im Zuge der von Margaret Thatcher eingeleiteten Privatisierung von profitorientierten Unternehmen bzw. Vermögensverwaltungsgesellschaften aufgekauft worden. Diese investierten unzureichend in die gekauften Unternehmen, sondern beuteten sie finanziell aus. Der Investitionsmangel führte zu einer Rückentwicklung der angebotenen Dienstleistung bzw. zu einem Rückbau des Sozialstaats.
Laut dem Journalisten Oliver Bullough lebt (Stand 2022) ein Teil der britischen Wirtschaft, insbesondere die Oberklasse, seit der Nachkriegszeit von der Geldwäsche von ausländischem Kapital. Es gebe 26 Behörden, die theoretisch Finanz- bzw. Wirtschaftskriminalität bekämpften, jedoch sei das britische Anti-Geldwäsche-System absichtlich ineffektiv.
| Jahr                                    | 2010    | 2015    | 2016    | 2017    | 2018    | 2019    | 2020    | 2021    | 2022    | 2023    |
| --------------------------------------- | ------- | ------- | ------- | ------- | ------- | ------- | ------- | ------- | ------- | ------- |
| BIP in Mrd. USD (Kaufkraftparität)      | 2.363,6 | 2.829,3 | 2.911,0 | 3.041,9 | 3.129,6 | 3.335,9 | 3.219,1 | 3.543,8 | 3.980,2 | 4.137,4 |
| BIP pro Kopf in USD (Kaufkraftparität)  | 37.661  | 43.454  | 44.343  | 46.061  | 47.108  | 49.941  | 47.988  | 52.673  | 58.712  | 60.735  |
| BIP-Wachstum (real)                     | 2,2 %   | 2,2 %   | 1,9 %   | 2,7 %   | 1,4 %   | 1,6 %   | −10,3 % | 8,6 %   | 4,8 %   | 0,3 %   |
| Inflation (in Prozent)                  | 3,3 %   | 0,0 %   | 0,7 %   | 2,7 %   | 2,5 %   | 1,8 %   | 0,9 %   | 2,6 %   | 9,1 %   | 7,3 %   |
| Staatsverschuldung (in Prozent des BIP) | 76 %    | 88 %    | 88 %    | 87 %    | 86 %    | 86 %    | 106 %   | 105 %   | 100 %   | 100 %   |

### Staatshaushalt
Der Staatshaushalt umfasste im Jahr 2015 Ausgaben von umgerechnet 1,134 Billionen US-Dollar, dem standen Einnahmen von umgerechnet etwa 1 Billion US-Dollar gegenüber. Daraus ergibt sich ein Haushaltsdefizit in Höhe von 134 Milliarden US-Dollar bzw. 4 Prozent des Bruttoinlandsprodukts (BIP). 2018 lag das Haushaltsdefizit noch bei 1,5 Prozent des BIP.
Der Schuldenstand des Staates belief sich per Ende 2021 auf 95,3 % des Bruttoinlandsprodukts. Im Zuge der Banken- und Finanzkrise seit 2007 und der COVID-19-Pandemie stieg die Staatsverschuldung stark an. Aufgrund der steigenden Verschuldung und der schwachen Konjunktur des Landes stufte im Februar 2013 die US-amerikanische Ratingagentur Moody’s die Kreditwürdigkeit des Vereinigten Königreichs von der Bestnote „AAA“ auf „Aa1“ herab.
| Jahr               | 2005 | 2010 | 2011 | 2012 | 2013 | 2014 | 2015 | 2016 | 2017 | 2018 | 2019 | 2020  | 2021  | 2022  | 2023  |
| ------------------ | ---- | ---- | ---- | ---- | ---- | ---- | ---- | ---- | ---- | ---- | ---- | ----- | ----- | ----- | ----- |
| Staatsverschuldung | 39,5 | 75,2 | 80,8 | 84,1 | 85,2 | 87,0 | 86,0 | 86,0 | 85,8 | 84,5 | 83,9 | 102,6 | 105,2 | 100,4 | 101,0 |
| Haushaltssaldo     | −3,0 | −9,3 | −7,5 | −8,1 | −5,3 | −5,3 | −4,2 | −2,9 | −1,9 | −1,5 |      |       |       |       |       |

2020 betrug der Anteil der Staatsausgaben (in Prozent des Bruttoinlandsprodukts) folgender Bereiche:
- Gesundheit: 12 %
- Bildung: 5,5 %
- Militär: 2,4 %

### Regionale Unterschiede
| Pos. | Region                   | BIP/Kopf, KKS, (EU28=100) (2015) | BIP/Kopf in € (KKS) (2015) |
| ---- | ------------------------ | -------------------------------- | -------------------------- |
| 1.   | London                   | 184                              | 53.200                     |
| 2.   | South East England       | 118                              | 33.900                     |
| –    | Vereinigtes Königreich   | 108                              | 31.200                     |
| 3.   | East of England          | 101                              | 29.200                     |
| 4.   | Schottland               | 100                              | 28.900                     |
| –    | EU-28                    | 100                              | 28.900                     |
| 5.   | South West England       | 97                               | 28.100                     |
| 6.   | North West England       | 92                               | 26.600                     |
| 7.   | East Midlands            | 88                               | 25.500                     |
| 8.   | West Midlands            | 88                               | 25.400                     |
| 9.   | Yorkshire and the Humber | 86                               | 24.800                     |
| 10.  | North East England       | 80                               | 23.100                     |
| 11.  | Nordirland               | 78                               | 22.600                     |
| 12.  | Wales                    | 76                               | 21.900                     |

Das Vereinigte Königreich ist stark geprägt von regionalen Wohlstandsunterschieden.
Der ehemalig industriell geprägte Norden Englands hat dabei stark mit dem Strukturwandel zu kämpfen und ist hinter dem Rest des Landes zurückgefallen. Ebenfalls unter dem Landesdurchschnitt liegt das Wohlstandsniveau in Nordirland und Wales. Die reichsten Regionen des Landes sind der Südosten Englands und die Hauptstadtregion London, die den Rest des Landes weit hinter sich lassen. London vereinigt einen beträchtlichen Teil der finanziellen und industriellen Ressourcen des Landes auf sich und ist für mehr als ein Viertel der gesamten Wirtschaftsleistung verantwortlich.

### Außenhandel
| in Mrd. US-Dollar und seine Veränderung gegenüber dem Vorjahr in Prozent | in Mrd. US-Dollar und seine Veränderung gegenüber dem Vorjahr in Prozent | in Mrd. US-Dollar und seine Veränderung gegenüber dem Vorjahr in Prozent | in Mrd. US-Dollar und seine Veränderung gegenüber dem Vorjahr in Prozent | in Mrd. US-Dollar und seine Veränderung gegenüber dem Vorjahr in Prozent | in Mrd. US-Dollar und seine Veränderung gegenüber dem Vorjahr in Prozent | in Mrd. US-Dollar und seine Veränderung gegenüber dem Vorjahr in Prozent |
| ------------------------------------------------------------------------ | ------------------------------------------------------------------------ | ------------------------------------------------------------------------ | ------------------------------------------------------------------------ | ------------------------------------------------------------------------ | ------------------------------------------------------------------------ | ------------------------------------------------------------------------ |
|                                                                          | 2021                                                                     | 2021                                                                     | 2022                                                                     | 2022                                                                     | 2023                                                                     | 2023                                                                     |
| Mrd. USD                                                                 | % gg. Vj.                                                                | Mrd. USD                                                                 | % gg. Vj.                                                                | Mrd. USD                                                                 | % gg. Vj.                                                                |                                                                          |
| Einfuhr                                                                  | +688,2                                                                   | 0+8,5                                                                    | +821,6                                                                   | +19,4                                                                    | +791,4                                                                   | −3,7                                                                     |
| Ausfuhr                                                                  | +470,5                                                                   | +18,9                                                                    | +535,1                                                                   | +13,7                                                                    | +520,8                                                                   | −2,7                                                                     |
| Saldo                                                                    | −217,7                                                                   |                                                                          | −286,5                                                                   |                                                                          | −270,6                                                                   |                                                                          |

| Ausfuhrgüter (Anteil in %) | Ausfuhrgüter (Anteil in %) | Einfuhrgüter (Anteil in %) | Einfuhrgüter (Anteil in %) |
| -------------------------- | -------------------------- | -------------------------- | -------------------------- |
| Maschinen                  | 16,2                       | Chemische Erzeugnisse      | 11,2                       |
| Chemische Erzeugnisse      | 13,6                       | Kfz und -Teile             | 10,2                       |
| Gold                       | 12,7                       | Maschinen                  | 10,1                       |
| Kfz und -Teile             | 9,2                        | Nahrungsmittel             | 8,0                        |
| Erdöl                      | 4,0                        | Elektronik                 | 7,0                        |

| Export (in Prozent) nach | Export (in Prozent) nach | Import (in Prozent) aus | Import (in Prozent) aus |
| ------------------------ | ------------------------ | ----------------------- | ----------------------- |
| Vereinigte Staaten       | 13,8                     | Volksrepublik China     | 12,5                    |
| Deutschland              | 07,6                     | Vereinigte Staaten      | 12,0                    |
| Niederlande              | 07,1                     | Deutschland             | 09,5                    |
| Schweiz                  | 06,8                     | Frankreich              | 05,1                    |
| Volksrepublik China      | 06,6                     | Norwegen                | 04,1                    |
| Frankreich               | 05,6                     | Italien                 | 03,8                    |
| Irland                   | 05,5                     | Niederlande             | 03,4                    |
| sonstige Staaten         | 47,0                     | sonstige Staaten        | 49,6                    |

### Währung
Die Währung im Vereinigten Königreich ist das Pfund Sterling, abgekürzt GBP für Great British Pound. Das Währungssymbol ist £. Es ist nach dem US-Dollar, dem Euro und dem Yen die viertbedeutendste Reservewährung der Welt.

### Energieversorgung
In Großbritannien beheizen über 20 Millionen der 27 Millionen Haushalte ihre Häuser und Wohnungen mit Erdgas. Viele Häuser sind schlecht wärmegedämmt. 2023 wurde rund 31 % des Stromes mit Gas erzeugt, 1 % mit Kohle und 1 % mit Öl.
Die Stromproduktion aus fossilen Brennstoffen war 2023 um 22 Prozent geringer als 2022. Am 30. September 2024 ging das letzte Kohlekraftwerk in Ratcliffe-on-Soar vom Netz. (Das früher größte Kohlekraftwerk in North Yorkshire verbrennt ausschließlich Biomasse.) Mit der Stilllegung endete nach 142 Jahren die Kohleverstromung im Vereinigten Königreich. Im Jahr 2012 hatte Kohle noch einen Anteil von 40 % an der Stromproduktion. Der Anteil von Wind- und Solarstrom im britischen Strommix stieg zwischen 2012 und 2023 von 6 % auf 34 %. Im gleichen Zeitraum fielen die CO2-Emissionen bei der Stromerzeugung um 74 %.
Kurz nach dem Jahr 2000 war das Vereinigte Königreich mit eigenem Nordsee-Erdgas noch autark. Damals wurden täglich 4,5 Millionen Barrel Öl pro Tag gefördert. 2023 waren es noch 1,2 Millionen Barrel.
2021 war das Vereinigte Königreich einer der großen Erdgasimporteure in Europa. Die Wirtschaft des UK litt in den Jahren 2021 und 2022 unter stark gestiegenen Gaspreisen (schon vor dem Beginn des völkerrechtswidrigen russischen Angriffskrieges auf die Ukraine waren diese gestiegen).
2023 gab es noch 283 aktive Öl- und Gasfelder; viele von ihnen sind alt und weitgehend erschöpft. Bis zum Jahr 2030 werden deshalb rund 180 davon ihre Produktion eingestellt haben.
Der seit Juli 2024 amtierende Energie- und Klimaminister Ed Miliband (Regierung Starmer) hat angekündigt, dass keine Bohrlizenzen zur Exploration neuer Felder mehr vergeben werden sollen. Großbritannien soll stattdessen eine „Supermacht für saubere Energie“ werden. Miliband befürwortet vor allem den starken Ausbau der Windenergie, auf See (offshore) und an Land (onshore). Das Vereinigte Königreich ist in Europa der beste Standort für Windkraftanlagen und einer der besten der Welt.
Siehe auch Liste der Kernreaktoren im Vereinigten Königreich

## Infrastruktur und Verkehr
Im Logistics Performance Index, der von der Weltbank erstellt wird und die Qualität der Infrastruktur misst, belegte das Vereinigte Königreich 2018 den 9. Platz unter 160 Ländern.

### Feuerwehr
In der Feuerwehr in Großbritannien waren im Jahr 2019 landesweit 40.100 Berufs-, 19.100 Teilzeit- und 1.400 freiwillige Feuerwehrleute organisiert, die in 2.053 Feuerwachen und Feuerwehrhäusern, in denen 2.900 Löschfahrzeuge und 235 Drehleitern bzw. Teleskopmasten bereitstehen, tätig sind. Die britischen Feuerwehren wurden im selben Jahr zu 705.924 Einsätzen alarmiert, dabei waren 222.511 Brände zu löschen. Hierbei wurden 317 Tote von den Feuerwehren bei Bränden geborgen und 8.750 Verletzte gerettet. Die nationale Feuerwehrorganisation Fire Sector Federation United Kingdom repräsentiert die britische Feuerwehr im Weltfeuerwehrverband CTIF.

### Straßenverkehr

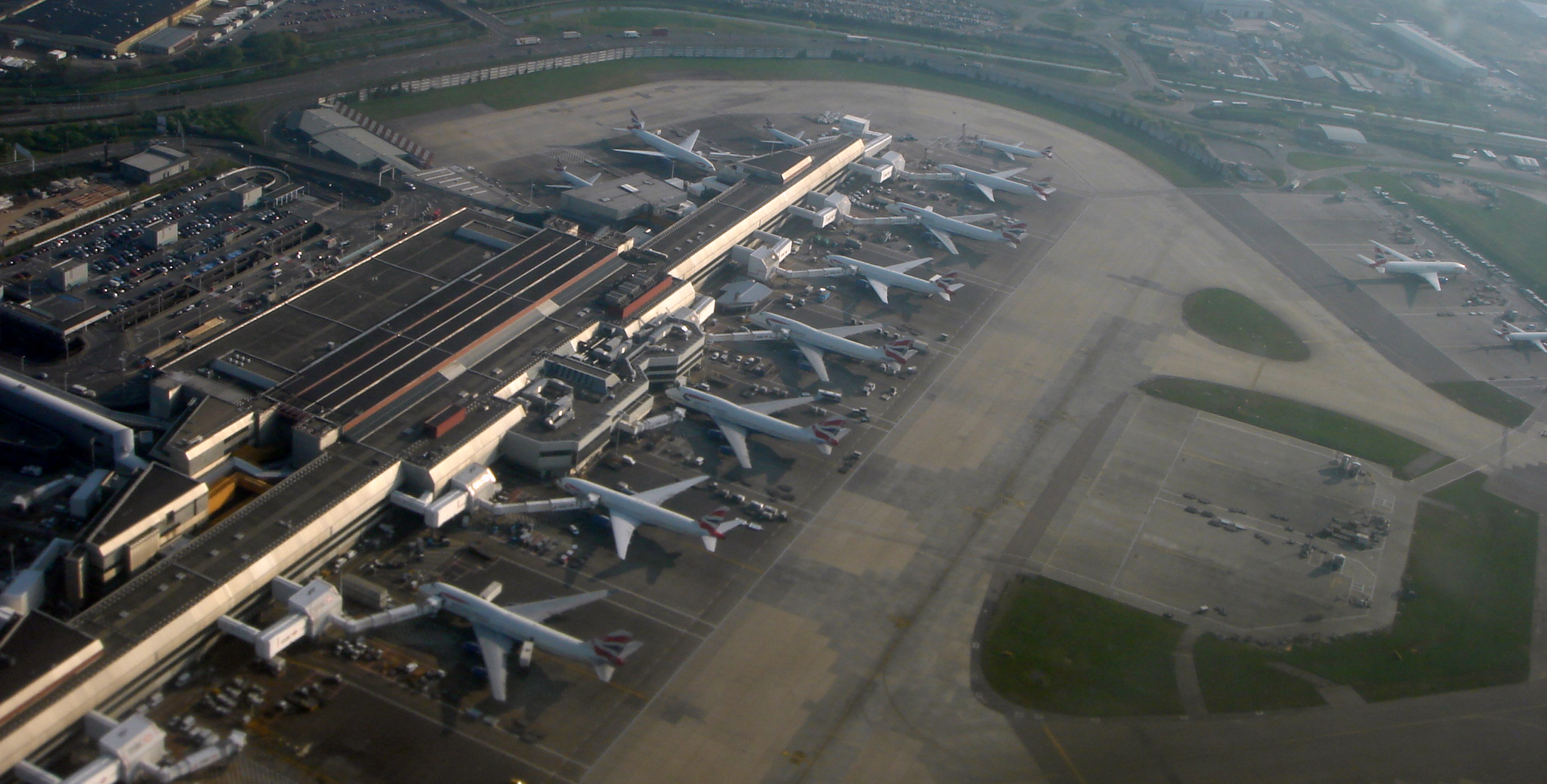
Der Londoner Flughafen Heathrow hat das größte Passagieraufkommen Europas

UK-Autobahnnetz 2016

Das Verkehrsnetz orientiert sich in Nord-Süd-Richtung und geht hauptsächlich radial von London aus. Im Straßenverkehr wird links gefahren, im Gegensatz zu den meisten anderen Ländern. Das Straßennetz ist rund 388.000 Kilometer lang. Davon sind rund 3500 km Autobahnen, die seit den 1950er Jahren errichtet worden sind.
Neben den Autobahnen gibt es auch ein dichtes Netz von vierspurigen richtungsgetrennten Fernstraßen (A roads), auf denen aber alle Arten von Fahrzeugen zugelassen sind und die sich mit anderen Straßen kreuzen. Diese Art von Straßen werden auch als dual carriageway bezeichnet und entsprechen den autobahnähnlichen Straßen im deutschsprachigen Raum. Mehrspurige Straßen haben in regelmäßigen Abständen so genannte „U-Turns“ (Deutsch: Halbkreiswende) oder Roundabouts (Kreisverkehre).
Für den Unterhalt der Autobahnen und Fernstraßen in England ist die Highway Agency zuständig, eine dem Verkehrsministerium unterstellte Behörde. Für das übrige Straßennetz in England sind die Lokalverwaltungen zuständig. In Schottland gehört der Unterhalt des Straßennetzes zum Zuständigkeitsbereich von Transport Scotland, in Wales das Welsh Parliament und in Nordirland von Roads Services (Abteilung des Ministeriums für regionale Entwicklung).
Mautstraßen sind im Vereinigten Königreich selten anzutreffen, jedoch gibt es zahlreiche mautpflichtige Brücken wie z. B. die Humber-Brücke. 2003 wurde die erste mautpflichtige Autobahn eröffnet, die Motorway M6 Toll, die bei Birmingham die Motorway M6 entlastet. In einigen Städten ist eine Innenstadtmaut zu entrichten (z. B. die London Congestion Charge).

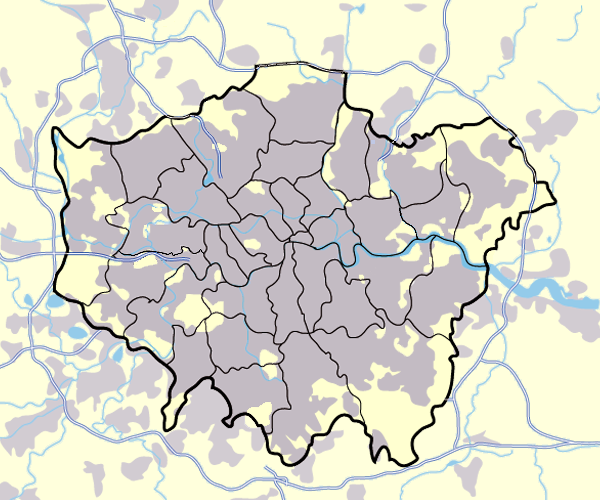
Geltungsbereich der Londoner Umweltzone

Seit dem 4. Februar 2008 ist überdies im Großbereich von London eine Umweltzone (Low Emission Zone – LEZ) eingerichtet. Sie ist laut der Aufsichtsbehörde Transport for London die größte Umweltzone der Welt. Vom 4. Februar 2008 bis zum Januar 2012 werden die Emissionshöchstwerte schrittweise angehoben. Betroffen sind jedoch keine PKW, sondern kleinere Transportwagen und Busse bis hin zu LKWs. Bevor die Zone mit einem dieser Fahrzeuge befahren wird, muss es zuvor angemeldet werden. Erfüllt das Fahrzeug die Emissionsstandards nicht, ist eine tägliche Gebühr zu zahlen. Unregistrierte Fahrzeuge riskieren ein Bußgeld.
Die zulässige Höchstgeschwindigkeit auf Autobahnen beträgt 70 mph (113 km/h), außerorts bis 60 mph (97 km/h) und innerorts 30 mph (48 km/h).
Im Straßenverkehr gehört das Land zu den sichersten der Welt. 2013 kamen im Vereinigten Königreich insgesamt 2,8 Verkehrstote auf 100.000 Einwohner. Zum Vergleich: In Deutschland waren es im selben Jahr 4,3 Tote. Insgesamt kamen damit 1827 Personen im Straßenverkehr ums Leben. Das Land hat eine im weltweiten Vergleich hohe Motorisierungsrate. 2016 kamen im Land 544 Kraftfahrzeuge auf 1000 Einwohner (in Deutschland waren es 610 Fahrzeuge).

### Schienenverkehr
Das Schienennetz der Eisenbahnen in Großbritannien ist das älteste der Welt. Das Gerüst bilden die fünf von London aus radial verlaufenden Hauptstrecken West Coast Main Line, East Coast Main Line, Midland Main Line, Great Western Main Line und Great Eastern Main Line. Diese werden ergänzt durch zahlreiche Regionallinien und dichte Vorortsnetze in den Ballungszentren. Die High Speed 1 ist vom übrigen Schienennetz betrieblich getrennt und nach den gleichen Spezifikationen gebaut wie das TGV-Netz in Frankreich.
Die weltweit erste Eisenbahnlinie mit Personenverkehr war die 1825 eröffnete Stockton and Darlington Railway, die 1830 eröffnete Liverpool and Manchester Railway war die weltweit erste Eisenbahnlinie zwischen zwei Großstädten. In der Folge wurden hunderte von Eisenbahngesellschaften gegründet, die sich 1922 nach zahlreichen Fusionen zu vier Gesellschaften konsolidierten. 1948 wurden die Eisenbahnen verstaatlicht, anschließend das Streckennetz auf weniger als die Hälfte reduziert. 1994 und 1995 erfolgte die Aufteilung der Staatsbahn British Rail in Infrastruktur-, Unterhalts-, Rollmaterial-, Personenverkehrs- und Güterverkehrsgesellschaften aufgeteilt, die 1996 und 1997 privatisiert wurden.
Das privatisierte Schienennetz des Vereinigten Königreichs besteht aus zwei voneinander unabhängigen Teilnetzen, in Nordirland und auf Großbritannien. Seit 1994 ist letzteres durch den Eurotunnel mit dem europäischen Festland verbunden. Das nordirische Netz ist mit jenem in der Republik Irland verbunden. Das Schienennetz ist insgesamt 16.878 Kilometer lang, über die Hälfte weniger als noch in den 1950er Jahren. Davon sind 4.928 km elektrifiziert und 12.591 km zwei- oder mehrgleisig. Die Höchstgeschwindigkeit betrug während Jahrzehnten 125 mph (200 km/h) auf den Intercity-Linien. Auf der Strecke High Speed 1, die London mit dem Eurotunnel verbindet, fahren die Eurostar-Züge mit bis zu 300 km/h.

### Luftverkehr
Das Vereinigte Königreich ist eine der wichtigsten Drehscheiben des Weltluftverkehrs. Das gesamte Fluggastaufkommen ist mit rund 200 Millionen Passagieren pro Jahr (davon 125 Millionen auf den Londoner Flughäfen) das größte Europas. Größter Flughafen des Landes ist London-Heathrow, gefolgt von London-Gatwick und dem Manchester Airport. Größte britische Fluggesellschaft ist British Airways.

### Seeverkehr
Durch die Insellage des Landes, die räumliche Trennung Nordirlands vom restlichen Staatsgebiet und die vielen vorgelagerten Inseln besitzt die Seeschifffahrt traditionell eine große Bedeutung. Rund 95 % aller Güter erreichen das Vereinigte Königreich per Schiff (entspricht 75 % des Gesamtwerts). Die wichtigsten Häfen sind Felixstowe, Tilbury, Southampton und Teesport.

### Datenverkehr
Zwei Hauptknotenpunkte für die kabelgebundene Internet- (Apollo) und Telefonverbindung (Atlantic Crossing 1) zwischen Europa und den USA befinden sich in Großbritannien.

## Kultur

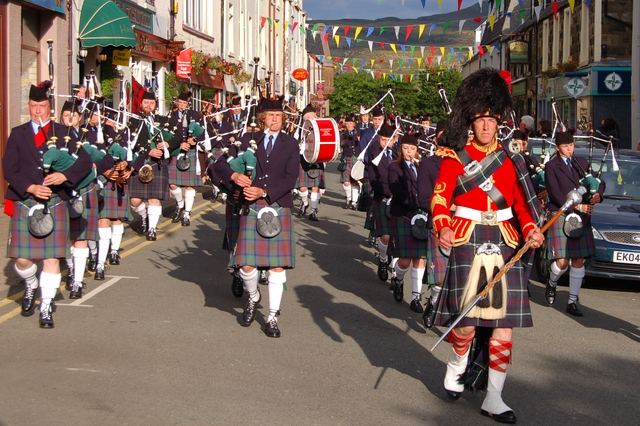
Great Highland Bagpipe

Aufgrund des Einflusses des Britischen Weltreiches haben sich kulturelle Bräuche aus dem Vereinigten Königreich auf der ganzen Welt verbreitet. Das Land ist heute noch einer der größten Exporteure von kulturellen Produkten weltweit.

### Küche

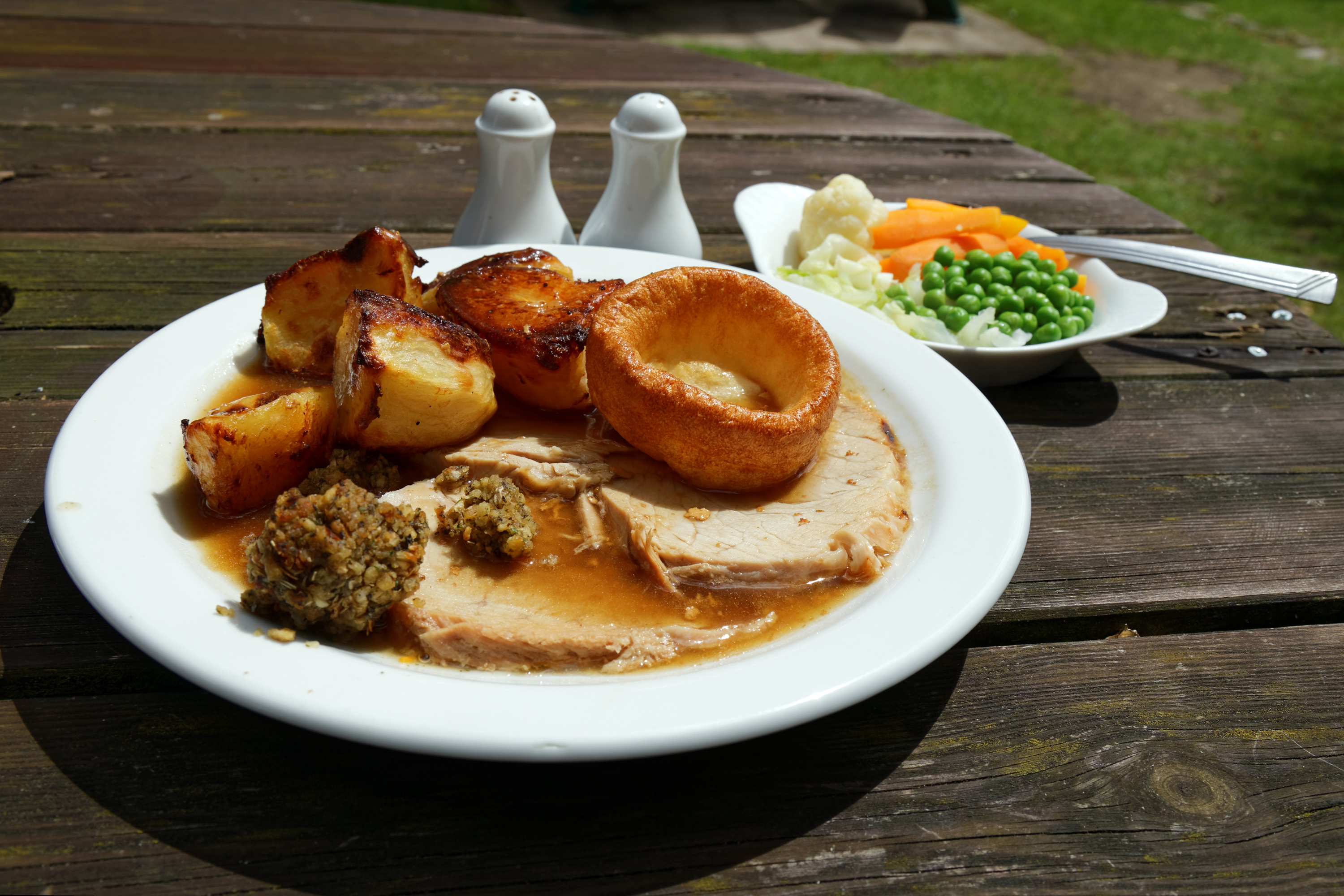
Sunday Roast

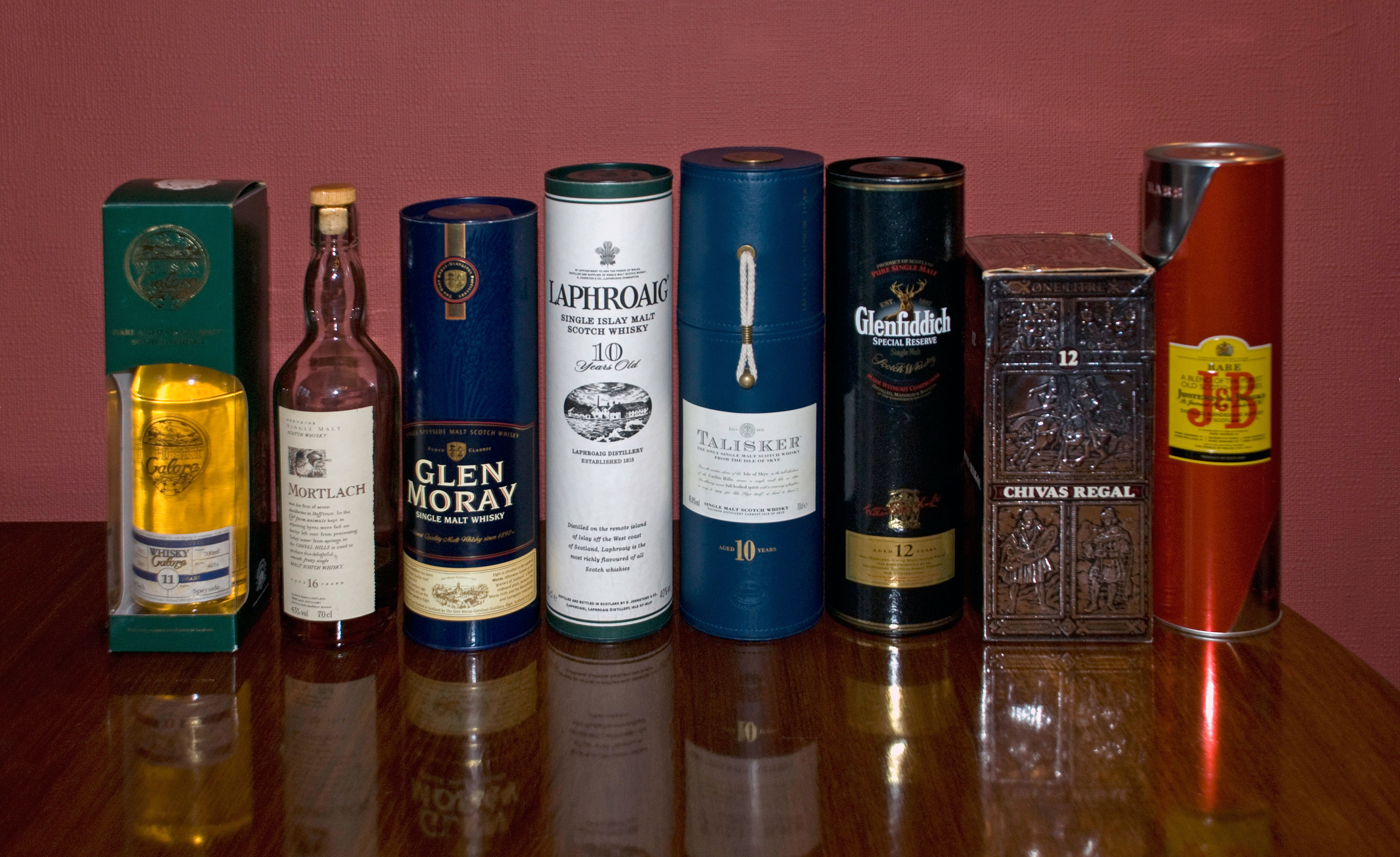
Auswahl von Whiskys

Britische Küche hat sich aus verschiedenen Einflüssen entwickelt, die sich in ihrem Land, Siedlungen, Ankünften neuer Siedler und Einwanderer, Handel und Kolonialismus widerspiegeln. Die Lebensmittel Englands wurden historisch durch ihre einfache Herangehensweise und die Abhängigkeit von der hohen Qualität natürlicher Produkte charakterisiert. Die traditionelle Kombination von Fleisch, Kartoffeln und Gemüse (meat and two veg) findet ihre etablierteste Form im Sunday roast. Kartoffeln spielen auch sonst eine entscheidende Rolle und werden auf vielfältige Weise zubereitet, meist aber in Form von Brei. Weit verbreitet sind Pasteten mit Fleischfüllung. Das britische Frühstück ist eine umfangreiche warme und weltweit bekannte Mahlzeit. Unter den kalten Gerichten spielen diagonal durchgeschnittene Sandwiches eine herausragende Rolle. Inbegriff des britischen Fast-Food ist Fish and Chips. Als Nachspeise werden Kuchen bevorzugt. Darüber hinaus ist England für die Käsesorte Cheddar bekannt.
Die Küche Schottlands weist einige Unterschiede auf. Vor allem die Esskultur der gehobenen Schichten übernahm infolge der Auld Alliance zahlreiche Merkmale der französischen Küche.
Beliebtestes nicht alkoholisches Getränk ist der Tee. Die britische Teekultur gehört zur britischen Lebensart. Kaffee spielte dagegen eine eher untergeordnete Rolle. Bei den leichten alkoholischen Getränken dominieren die Biersorten Ale und Stout, sowie der Apfelschaumwein Cider. Bei den hochprozentigen sind Gin und Whisky weit verbreitet. Seit Jahrhunderten ist der britische Markt der Hauptabnehmer für süße Weine wie Sherry, Portwein und Madeira.

### Medien

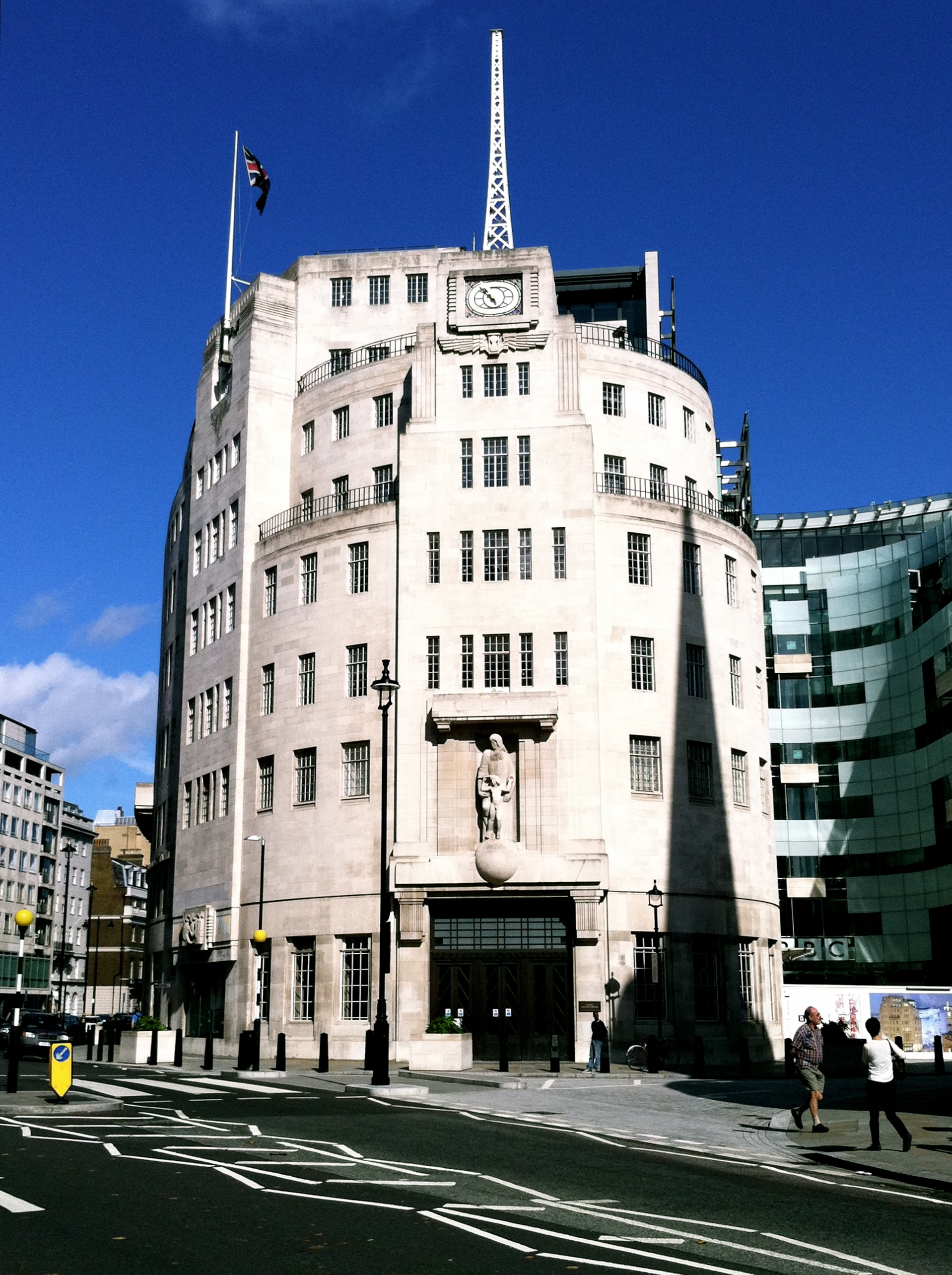
Das Broadcasting House in London ist der Hauptsitz der BBC

Im Vereinigten Königreich gibt es ein vielfältiges Angebot an Medien, die aufgrund der Verbreitung der englischen Sprache auch international einen großen Einfluss besitzen.
Die BBC ist die öffentlich-rechtliche Rundfunkanstalt des Landes und zugleich die älteste und größte der Welt. Sie wird durch obligatorische Rundfunkgebühren und teilweise durch Werbung finanziert und betreibt mehrere Fernseh- und Hörfunkstationen, sowohl im Inland als auch im Ausland. BBC World, der internationale Nachrichtenkanal der BBC, wird in die ganze Welt ausgestrahlt und die Radiostation BBC World Service sendet Programme in 33 verschiedenen Sprachen. Die wichtigsten Konkurrenten des BBC-Fernsehens sind ITV, Channel 4, Channel 5 und Sky.
Beim Hörfunk dominiert die BBC, die zehn landesweite und über 40 lokale Stationen betreibt. Die beliebteste Radiostation, gemessen an den Zuhörerzahlen, ist BBC Radio 2, gefolgt von BBC Radio 1. Darüber hinaus gibt es mehr als 200 kommerzielle Radiostationen, die hauptsächlich lokal verankert sind. Die größten privaten Stationen sind Absolute Radio (vormals Virgin Radio), Classic FM und talkSPORT. Das mit Abstand bedeutendste Lokalradio ist Capital Radio aus London.
Bis vor wenigen Jahren wurde bei den britischen Zeitungen strikt zwischen „Broadsheet“-Zeitungen mit Artikeln von hoher Qualität und den Tabloid-Zeitungen, die im Boulevard angesiedelt sind, unterschieden. Aufgrund der größeren Lesefreundlichkeit haben zahlreiche „quality newspapers“ vom Broadsheet- auf das Tabloidformat umgestellt, so dass zumindest diese Unterscheidung weggefallen ist. Die höchste Auflage aller britischen Zeitungen hat das von Montag bis Samstag erscheinende Boulevardblatt The Sun, während ihre Schwesterzeitung News of the World bis zu ihrer Einstellung am 10. Juli 2011 den Sonntagszeitungsmarkt dominierte. Die höchste Auflage bei den sogenannten Qualitätszeitungen haben The Daily Telegraph und The Times, die im politischen Spektrum rechts der Mitte stehen, sowie The Guardian und Daily Mirror, die links der Mitte stehen. Führende Wirtschaftszeitung ist die Financial Times.
Die drei Unternehmen DMG Media, News UK und Reach kontrollieren 90 % der Zeitungen im Vereinigten Königreich und über 40 % der 50 beliebtesten britischen Nachrichtenwebsites.
Im Jahr 2022 nutzten 95,3 Prozent der Einwohner des Vereinigten Königreichs das Internet.
Der Nutzung sozialer Medien kommt eine immer bedeutendere Rolle zu. Im Januar 2011 betrug die Bruttoreichweite der sozialen Netzwerke 27,2 Millionen der im Vereinigten Königreich lebenden Personen. Wie andernorts geht im Vereinigten Königreich der Trend zu einer verstärkten Nutzung von Online- und Mobil-Medien. Das populärste Onlineangebot ist das Nachrichtenportal der BBC, welches auch international großen Anklang findet. Auch die Internetseiten von Guardian und Daily Mail werden sowohl national als auch international breit gelesen.

### Film
Das Vereinigte Königreich hat seit über einem Jahrhundert eine bedeutende Filmindustrie. Während die Filmproduktion 1936 einen historischen Höchststand erreichte, wird angenommen, dass das „goldene Zeitalter“ des britischen Kinos die 1940er Jahre waren, während dieser Zeit drehten die Regisseure David Lean, Michael Powell (mit Emeric Pressburger) und Carol Reed ihre hochgelobten Werke. Viele britische Schauspieler haben weltweite Berühmtheit und Anerkennung erreicht, wie Maggie Smith, Michael Caine, Sean Connery, Daniel Day-Lewis, Gary Oldman und Kate Winslet. Einige der Filme mit dem bisher größten Box Office wurden in Großbritannien gedreht, darunter die dritt- und die vierterfolgreichsten Filmreihen aller Zeiten (Harry Potter und James Bond), wobei die erstere britisch-amerikanisch war. Die Identität der britischen Filmindustrie, insbesondere in Bezug auf Hollywood, wurde oft diskutiert. Seine Geschichte wurde oft von Versuchen beeinflusst, mit der amerikanischen Industrie zu konkurrieren. Die Karriere des Produzenten Alexander Korda war durch dieses Ziel gekennzeichnet, die Rank-Organisation versuchte dies in den 1940er Jahren und Goldcrest in den 1980er Jahren. Zahlreiche in Großbritannien geborene Regisseure, darunter Alfred Hitchcock und Ridley Scott und Darsteller wie Charlie Chaplin und Cary Grant, haben vor allem durch ihre Arbeit in den Vereinigten Staaten Erfolg erzielt.
2009 brachten britische Filme weltweit rund 2 Milliarden US-Dollar ein und erreichten einen weltweiten Marktanteil von rund 7 % und 17 % im Vereinigten Königreich. Die Einnahmen der britischen Kinos beliefen sich 2012 auf insgesamt 1,1 Milliarden Pfund bei 172,5 Millionen Besuchern.
1999 veröffentlichte das British Film Institute eine Liste mit den 100 besten britischen Filmen des 20. Jahrhunderts.

### Literatur

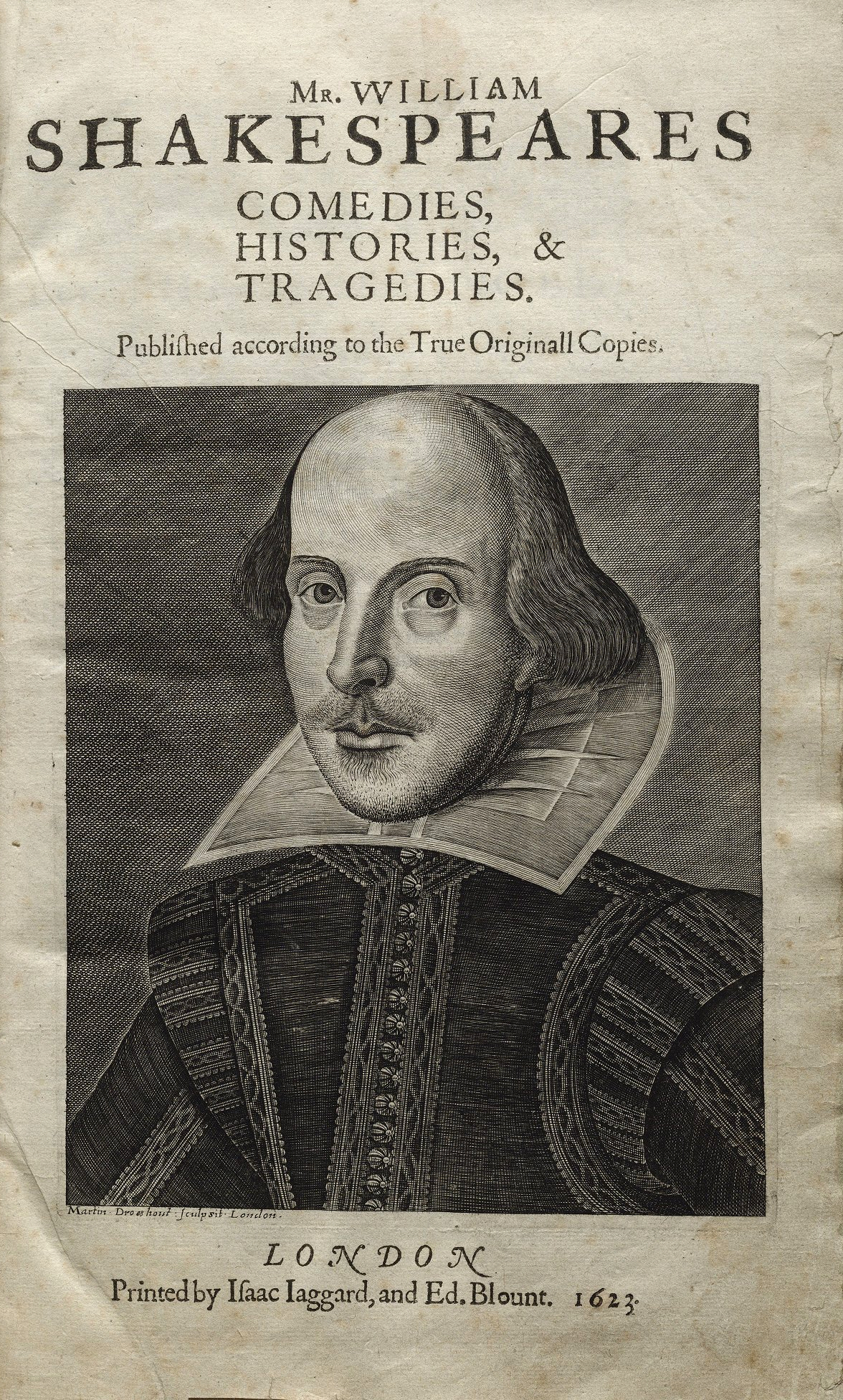
Abbildung William Shakespeares

### Architektur
Die frühesten Zeugen von Architektur im Vereinigten Königreich sind jungsteinzeitliche Megalith-Monumente wie Stonehenge, Avebury und West Kennet Long Barrow. Zu den weltweit am besten erhaltenen jungsteinzeitlichen Siedlungen gehört Skara Brae auf den Orkney-Inseln. Steinerne Rundhäuser und Türme (Brochs) aus der Eisenzeit sind vor allem aus Schottland bekannt. Die Kelten errichteten ausschließlich Gebäude aus Holz, so dass von diesen nichts erhalten geblieben ist. Die Römer bauten die ersten Städte, die bedeutendsten waren Aquae Sulis (Bath), Camulodunum (Colchester), Deva (Chester), Eboracum (York), Londinium (London) und Verulamium (St Albans). Viele römische Bauten stehen bis heute, erwähnenswert sind insbesondere die Thermen in Bath.
Auf die Römer folgten die Angelsachsen und andere germanische Völker. Deren Wohnhäuser bestanden in der Regel aus einem mit Lehm verstärkten Flechtwerk. Länger Bestand hatten die aus Stein errichteten Kirchen, die oft einen Hinweis darauf geben, wie alt eine Siedlung ist. Ein typisches Beispiel angelsächsischer Architektur ist die Pfarrkirche von Wing in Buckinghamshire.
In den zwei Jahrhunderten nach der normannischen Eroberung im Jahr 1066 entstanden zahlreiche bedeutende Burgen wie der Tower of London, Caernarfon Castle in Wales und Carrickfergus Castle in Nordirland, um die Bevölkerung in Schach zu halten. Während die Krone hauptsächlich den Bau von Verteidigungsanlagen förderte, huldigten der Klerus und der Adel Gott durch den Bau zahlreicher Kathedralen, zuerst im normannischen, später im gotischen Stil. Die Praxis, praktisch alle großen Gebäude mit Befestigungen zu verstärken, endete mit dem Aufkommen des Tudorstils und dem Bau der ersten repräsentativen Landsitze wie Montacute House und Hatfield House sowie von Schlössern wie dem Hampton Court Palace.

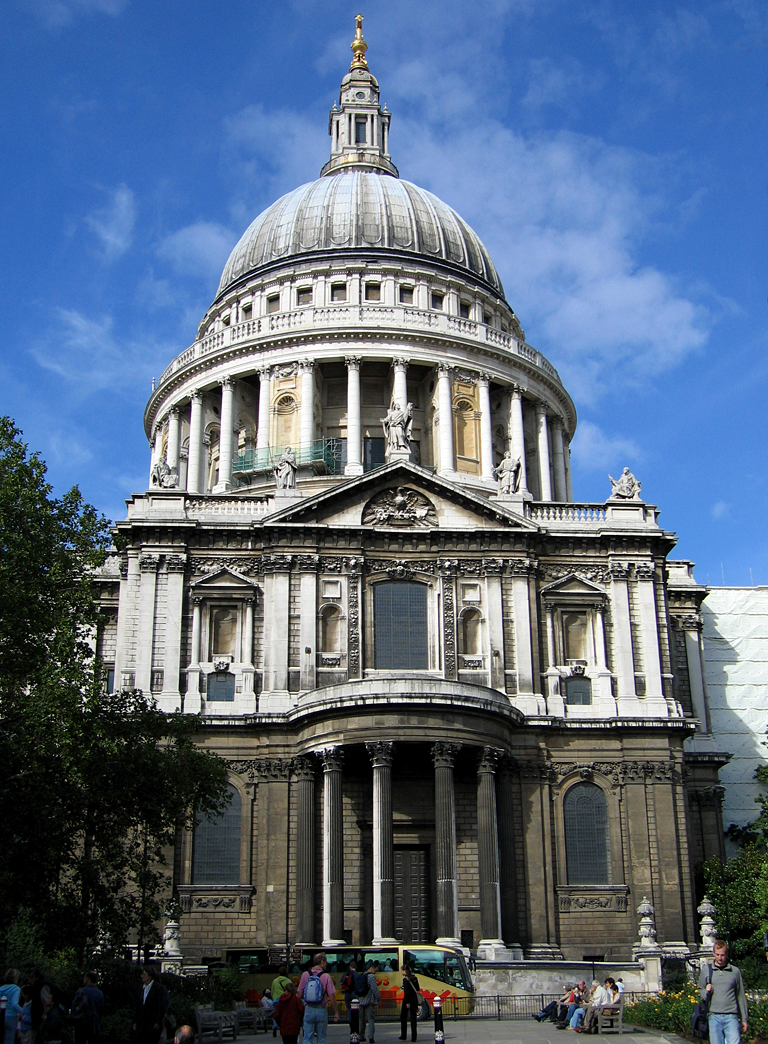
St Paul’s Cathedral

Während des Englischen Bürgerkriegs (1642–1649) mussten Gebäude zum letzten Mal in der britischen Geschichte Belagerungen überstehen. Zahlreiche Burgen wie Corfe Castle wurden bei Angriffen der Armee von Oliver Cromwell zerstört. Nach Ende dieses Krieges wurden Gebäude nur noch zu Wohn- und Geschäftszwecken errichtet; Design und Aussehen drängten den Verteidigungsgedanken völlig in den Hintergrund. Noch vor dem Krieg erlangte Inigo Jones Bekanntheit, der als erster britischer Architekt von Bedeutung und als Mitbegründer des Palladianismus gilt. Seine wichtigsten Werke sind das Queen’s House und das Banqueting House.
Nach der Wiedereinführung der Monarchie 1660 und dem Großen Brand von London 1666 wurde in London eine Chance verpasst, eine neue Metropole zu erschaffen und dabei moderne Architekturstile anzuwenden. Obwohl Christopher Wren, einer der bedeutendsten britischen Architekten jener Zeit, den Auftrag erhielt, viele der zerstörten Kirchen zu planen und wiederaufzubauen, wurde sein Gesamtplan für den Wiederaufbau der Hauptstadt aus Kostengründen abgelehnt. Sein bedeutendstes Bauwerk ist die zwischen 1675 und 1708 errichtete St Paul’s Cathedral.
Im frühen 18. Jahrhundert gelangte der in Europa beliebte Barock auch auf die Britischen Inseln, in dieser Zeit entstand beispielsweise Blenheim Palace, erbaut von John Vanbrugh und Nicholas Hawksmoor. Allerdings wurde der Barock bald wieder durch den Palladianismus verdrängt. Eine Weiterentwicklung des Palladianismus war in der zweiten Hälfte des 18. Jahrhunderts die Georgianische Architektur, repräsentiert durch Landsitze wie Woburn Abbey und Kedleston Hall. Zu den Architekten dieses Baustils bzw. seiner Nachfolger Neoklassizismus und Romantik gehören Robert Adam, William Chambers und James Wyatt.

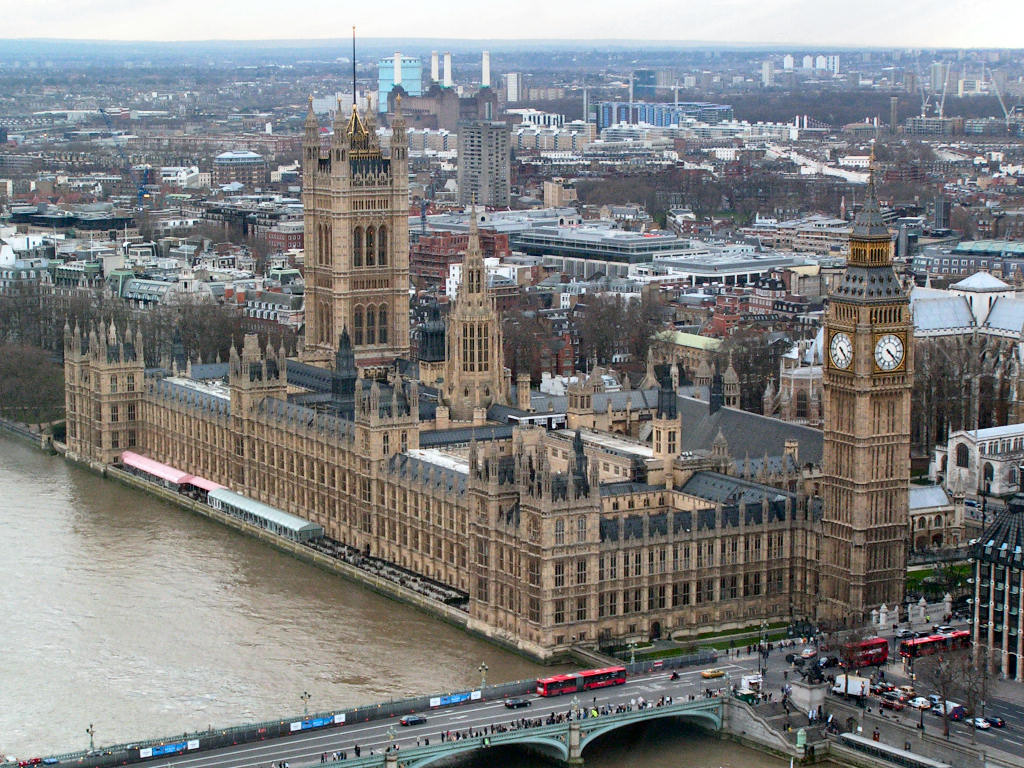
Palace of Westminster

Fast als Rückschlag in Bezug auf die Symmetrie des Palladianismus scheint die mittelalterlich anmutende Neugotik; das bekannteste Beispiel dieser Phase ist der Neubau des Palace of Westminster, entworfen von Charles Barry. Um die Mitte des 19. Jahrhunderts war die Technologie so weit fortgeschritten, dass Stahl als Baumaterial verwendet werden konnte. Auf diese Weise baute Joseph Paxton den Crystal Palace, das wohl bekannteste Bauwerk des viktorianischen Zeitalters. In der britischen Architektur wurden zwar in dieser Ära des Fortschritts viele neue Baumethoden eingeführt, doch führende Architekten wie Augustus Pugin bestanden ironischerweise auf eine rückwärtsgewandten Stil.
Zu Beginn des 20. Jahrhunderts wurde das Design des Arts and Crafts Movement populär. Die architektonische Form dieses Stils, die sich aus den Werken von Architekten des 19. Jahrhunderts wie George Devey entwickelt hatte, fand ihre Krönung in den Bauten von Edwin Lutyens. Arts and Craft in der Architektur wird symbolisiert durch eine informelle, nicht-symmetrische Form, häufig waren die Gebäude mit Mittelpfosten- und Gitterfenstern, Mehrfachgiebeln und hohen Kaminen verziert. Dieser Stil hielt sich bis zum Zweiten Weltkrieg. Nach dem Krieg war der Wiederaufbau geprägt vom Modernismus bzw. Brutalismus, insbesondere von den späten 1950er bis zu den frühen 1970er Jahren.
Das moderne Bauen ist bis heute die treibende Kraft der britischen Architektur geblieben, auch wenn dessen Einfluss viel stärker bei Geschäftshäusern spürbar ist als bei Wohnbauten. Die zwei richtungsweisenden britischen Architekten der Gegenwart sind Richard Rogers und Norman Foster. Rogers’ bekannteste Bauten sind wohl das Lloyd’s Building und der Millennium Dome, während Foster unter anderem das Hochhaus 30 St Mary Axe (auch als „Gurke“ bekannt) und die Londoner City Hall schuf.

### Wissenschaft

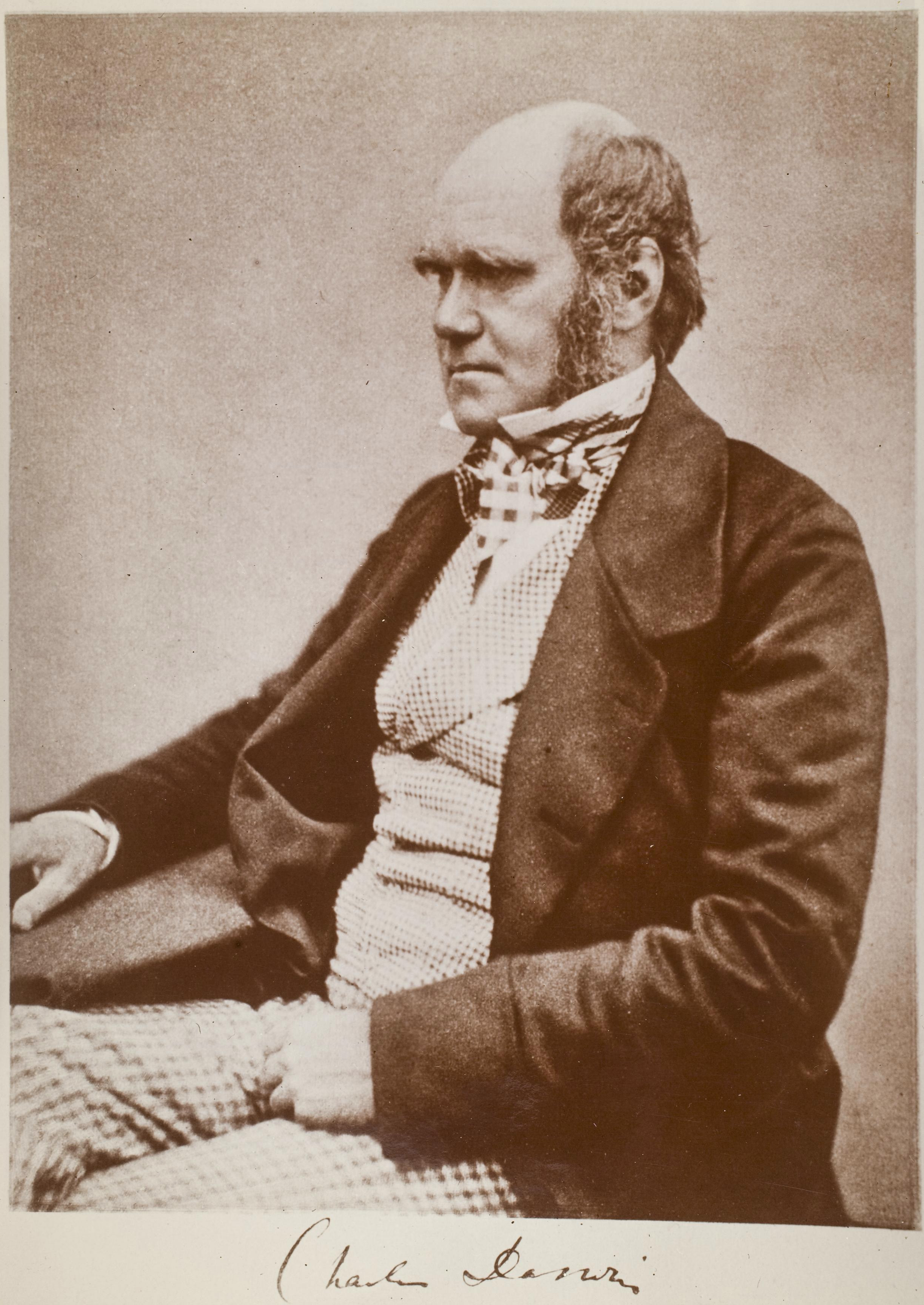
Charles Darwin (Foto von 1851)

England und Schottland sind seit dem 17. Jahrhundert führende Zentren der wissenschaftlichen Revolution. Das Vereinigte Königreich führte die Industrielle Revolution im 18. Jahrhundert an und hat fortwährend wichtige Wissenschaftler und Ingenieure hervorgebracht. Zu den bedeutenden Theoretikern des 17. und 18. Jahrhunderts zählt Isaac Newton, der mit seinem Gravitationsgesetz die universelle Gravitation beschrieb und die Bewegungsgesetze formulierte, womit er den Grundstein für die klassische Mechanik legte wurden, Charles Darwin aus dem 19. Jahrhundert, dessen Evolutionstheorie durch natürliche Selektion grundlegend war für die Entwicklung der modernen Biologie und James Clerk Maxwell, der die klassische elektromagnetische Theorie formulierte; und in jüngerer Zeit Stephen Hawking, der wichtige Theorien auf den Gebieten der Kosmologie, der Quantengravitation und der Untersuchung von Schwarzen Löchern vorgebracht hat.
Zu den wichtigsten wissenschaftlichen Entdeckungen aus dem 18. Jahrhundert gehören Wasserstoff von Henry Cavendish, Penicilline von Alexander Fleming aus dem 20. Jahrhundert und die Struktur der DNA von Francis Crick und anderen. Bekannte britische Ingenieure und Erfinder der industriellen Revolution sind James Watt, George Stephenson, Richard Arkwright, Robert Stephenson und Isambard Kingdom Brunel. Weitere bedeutende Ingenieurprojekte und Anwendungen von Personen aus Großbritannien sind die von Richard Trevithick und Andrew Vivian entwickelte Dampflokomotive, der elektrische Motor von Michael Faraday aus dem 19. Jahrhundert, die Glühbirne von Joseph Swan und das erste praktische Telefon, patentiert von Alexander Graham Bell und im 20. Jahrhundert das weltweit erste funktionierende Fernsehsystem von John Logie Baird, das Jet-Triebwerk von Frank Whittle, die Basis des modernen Computers von Alan Turing und das World Wide Web von Tim Berners-Lee.
Wissenschaftliche Forschung und Entwicklung sind nach wie vor an britischen Universitäten von Bedeutung, da viele Wissenschaftsparks errichtet wurden, um die Zusammenarbeit mit der Industrie zu erleichtern. Zwischen 2004 und 2008 produzierte das Vereinigte Königreich 7 % der wissenschaftlichen Forschungsarbeiten der Welt und hatte einen Anteil von 8 % an wissenschaftlichen Zitierungen, der dritte und zweithöchste Wert der Welt (nach den Vereinigten Staaten bzw. China). Das Land hatte 2016 den weltweit fünft-höchsten Output an wissenschaftlicher und technischen Artikeln. Seit dem Jahre 1901 haben 132 Briten einen Nobelpreis erhalten, was die zweithöchste Anzahl hinter den Vereinigten Staaten ist. Zu den in Großbritannien produzierten wichtigen wissenschaftlichen Zeitschriften zählen Nature, das British Medical Journal und The Lancet.
Großbritannien war einer der größten Empfänger von Forschungsmitteln aus der Europäischen Union. Im Zeitraum 2007–2013 erhielt das Vereinigte Königreich 8,8 Mrd. EUR von insgesamt 107 Mrd. EUR für Forschung, Entwicklung und Innovation in den EU-Mitgliedstaaten, assoziierten Ländern und Drittländern. Zu dieser Zeit stellte dies den viertgrößten Anteil in der EU dar. Der Europäische Forschungsrat gewährte 2017 im Vereinigten Königreich 79 Projekte, mehr als in jedem anderen EU-Land.

### Sport

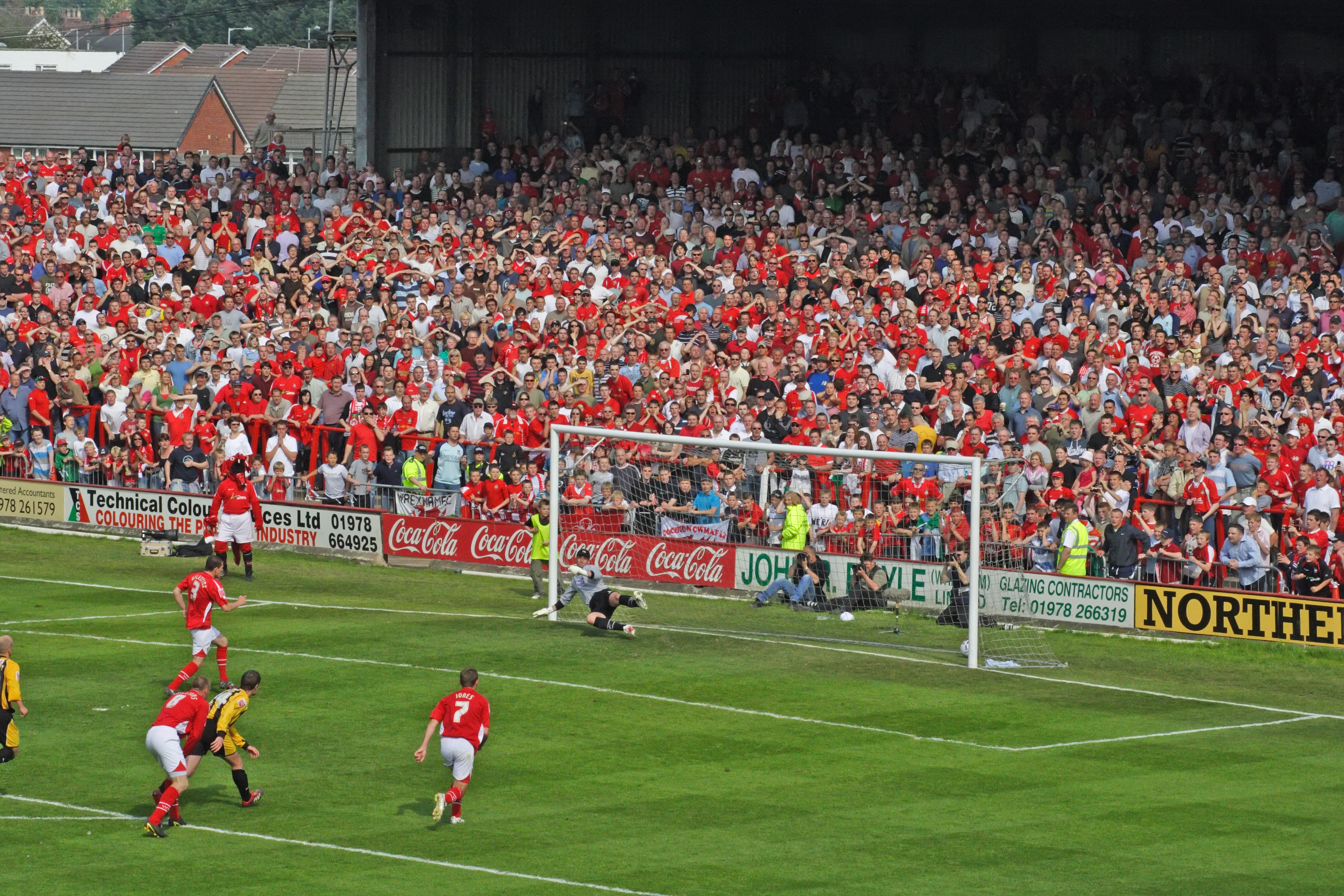
Fußball ist eine der beliebtesten Sportarten der Briten

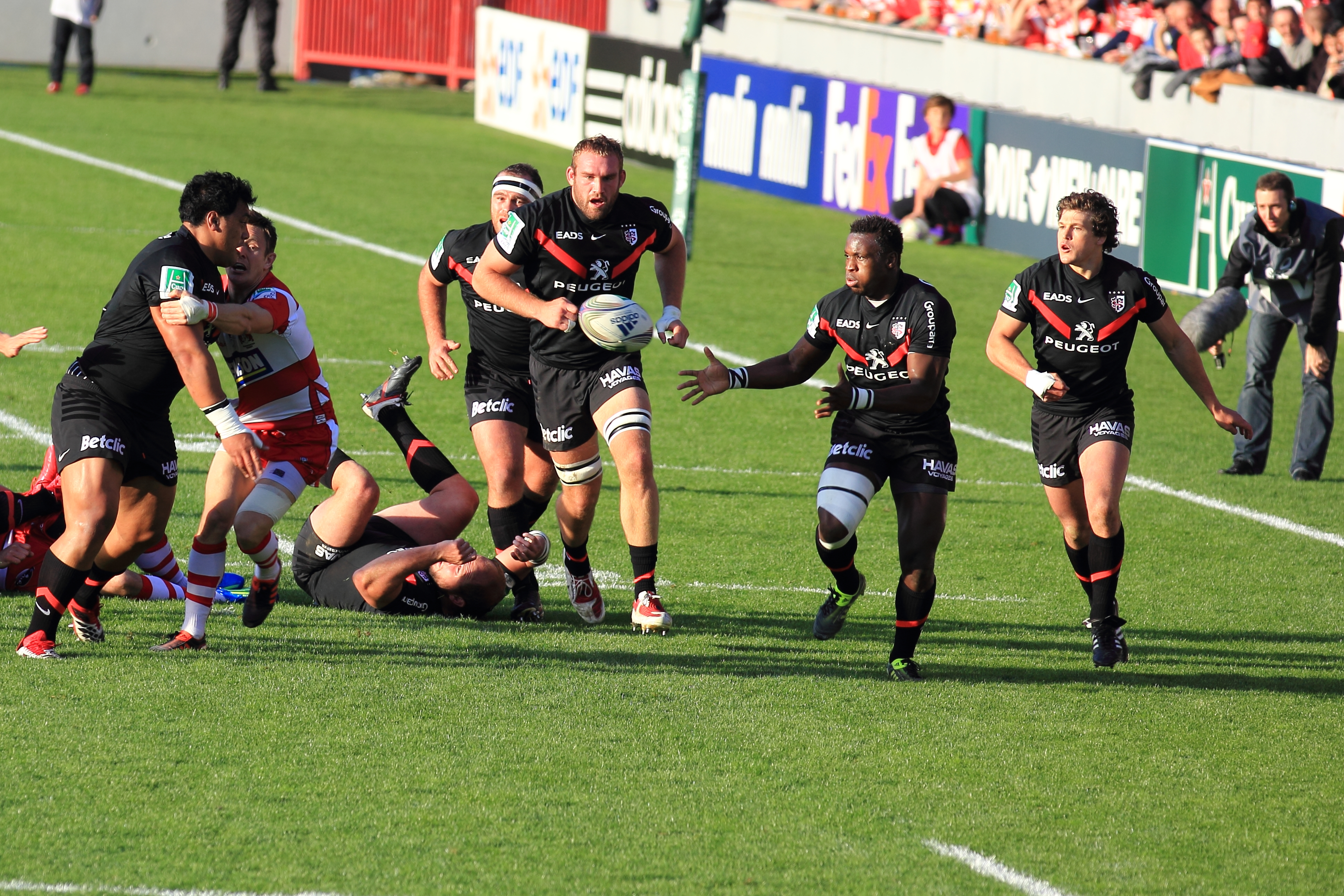
Rugby, hier Toulouse gegen Gloucester

Sport spielt eine bedeutende Rolle im Vereinigten Königreich. Bei den einzelnen Sportarten sind jedoch teilweise deutliche regionale und soziale Unterschiede zu erkennen. In weiten Teilen der englischen und schottischen eher unteren sozialen Schichten („Working Class“) ist Fußball mit deutlichem Abstand die beliebteste Mannschaftssportart, wohingegen in Wales und in mittleren und höheren sozialen Schichten („Upper Class“) Englands und Schottlands Rugby Union (Fünfzehner-Rugby) meist der Mannschaftssport Nummer eins ist. In den traditionellen Industriestädten Nordenglands ist zudem die Variante Rugby League (Dreizehner-Rugby) sehr populär. Cricket ist wie Rugby Union ein eher sozial „elitärerer“ Sport. Diese Gegebenheiten haben meist historische Ursachen. So war es in den englischen Arbeitervierteln der Großstädte ohne Rasenflächen nicht möglich, Rugby zu spielen, für Fußball dagegen bedurfte es nur eines Hinterhofs. Die höheren Schulen der Upper Class verfügten allesamt über Rasenplätze, auf denen man Rugby und Cricket spielen konnte. Im Laufe der Zeit wurde der jeweilige Sport auch eine Möglichkeit der Identifikation mit seiner Klasse. Gerade wenn man auf die Zuschauerränge eines Rugby-Union- und eines Fußballspiels beispielsweise der englischen Nationalmannschaften schaut, erkennt man heute deutliche Unterschiede im Klientel. Gewalt unter und durch Fans war lange im englischen Fußball ein enormes Problem, hat im Rugby jedoch nie eine Rolle gespielt.
Bedeutende Einzelsportarten sind Leichtathletik, Fechten, Darts, Golf, Motorsport und Pferderennen. Das Regelwerk vieler bedeutender Sportarten entwickelte sich im Vereinigten Königreich. So gilt England beispielsweise als „Mutterland des Fußballs“. Außerdem gehören z. B. Tennis, Squash, Golf, Boxen, Rugby, Cricket, Snooker, Billard, Badminton und Curling dazu.
Die vier Landesteile besitzen in den meisten Mannschaftssportarten getrennte Nationalmannschaften. Zu den Olympischen Spielen werden aber gemeinsame Mannschaften aller vier „home nations“ entsandt (nicht jedoch zu den Commonwealth Games). Diese starten formell unter der Bezeichnung „Great Britain and Northern Ireland“, was jedoch üblicherweise zu „Great Britain“ verkürzt wird. Vereinsmeisterschaften werden in den meisten Mannschaftssportarten ebenfalls getrennt durchgeführt; „britische“ Meisterschaften sind deshalb eher selten. Wintersport ist nicht weit verbreitet, da trotz der Lage in den hohen nördlichen Breitengraden nur in wenigen Regionen genügend Schnee fällt.
Zu den bekanntesten Sportanlässen gehören neben den Fußballmeisterschaften die Wimbledon Championships (Tennis), The Ashes (Cricket), das Six-Nations-Turnier (Rugby Union), der London-Marathon (Leichtathletik), die Open Championship (Golf), der Große Preis von Großbritannien (Formel 1), der Motorrad-Grand-Prix, der Speedway-WM-Grand-Prix von Großbritannien, das Boat Race (Rudern) und Royal Ascot (Pferderennen). Darüber hinaus war London dreimal Austragungsort Olympischer Spiele (1908, 1948 und 2012).

### Feiertage
In Großbritannien sind Feiertage die Tage, an denen die meisten Unternehmen und nicht wesentlichen Dienstleistungen geschlossen sind, obwohl an einigen Feiertagen immer mehr Einzelhandelsgeschäfte (insbesondere die größeren) geöffnet haben. Am Sonntag und am Weihnachtstag gelten in England und Wales sowie am Neujahrstag und am Weihnachtstag in Schottland Handelsbeschränkungen.
Das Vereinigte Königreich hat gegenwärtig keinen offiziellen Nationalfeiertag. Als teilweiser Ersatz wird der Geburtstag des Monarchen als zentraler nationaler Feiertag begangen – unter Königin Elisabeth II. wurde dieser Tag als Queen’s Official Birthday (unabhängig von ihrem tatsächlichen Geburtstag am 21. April) an einem jährlich neu festgelegten Datum meist Ende Mai oder Anfang Juni gefeiert. Dieser Tag wird jedoch auch in den anderen Commonwealth Realms, deren Staatsoberhaupt Elisabeth II. ist, gefeiert (teilweise mit abweichendem Datum), und ist deswegen nicht exklusiv britisch sowie durch sein jährlich wechselndes Datum kein echter nationaler Fixtag. Besonders in den letzten Jahren gab es deswegen immer wieder Bestrebungen, als Britain Day oder UK Day ein festes Datum zum Nationalfeiertag zu machen.
Bei den Feiertagen gibt es im Vereinigten Königreich regionale Unterschiede zwischen den vier Landesteilen.
| Feiertag (Deutsch)     | Feiertag (Englisch)    | Datum                    | Gültig  | Gültig     | Gültig     | Gültig |
| Feiertag (Deutsch)     | Feiertag (Englisch)    | Datum                    | England | Nordirland | Schottland | Wales  |
| ---------------------- | ---------------------- | ------------------------ | ------- | ---------- | ---------- | ------ |
| Neujahr                | New Year’s Day         | 1. Januar                | •1      | •          | •2         | •1     |
| Neujahr                | New Year’s Day         | 2. Januar                |         |            | •1         |        |
| Saint Patrick’s Day    | Saint Patrick’s Day    | 17. März                 |         | •1         |            |        |
| Karfreitag             | Good Friday            | Ostersonntag − 2d        | •       | •          | •          | •      |
| Ostermontag            | Easter Monday          | Ostersonntag + 1d        | •       | •          |            | •      |
| Early May Bank Holiday | Early May Bank Holiday | Erster Montag im Mai     | •       | •          | •          | •      |
| Spring Bank Holiday    | Spring Bank Holiday    | Letzter Montag im Mai    | •       | •          | •          | •      |
| Battle of the Boyne    | Battle of the Boyne    | 12. Juli                 |         | •1         |            |        |
| August Bank Holiday    | August Bank Holiday    | Erster Montag im August  |         |            | •          |        |
| August Bank Holiday    | August Bank Holiday    | Letzter Montag im August | •       |            |            | •      |
| 1. Weihnachtsfeiertag  | Christmas Day          | 25. Dezember             | •1      | •1         | •1         | •1     |
| 2. Weihnachtsfeiertag  | Boxing Day             | 26. Dezember             | •2      | •2         | •2         | •2     |

1 Fällt der Feiertag auf ein Wochenende, wird er am folgenden Montag nachgeholt.

2 Fällt der Feiertag auf ein Wochenende, wird der folgende Dienstag arbeitsfrei.